# Charleville-Mézières
Pour les articles homonymes, voir Charleville et Mézières.
 (juin 2024).
La mise en forme du texte ne suit pas les recommandations de Wikipédia : il faut le « wikifier ».
Les points d'amélioration suivants sont les cas les plus fréquents. Le détail des points à revoir est peut-être précisé sur la page de discussion.
- Les titres sont pré-formatés par le logiciel. Ils ne sont ni en capitales, ni en gras.
- Le texte ne doit pas être écrit en capitales (les noms de famille non plus), ni en gras, ni en italique, ni en « petit »…
- Le gras n'est utilisé que pour surligner le titre de l'article dans l'introduction, une seule fois.
- L'italique est rarement utilisé : mots en langue étrangère, titres d'œuvres, noms de bateaux, etc.
- Les citations ne sont pas en italique mais en corps de texte normal. Elles sont entourées par des guillemets français : « et ».
- Les listes à puces sont à éviter, des paragraphes rédigés étant largement préférés. Les tableaux sont à réserver à la présentation de données structurées (résultats, etc.).
- Les appels de note de bas de page (petits chiffres en exposant, introduits par l'outil «  Source ») sont à placer entre la fin de phrase et le point final[comme ça].
- Les liens internes (vers d'autres articles de Wikipédia) sont à choisir avec parcimonie. Créez des liens vers des articles approfondissant le sujet. Les termes génériques sans rapport avec le sujet sont à éviter, ainsi que les répétitions de liens vers un même terme.
- Les liens externes sont à placer uniquement dans une section « Liens externes », à la fin de l'article. Ces liens sont à choisir avec parcimonie suivant les règles définies. Si un lien sert de source à l'article, son insertion dans le texte est à faire par les notes de bas de page.
- La présentation des références doit suivre les conventions bibliographiques. Il est recommandé d'utiliser les modèles {{Ouvrage}}, {{Chapitre}}, {{Article}}, {{Lien web}} et/ou {{Bibliographie}}. Le mode d'édition visuel peut mettre en forme automatiquement les références.
- Insérer une infobox (cadre d'informations à droite) n'est pas obligatoire pour parachever la mise en page.

Pour une aide détaillée, merci de consulter Aide:Wikification.
Si vous pensez que ces points ont été résolus, vous pouvez retirer ce bandeau et améliorer la mise en forme d'un autre article.
Charleville-Mézières (prononcé [ ʃaʁ.lə.vil me.zjɛʁ]) est une commune française située dans le département des Ardennes, en région Grand Est. Elle est divisée en quatre cantons.
En 2022, la ville compte 45 634 habitants intra-muros, son aire urbaine 106 000 habitants et la communauté d'agglomération Ardenne Métropole, qu'elle forme avec la ville de Sedan, 130 000 habitants.
Avant la fusion des deux communes principales en 1966, les gentilés respectifs étaient Carolopolitains pour Charleville et Macériens pour Mézières. Ses habitants sont appelés les Carolomacériens ou plus couramment les Carolos.

## Géographie

### Localisation
La ville est située au nord de la région Grand Est et du département des Ardennes dont elle est le chef-lieu, à 19 km à l'ouest de Sedan, à 89 km au nord-est de Reims, à 239 km au nord-est de Paris.
Elle est distante de 10 km de la frontière belge, à 90 km au sud de Charleroi, à 108 km au sud de Namur et à 150 km de Bruxelles, ainsi qu'à 130 km à l'ouest de Luxembourg.

### Communes limitrophes
Les communes limitrophes sont Aiglemont, Bogny-sur-Meuse, Damouzy, La Francheville, La Grandville, Montcy-Notre-Dame, Nouzonville, Prix-lès-Mézières, Saint-Laurent, Villers-Semeuse et Warcq.
| Damouzy           | Bogny-sur-Meuse Nouzonville Montcy-Notre-Dame | Aiglemont La Grandville |
| Warcq             | Charleville-Mézières                          | Saint-Laurent           |
| Prix-lès-Mézières | La Francheville                               | Villers-Semeuse         |

### Superficie
La commune de Charleville-Mézières s'étend sur 3 144 hectares depuis la fusion des communes qui a eu lieu en 1966.

### Géologie et relief
Charleville-Mézières est traversée par la Meuse, qui forme une multitude de méandres séparant Charleville de Mézières. La Vence se jette dans la Meuse après avoir longé Mézières par le sud. La vallée dans laquelle s'est développée l'agglomération est sujette aux inondations, comme en décembre 1993 et en janvier 1995.
Charleville-Mézières a aussi la particularité de se situer à la limite entre le Bassin parisien au sud et le massif ardennais au nord, avec le mont Olympe (196 m) dominant la ville. L'altitude de la ville est de 150 m à la préfecture.

### Hydrographie

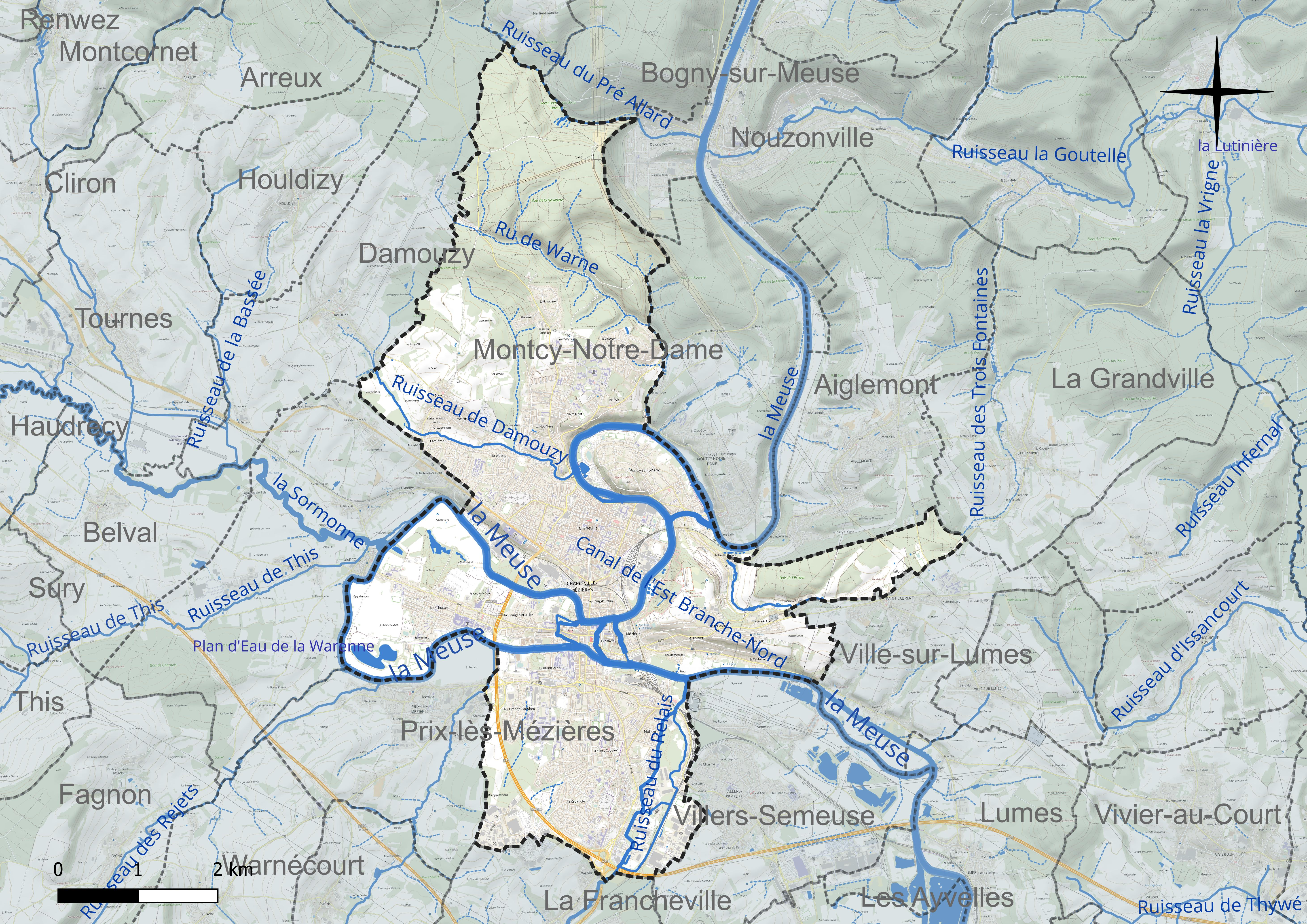
Réseau hydrographique de Charleville-Mézières.

La commune est dans le bassin versant de la Meuse au sein du bassin Rhin-Meuse. Elle est drainée par la Meuse, le canal de l'Est (branche-nord), la Vence, le ruisseau de Marbay, la déviation du square de Mialaret, le ruisseau du Relais, le ruisseau de Damouzy, le ruisseau de L'étang Garot, le ru de Warne, le ruisseau de la fontaine du Prince et le ruisseau du pré Allard,.
La Meuse, d'une longueur de 486 km dans sa partie française, est un fleuve européen qui prend sa source en France, dans la commune du Châtelet-sur-Meuse, à 409 mètres d'altitude et se jette dans la mer du Nord après un cours long d'approximativement 950 kilomètres traversant la France, la Belgique et les Pays-Bas. Elle constitue une double boucle dont le tracé de la première constituaient les limites de l'ancienne commune de Mézières et celui de la deuxième aux limites de l'ancienne Montcy-Saint-Pierre, se développant sur une longueur d'environ 13,4 km, constituant la limite séparative de la commune avec les communes adjacentes.
Le canal de l'Est (branche-nord), d'une longueur de 141 km, est un chenal et un cours d'eau naturel navigable qui relie Givet à Troussey, où il rejoint le canal de la Marne au Rhin. Il se superpose par endroits, dans la commune, à la Meuse.
La Vence, d'une longueur de 33 km, prend sa source dans la commune de Launois-sur-Vence et rejoint la Meuse dans la commune, après avoir traversé 13 communes.
Un plan d'eau complète le réseau hydrographique : le plan d'eau de la Warenne (9,6 ha),.

### Climat
Pour des articles plus généraux, voir Climat du Grand Est et Climat des Ardennes.
En 2010, le climat de la commune est de type climat des marges montargnardes, selon une étude du Centre national de la recherche scientifique s'appuyant sur une série de données couvrant la période 1971-2000. En 2020, Météo-France publie une typologie des climats de la France métropolitaine dans laquelle la commune est exposée à un climat océanique altéré et est dans la région climatique Lorraine, plateau de Langres, Morvan, caractérisée par un hiver rude (1,5 °C), des vents modérés et des brouillards fréquents en automne et hiver.
Pour la période 1971-2000, la température annuelle moyenne est de 9,8 °C, avec une amplitude thermique annuelle de 15,1 °C. Le cumul annuel moyen de précipitations est de 886 mm, avec 13,3 jours de précipitations en janvier et 9,4 jours en juillet. Pour la période 1991-2020, la température moyenne annuelle observée sur la station météorologique installée dans la commune est de 9,9 °C et le cumul annuel moyen de précipitations est de 928,4 mm. 
La température maximale relevée sur cette station est de 39,2 °C, atteinte le 25 juillet 2019 ; la température minimale est de −17,5 °C, atteinte le 1er janvier 1997,,.
| Mois                                  | jan.             | fév.             | mars           | avril         | mai             | juin            | jui.           | août           | sep.          | oct.            | nov.             | déc.           | année      |
| ------------------------------------- | ---------------- | ---------------- | -------------- | ------------- | --------------- | --------------- | -------------- | -------------- | ------------- | --------------- | ---------------- | -------------- | ---------- |
| Température minimale moyenne (°C)     | −0,3             | −0,6             | 1              | 2,8           | 6,6             | 9,9             | 11,8           | 11,2           | 8,2           | 5,8             | 2,8              | 0,4            | 5          |
| Température moyenne (°C)              | 2,7              | 3,1              | 6,2            | 9,1           | 12,8            | 16              | 18             | 17,6           | 14,1          | 10,4            | 6,1              | 3,3            | 9,9        |
| Température maximale moyenne (°C)     | 5,6              | 6,9              | 11,3           | 15,3          | 19              | 22,1            | 24,1           | 23,9           | 20            | 15              | 9,3              | 6,1            | 14,9       |
| Record de froid (°C) date du record   | −17,5 01.01.1997 | −16,7 18.02.1991 | −13,8 13.03.13 | −8,5 08.04.03 | −4,4 18.05.1991 | −2,4 05.06.1991 | 1,7 11.07.1993 | 0,4 30.08.1993 | −3,4 30.09.18 | −6,7 30.10.1997 | −11,8 24.11.1998 | −16,4 21.12.09 | −17,5 1997 |
| Record de chaleur (°C) date du record | 15 05.01.1999    | 21,7 27.02.19    | 24,4 31.03.21  | 28,1 25.04.07 | 31,2 28.05.17   | 34,9 28.06.11   | 39,2 25.07.19  | 37 12.08.03    | 34,4 15.09.20 | 27,7 01.10.11   | 19,9 07.11.15    | 15,7 30.12.22  | 39,2 2019  |
| Ensoleillement (h)                    | 50,4             | 69               | 128,1          | 176,7         | 197,3           | 202,9           | 214,2          | 198,6          | 152,5         | 96,8            | 48,4             | 40,7           | 1 575,5    |
| Précipitations (mm)                   | 100,4            | 78,3             | 68,6           | 56,6          | 67,6            | 66,8            | 72,3           | 74,4           | 63,4          | 80,1            | 83,8             | 116,1          | 928,4      |

| Diagramme climatique                                  |             |           |             |           |             |              |              |           |           |            |             |
| J                                                     | F           | M         | A           | M         | J           | J            | A            | S         | O         | N          | D           |
| 5,6−0,3100,4                                          | 6,9−0,678,3 | 11,3168,6 | 15,32,856,6 | 196,667,6 | 22,19,966,8 | 24,111,872,3 | 23,911,274,4 | 208,263,4 | 155,880,1 | 9,32,883,8 | 6,10,4116,1 |
| Moyennes : • Temp. maxi et mini °C • Précipitation mm |             |           |             |           |             |              |              |           |           |            |             |

Les paramètres climatiques de la commune ont été estimés pour le milieu du siècle (2041-2070) selon différents scénarios d'émission de gaz à effet de serre à partir des nouvelles projections climatiques de référence DRIAS-2020. Ils sont consultables sur un site dédié publié par Météo-France en novembre 2022.

## Urbanisme

### Typologie
Au 1er janvier 2024, Charleville-Mézières est catégorisée centre urbain intermédiaire, selon la nouvelle grille communale de densité à 7 niveaux définie par l'Insee en 2022.
Elle appartient à l'unité urbaine de Charleville-Mézières, une agglomération intra-départementale dont elle est ville-centre,. Par ailleurs la commune fait partie de l'aire d'attraction de Charleville-Mézières, dont elle est la commune-centre,. Cette aire, qui regroupe 132 communes, est catégorisée dans les aires de 50 000 à moins de 200 000 habitants,.

### Occupation des sols

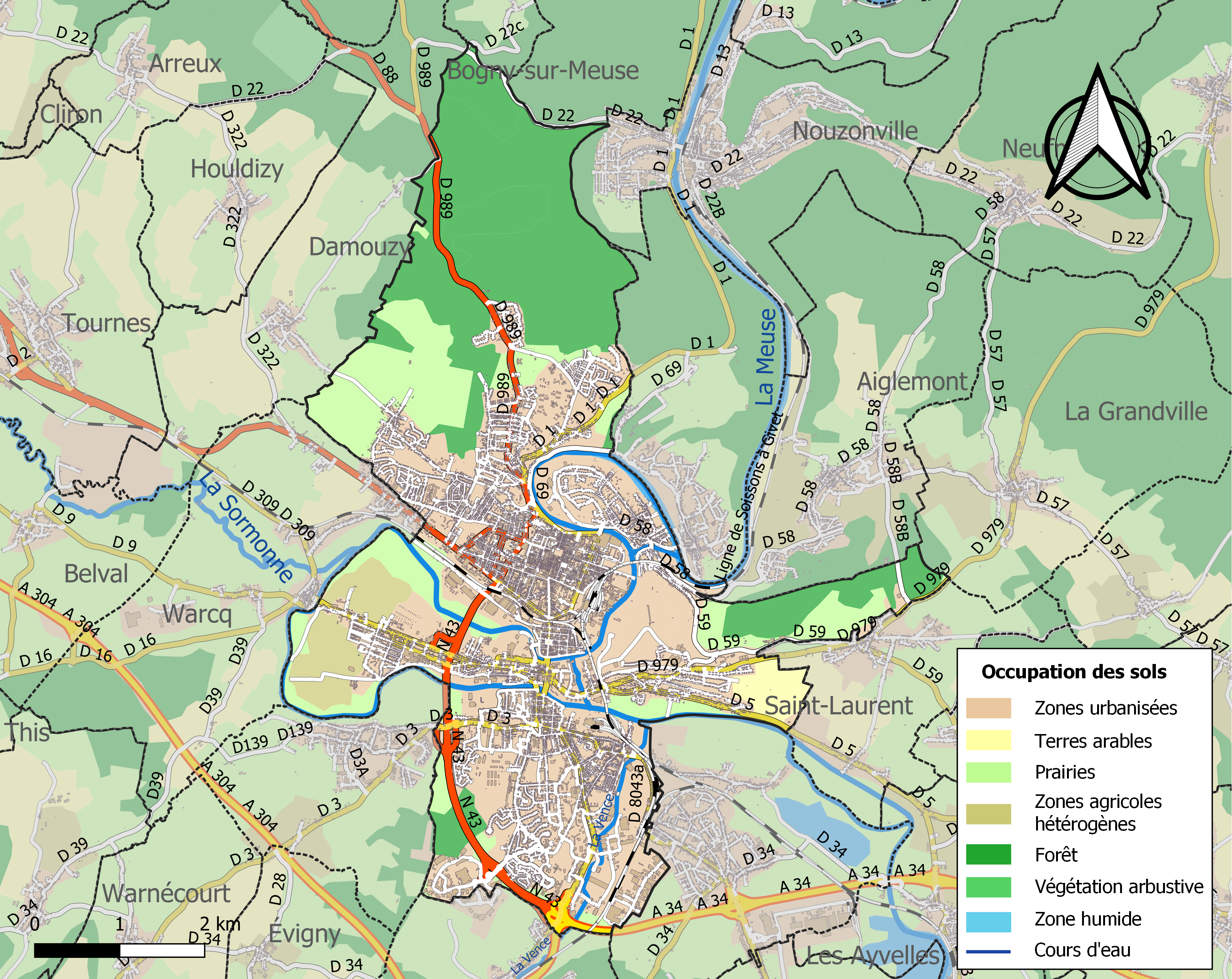
Carte des infrastructures et de l'occupation des sols de la commune en 2018 (CLC).

L'occupation des sols de la commune, telle qu'elle ressort de la base de données européenne d’occupation biophysique des sols Corine Land Cover (CLC), est marquée par l'importance des territoires artificialisés (54,2 % en 2018), en diminution par rapport à 1990 (57,2 %). La répartition détaillée en 2018 est la suivante : zones urbanisées (43,6 %), forêts (24,7 %), prairies (15,7 %), zones industrielles ou commerciales et réseaux de communication (6,3 %), espaces verts artificialisés, non agricoles (4,3 %), zones agricoles hétérogènes (3,5 %), terres arables (1,4 %), eaux continentales (0,5 %).
L'IGN met par ailleurs à disposition un outil en ligne permettant de comparer l’évolution dans le temps de l'occupation des sols de la commune (ou de territoires à des échelles différentes). Plusieurs époques sont accessibles sous forme de cartes ou photos aériennes : la carte de Cassini (XVIIIe siècle), la carte d'état-major (1820-1866) et la période actuelle (1950 à aujourd'hui).

### Voies de communication et transports

#### Transports routiers
Pour se rendre à Charleville-Mézières à partir de Paris, il faut prendre l'autoroute A4 direction Reims / Strasbourg puis l'autoroute A34, ce dernier tronçon de 80 km étant gratuit ; il forme la partie sud du Y ardennais vers Bruxelles / Amsterdam (branche ouest) et Liège / Cologne (branche est). Lille, (puis Arras et Calais) ainsi que Metz (puis Strasbourg) sont à 2 heures de voiture. Une nouvelle autoroute, constituant l'axe nord-ouest du Y relie Charleville-Mézières à la frontière belge, vers Charleroi en Belgique, chaînon manquant entre Bruxelles et Dijon qui offrirait un itinéraire plus court que par Metz. Les travaux ont débuté en 2010 et se sont terminés en 2018, record de chantier de près de huit ans pour une portion d'autoroute de 31 km, c'est sans conteste[réf. nécessaire] la portion d'autoroute non concédée la plus chère au kilomètre construite en France.

##### Autoroutes
Charleville-Mézières est reliée à Rethel, puis Reims et Paris (autoroute A4 et A26) et à Sedan, avec ensuite une bifurcation vers la Belgique (Bouillon puis Liège et la Ruhr), par l'autoroute A34. Elle est également reliée à la Belgique (Charleroi puis Bruxelles et les Pays-Bas), par Rocroi par l'autoroute A304 (depuis le 31 juillet 2018). L'autoroute (partie centrale de la rocade Nord-Lorraine) devant relier Sedan à Metz est arrêtée à Douzy et la partie en direction du Nord de la France, à partir de l'A304 à l'ouest de Charleville-Mézières, n'est pas programmée.

##### Routes nationales
- RN 43 :
  - Vers Hirson, La Capelle, Cambrai, Douai, Lens, Béthune, Saint-Omer, Calais. La route nationale a été déclassée partiellement et cédée aux départements,
  - Vers Sedan, Carignan, Montmédy, Longuyon, Briey, Moulins-lès-Metz.

##### Routes départementales
- D1 : vers Nouzonville et Bogny-sur-Meuse.
- D3 : vers Prix-lès-Mézières et Launois-sur-Vence.
- D5 : vers Lumes, Vivier-au-Court et Vrigne-aux-Bois.
- D9 : vers Warcq et Belval.
- D16 : vers Warcq et Signy-l'Abbaye.
- D58 : vers Aiglemont et Neufmanil.
- D58A : vers Montcy-Notre-Dame.
- D59 : vers Saint-Laurent et Gespunsart.
- D68 : relie le quartier d'Étion à la D8043.
- D69 : vers Montcy-Notre-Dame.
- D159 : relie les D59 et D979 à hauteur du Plateau de Berthaucourt.
- D951 (ex-N51) : vers La Francheville et Évigny.
- D979 (ex-N379) : vers Saint-Laurent et Gespunsart.
- D989 (ex-N389) : vers Sécheval et Monthermé.
- D8043 (ex-N43) :
  - vers Revin, Hirson, Maubeuge et Cambrai,
  - vers Villers-Semeuse, Les Ayvelles et Flize.

La ville de Charleville-Mézières est desservie par plusieurs lignes de cars à longues distances (FlixBus, BlaBlaCar Bus).

#### Transports ferroviaires
Le TGV Est met la gare de Charleville-Mézières à 1 h 35 min de la gare de Paris-Est depuis juin 2007. Trois allers-retours sont proposés avec la capitale. Une ligne existe vers Givet et la Belgique mais elle n'est plus utilisée après la frontière : la ligne y est simplement entretenue (TER puis bus). Quant aux liaisons vers la Champagne-Ardenne, l'Aisne, le Nord et la Lorraine, elles se font grâce aux TER. Charleville-Mézières compte aussi une ligne RDTA vers Sorendal (Les Hautes-Rivières) par Bogny-sur-Meuse.

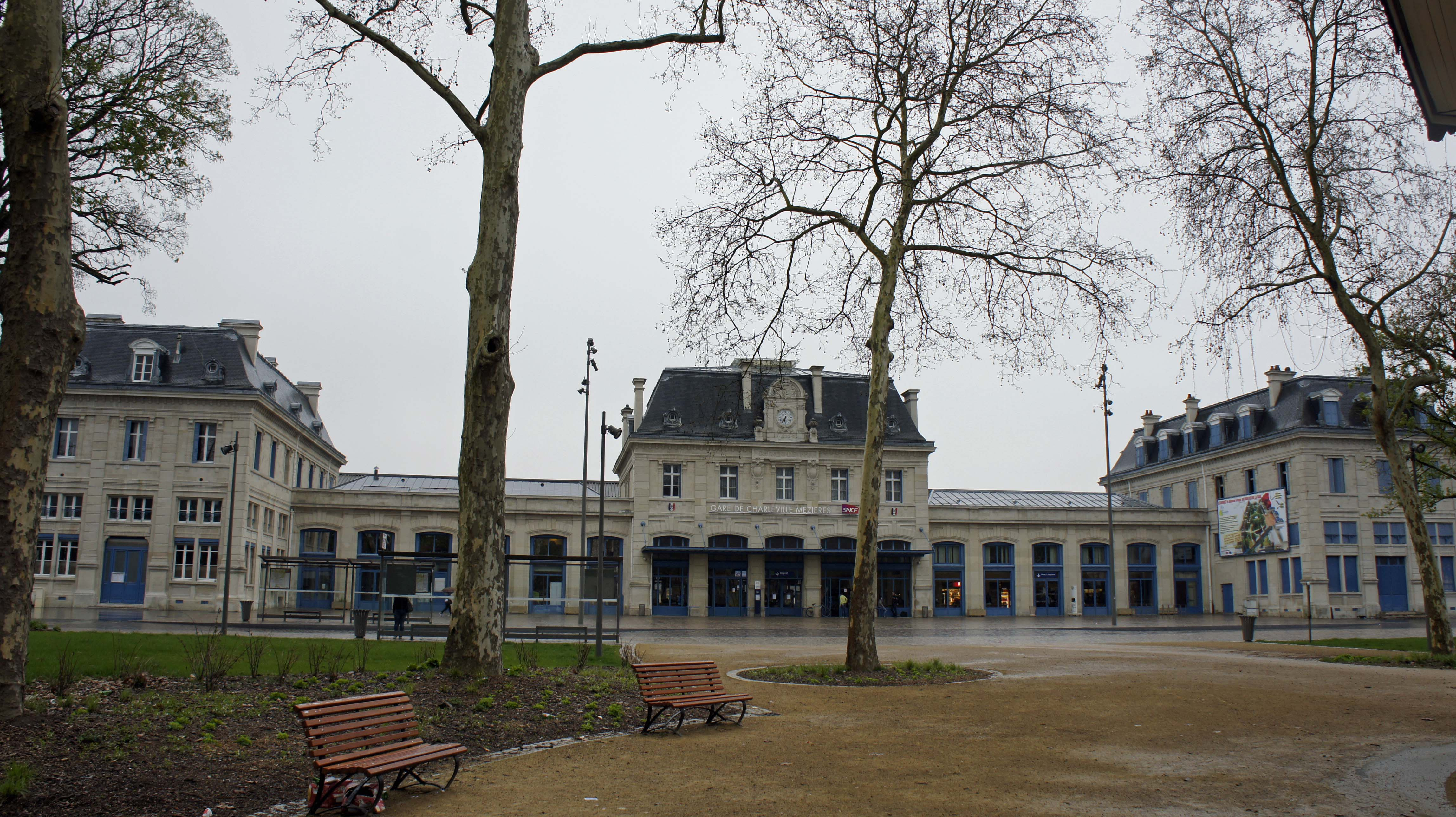
La gare.
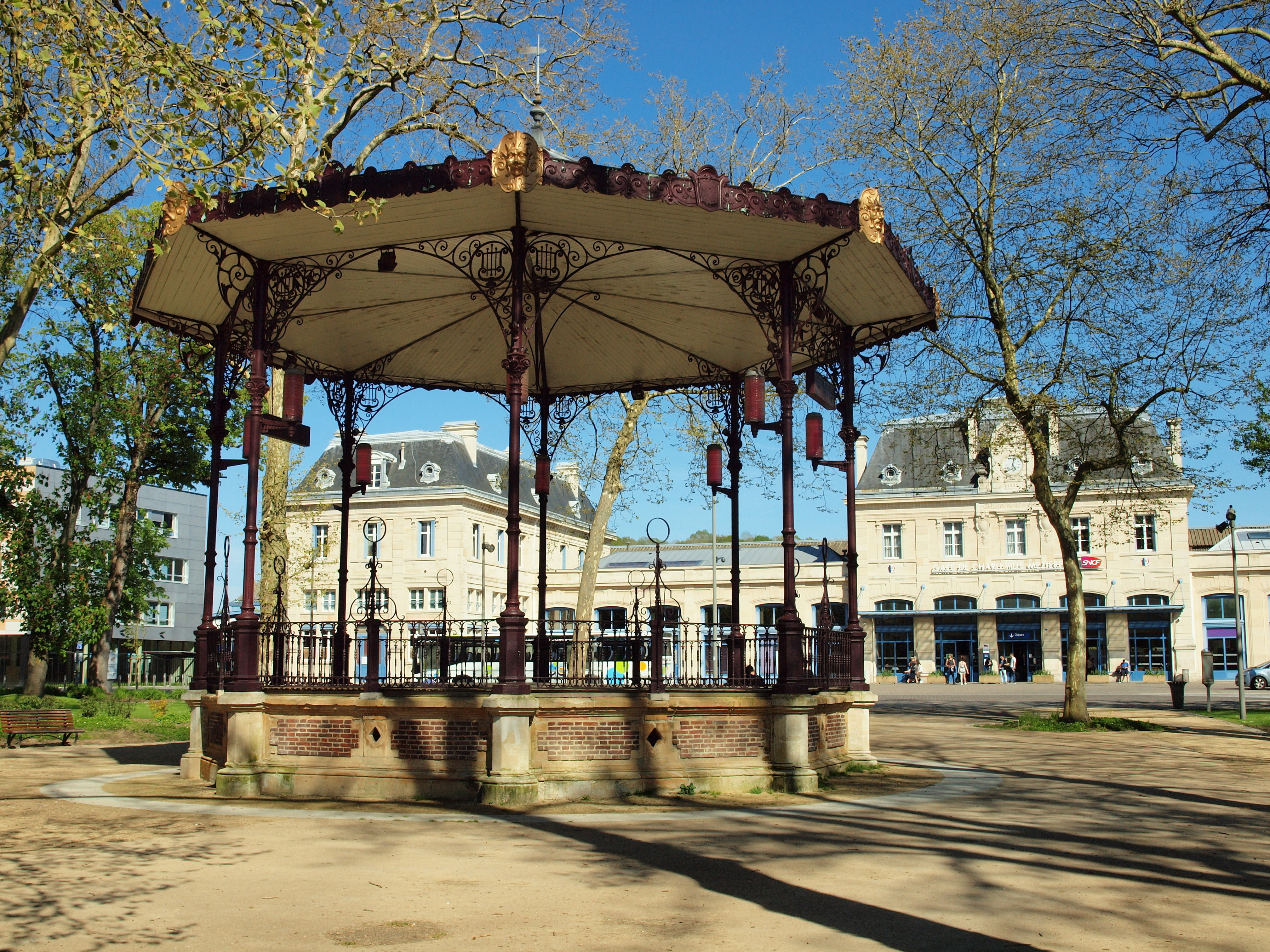
Le kiosque de la gare.

#### Transports en commun
Charleville-Mézières dispose d'un réseau d'autobus urbains de 25 lignes — appelé transports de l'agglomération de Charleville-Mézières-Sedan (TAC) — desservant l'ensemble de la ville et le versant est de l'agglomération Ardenne Métropole, exploité par la RATP Dev. Les quatre lignes principales (1, 2, 4 et 5) fonctionnent de 5 h à 20 h. Elles passent par chacune des stations sur leurs lignes toutes les 20 min, de 7 h à 20 h.
| Ligne | Destinations                                                                        |
| ----- | ----------------------------------------------------------------------------------- |
| 1     | Bellevue du Nord ↔ Centre Commercial Villers                                        |
| 2     | Clouet ↔ Val de Vence 2                                                             |
| 2C    | Gare Centrale ↔ Campus Sup Ardenne                                                  |
| 3     | Gernelle / La Grandville / Aiglemont ↔ Gare Centrale                                |
| 4     | Etion Village ↔ Centre Commercial La Croisette                                      |
| 5     | La Havetière / Grande Terre / La Houillère ↔ CRS 23 / Warcq / Les Granges Bertholet |
| 6     | Gare de Nouzonville ↔ Neufmanil / Gespunsart                                        |
| 7     | Montcy-Notre-Dame ↔ Prix-lès-Mézières                                               |
| 8     | La Francheville ↔ Gare Centrale                                                     |
| 9     | Gare de Nouzonville ↔ Nevers                                                        |
| 10    | Lumes Rult ↔ Nevers                                                                 |
| 11    | Fagnon via Prix-les-Mézières ↔ Gare Centrale                                        |
| 12    | Arreux ↔ Nevers / Meillier Fontaine                                                 |
| 13    | Sécheval ↔ Nevers                                                                   |
| 14    | Tournes Mairie / Haudrecy ↔ Gare Centrale                                           |
| 15    | Chalandry-Elaire ↔ Gare Centrale                                                    |
| 16    | Tournes / Cliron ↔ Nevers                                                           |
| 17    | Ville-sur-Lumes ↔ Gare Centrale / Nevers / Jacques Félix                            |
| 18    | Nevers ↔ Centre Aquatique                                                           |
| A1    | Charleville-Mézières ↔ Gare de Sedan via Vrigne-aux-Bois                            |
| A2    | Charleville-Mézières ↔ Quai de la Régente (Sedan) via Flize                         |
| M     | Gare de Nouzonville / La Houillère ↔ Victor Hugo                                    |

#### Une desserte fluviale tournée vers la plaisance
Si la Meuse est un fleuve navigable permettant une liaison avec la Belgique et les Pays-Bas, le trafic fluvial de marchandises débute réellement à Givet, en limite de la France et de la Belgique, où d'ambitieux projets de modernisation de son port sont envisagés. En effet, les écluses en aval de Givet sont adaptées à des bateaux de 1 350 tonnes alors que c'est le gabarit Freycinet (300/350 t) qui est toujours en application en amont.
À Charleville-Mézières, le trafic fluvial est à vocation touristique et des bateaux de plaisance, dont des péniches aménagées en bar, boîte de nuit ou en restaurant, accostent les quais de la ville.

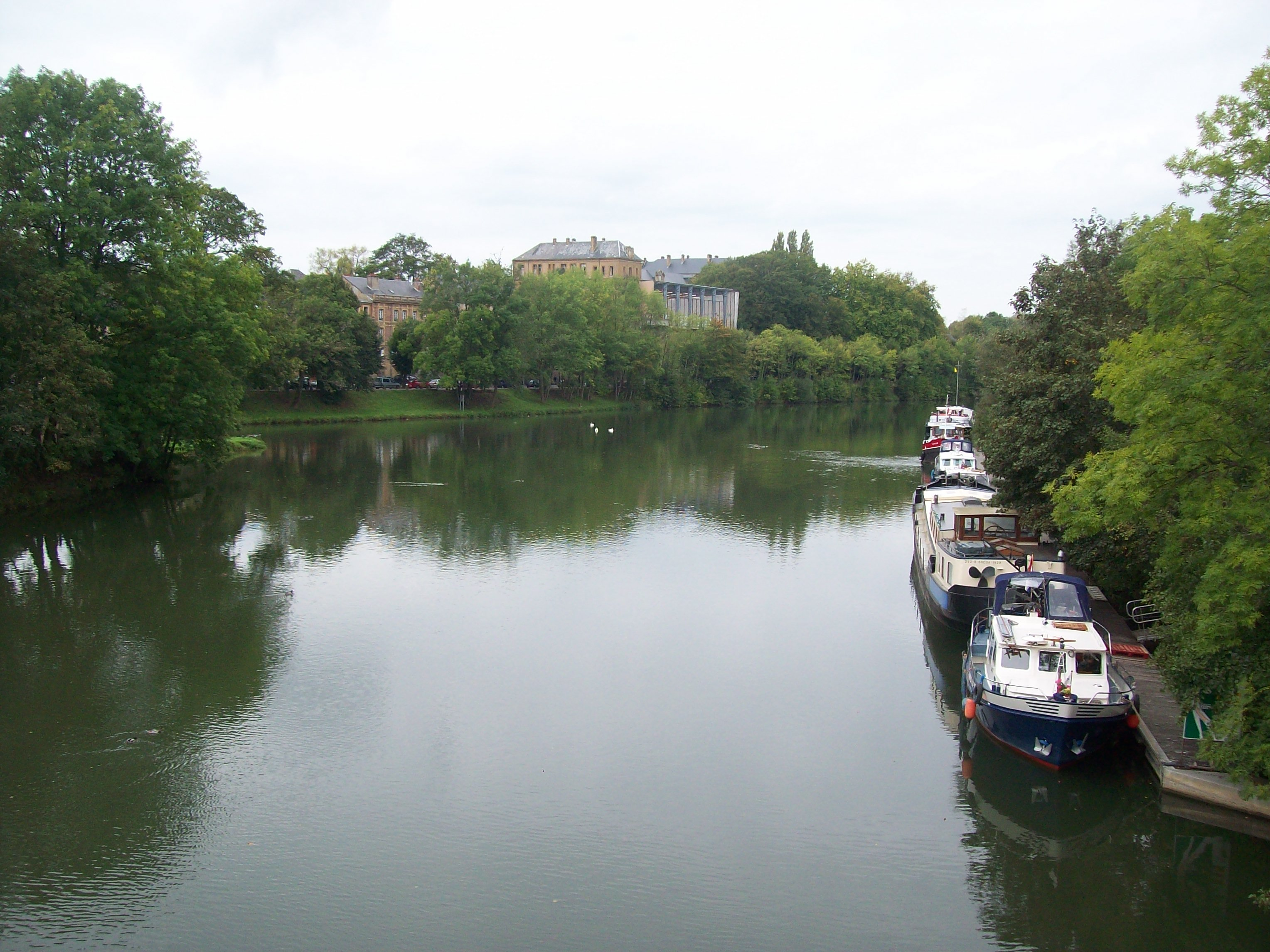
La Meuse vue de la passerelle du Mont-Olympe.
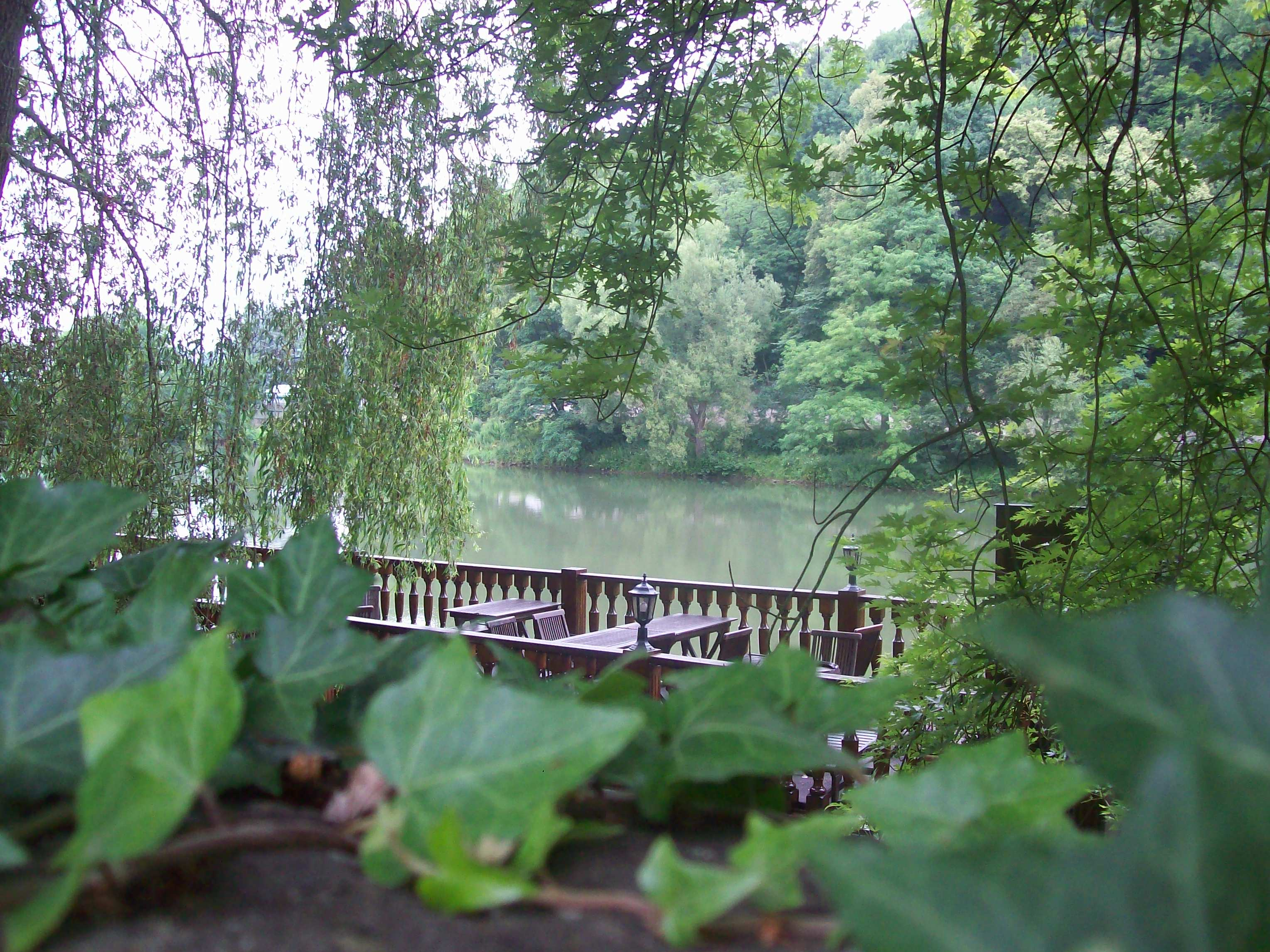
La Meuse vue du quai Rimbaud.

## Toponymie
Charleville-Mézières est traditionnellement nommée Charluville en ardennais.

## Histoire
Charleville-Mézières a réuni en plusieurs décennies des communes adjacentes pour devenir la commune qu'elle est actuellement. À l'origine, Charleville (XVIIe siècle) fondée par Charles de Gonzague et Mézières (Xe siècle) sont les villes mères de l'agglomération. Elles fusionnent en 1966 avec Montcy-Saint-Pierre, Étion et Mohon.

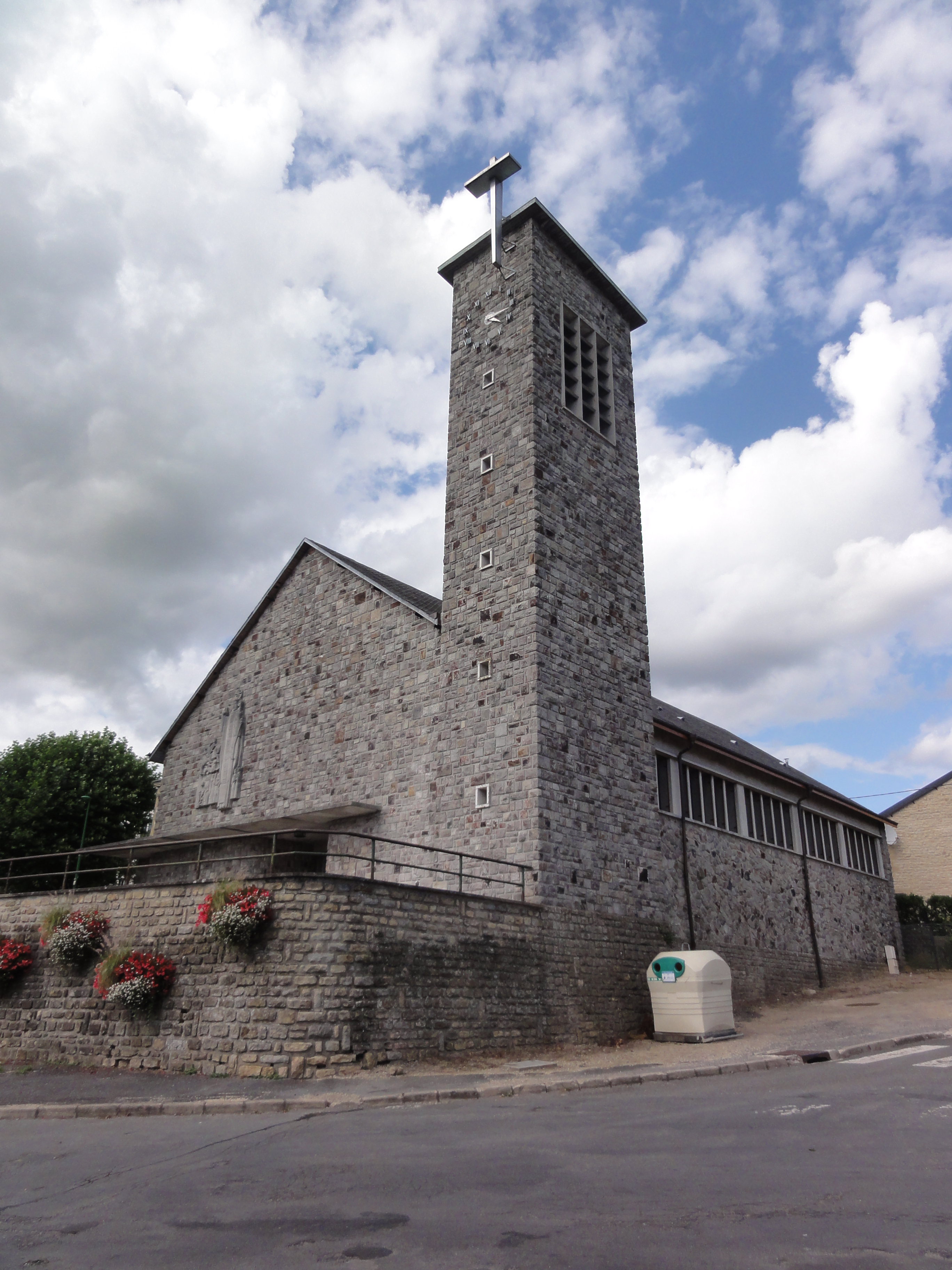
La nouvelle église d'Étion.

### Étion
Aussi appelé Estionum, Eltio, qui apparaît dans une charte de 1136, dépendait au Moyen Âge de la paroisse de Tournes, puis de Warcq. Le village est brûlé par les troupes du comte de Nassau qui se retiraient devant Bayard. Les communautés religieuses de Laval-Dieu, du Mont-Calvaire de Bélair, des sépulcrines de Charleville, des chanoines de Braux ou Mézières ont des biens en la ville. Le travail à domicile des cloutiers sous la houlette de cinq ou six patrons prospère au XIXe siècle, le village prospère et la population augmente. Le poète Jean Baptiste Clément vient soutenir les habitants. Le 15 mai 1940, les troupes coloniales subissent dans la ville un intense bombardement qui détruit l'église et force les forces françaises à reculer. Les habitants restent longtemps à vivre dans des baraques de bois. Le village est intégré à Charleville-Mézières en 1966.

### Castrice
Originellement, les Romains avaient construit, sur la voie romaine reliant Reims (Durocortorum) à Cologne (Colonia Agrippinensium), sur une colline dans une boucle de la Meuse, la cité de Castrice (Castricum).
Le traité de Verdun de 843, qui consacre la partition de l'Empire de Charlemagne, a fixé la Meuse comme frontière entre la Francie occidentale (qui devient la France) et la Francie médiane. La Francie médiane est rapidement divisée en plusieurs parties, notamment la Lotharingie au nord. Le comté de Castrice est en Lotharingie.

### Mézières

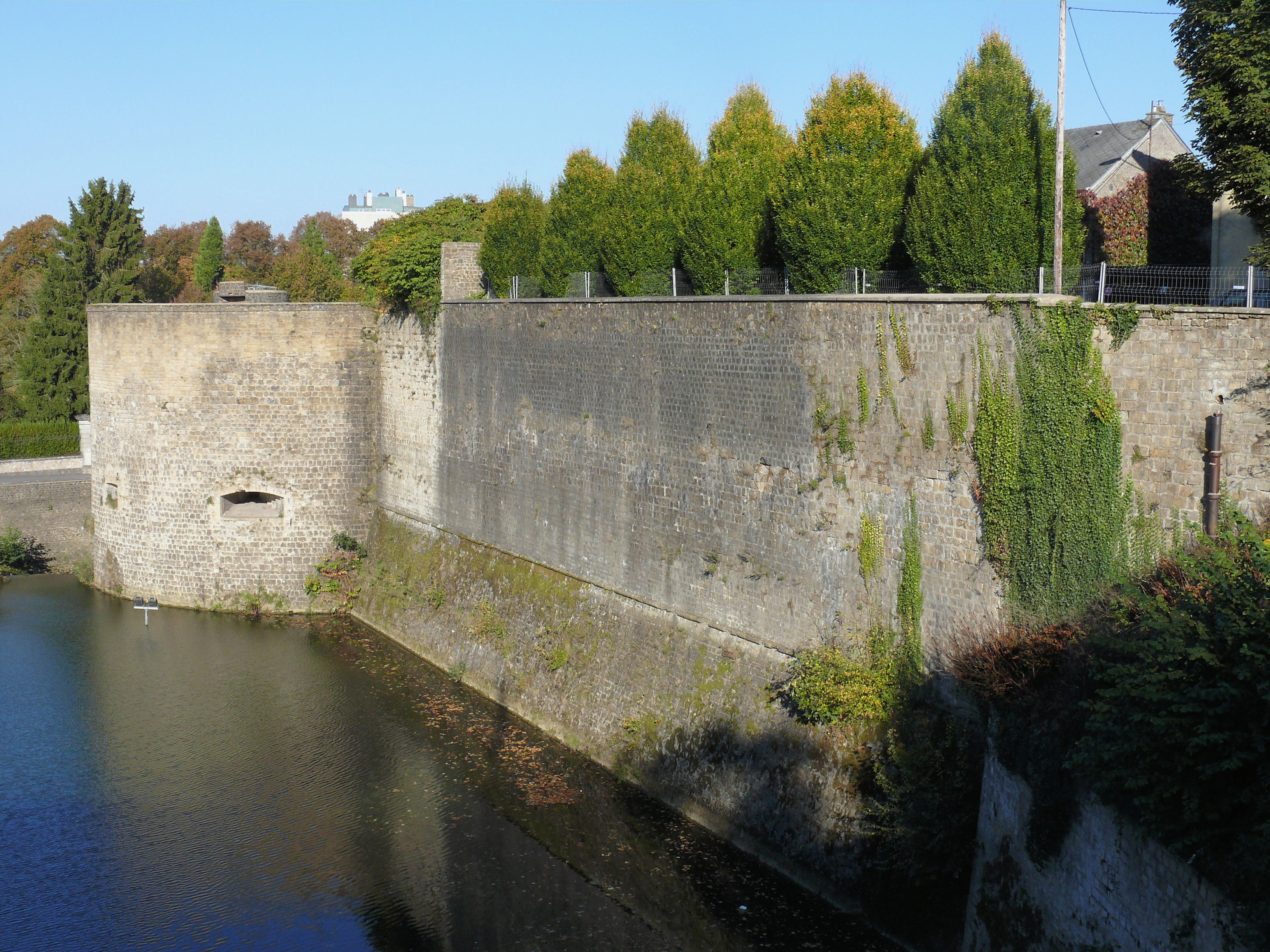
Fortifications de Mézières le long du 3e régiment du génie, la tour Milard avec ses bouches à feu.
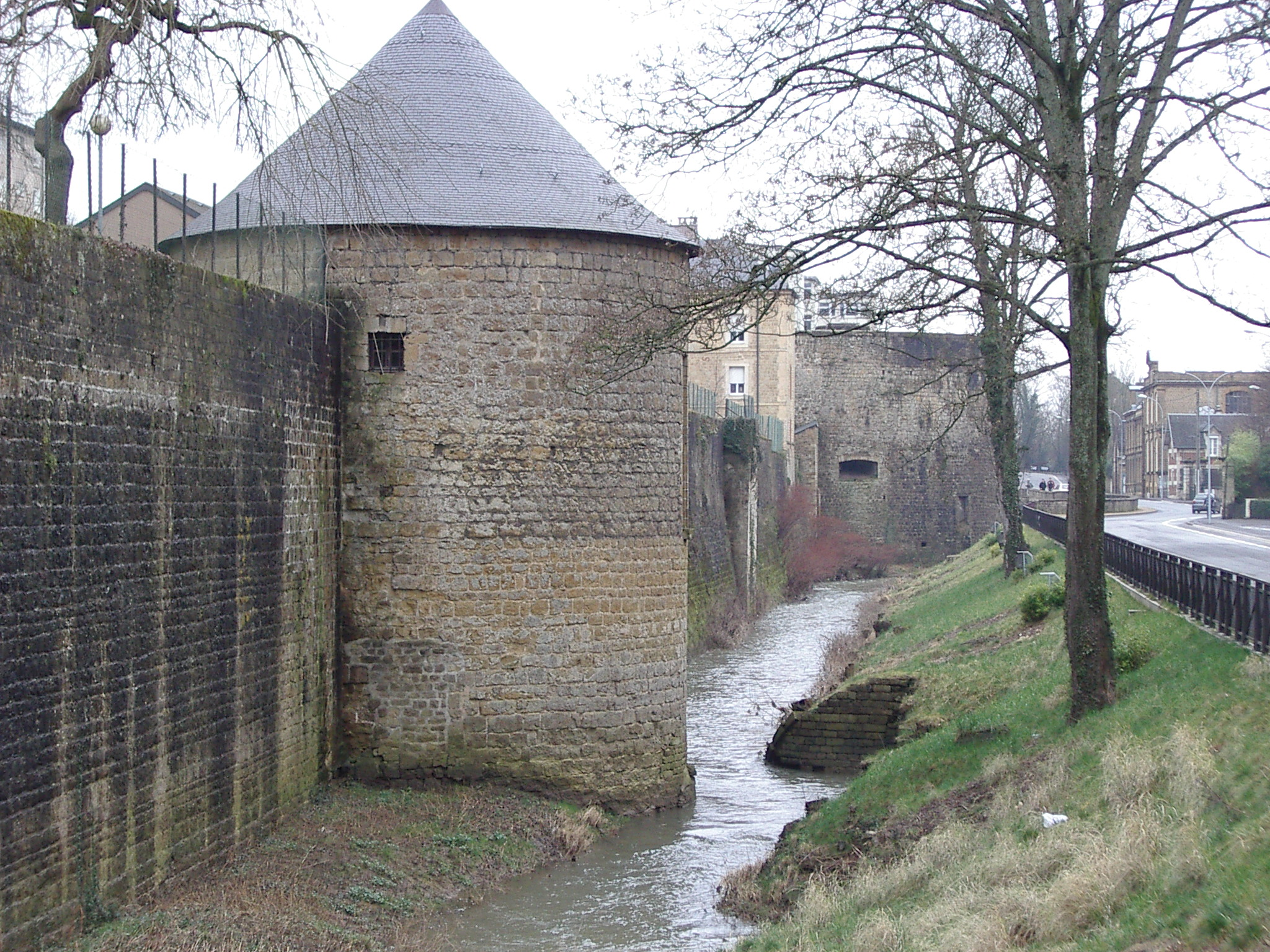
La tour du mess des lieutenants.
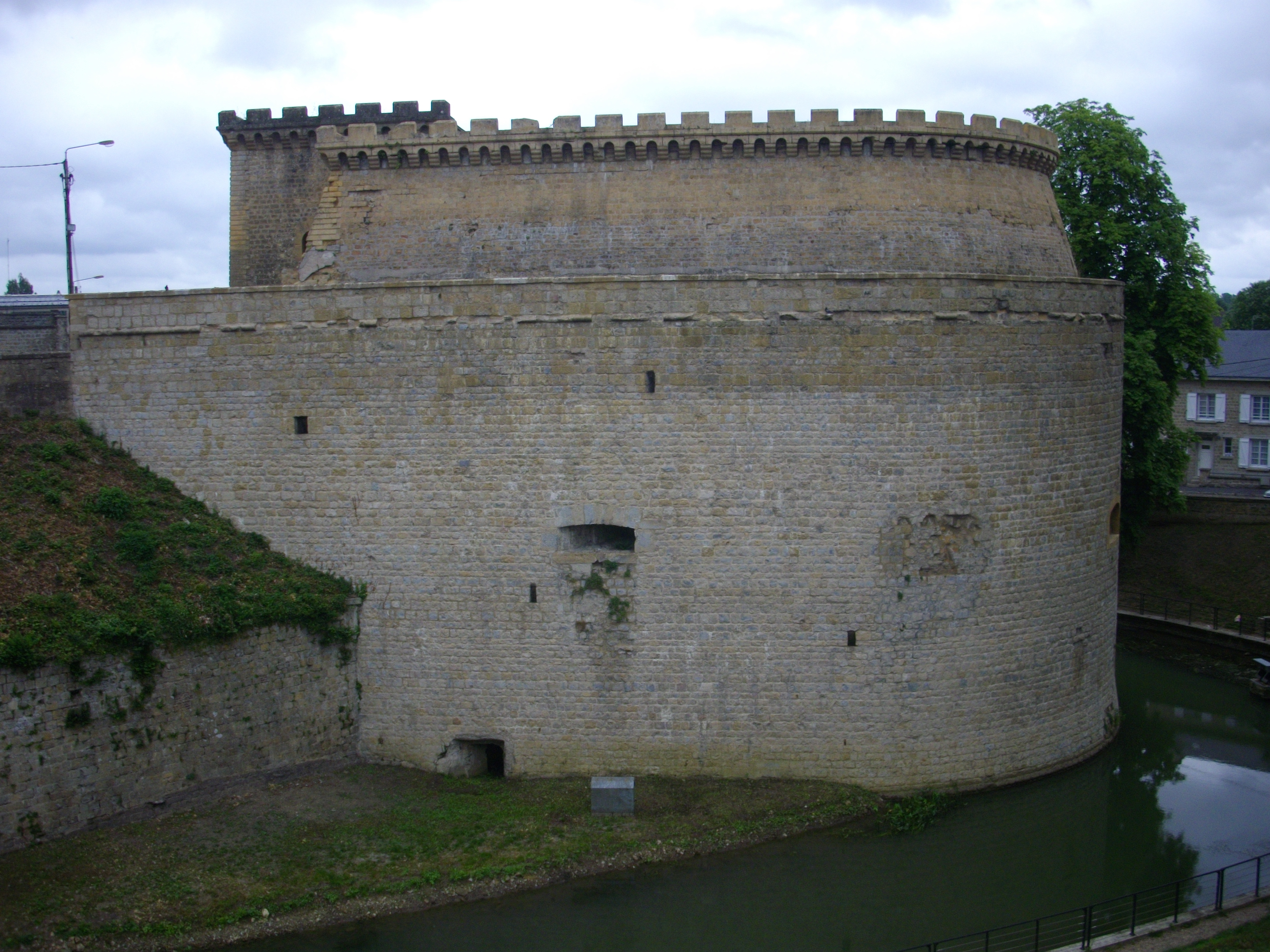
La tour du roy.
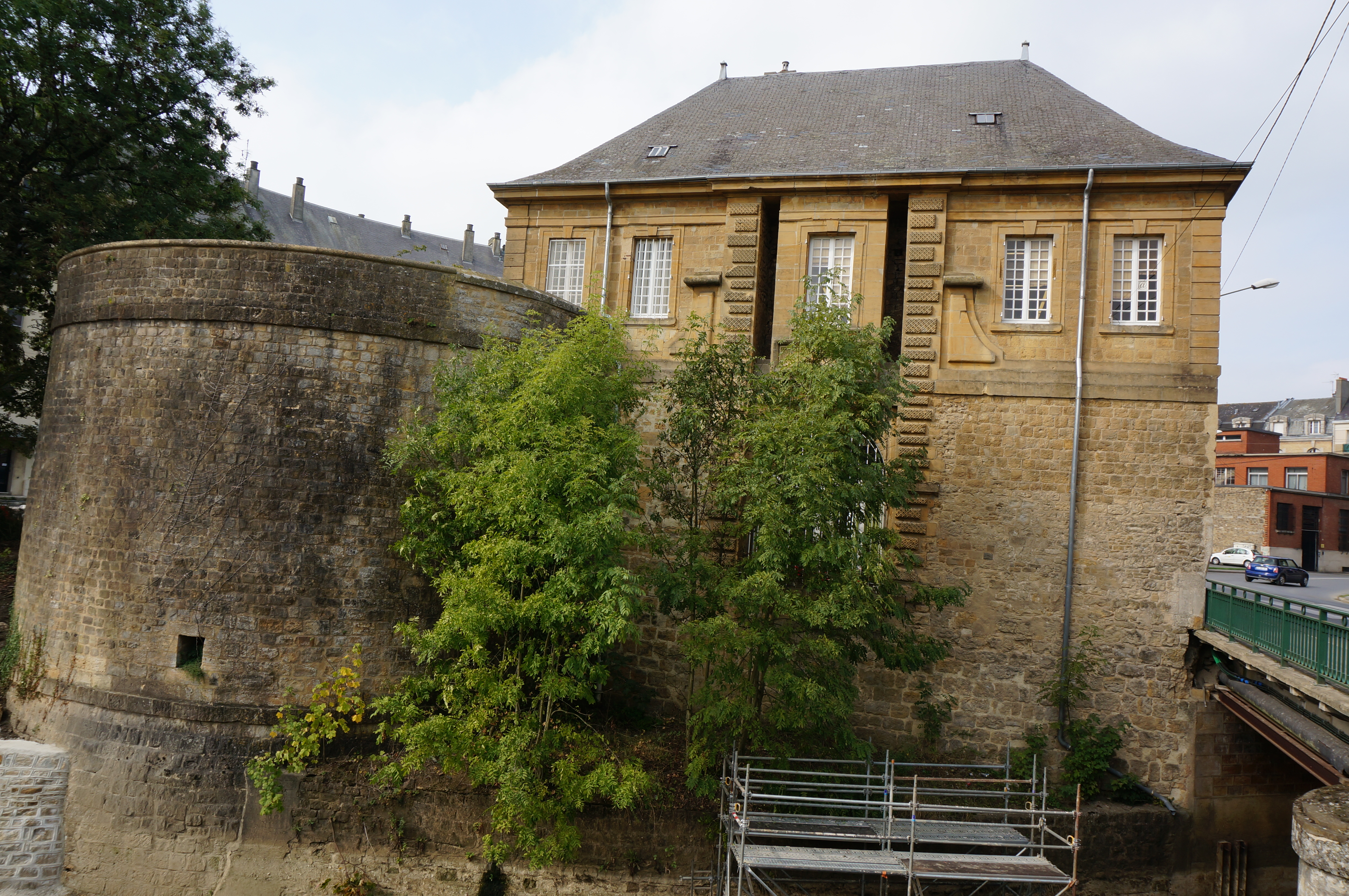
La porte neuve et la tour Cauchiette.

Mézières quant à elle aurait été fondée en 899. L'étymologie du nom Mézières vient du latin Maceriae dont la signification peut être ruines ou fortifications.
Castrice fut détruite par le feu au Xe siècle ; Erlebade, comte de Castrice, fit reconstruire à proximité une enceinte autour de la motte castrale sur laquelle s'élevait un château disparu. Ces remparts modernisés au XVIe siècle sont conservés sur presque un tiers de leur longueur d'origine. Il en reste la porte de Bourgogne, la tour du Roy, la porte du Theux, la tour Milard et quelques tronçons d'anciennes murailles. La citadelle qui date des guerres de religion (1591 et années suivantes) et la ville se trouvent sur la rive droite de la Meuse, elles dépendent cependant des rois de France en raison des méandres parcourus par le fleuve autour du site.
|  | Mézières - Mézières blasonnait comme le duché de Rethel, mais avait remplacé un râteau par son initiale : « De gueules, à deux râteaux d'or en chef, et à la lettre capitale M du même en pointe ». |

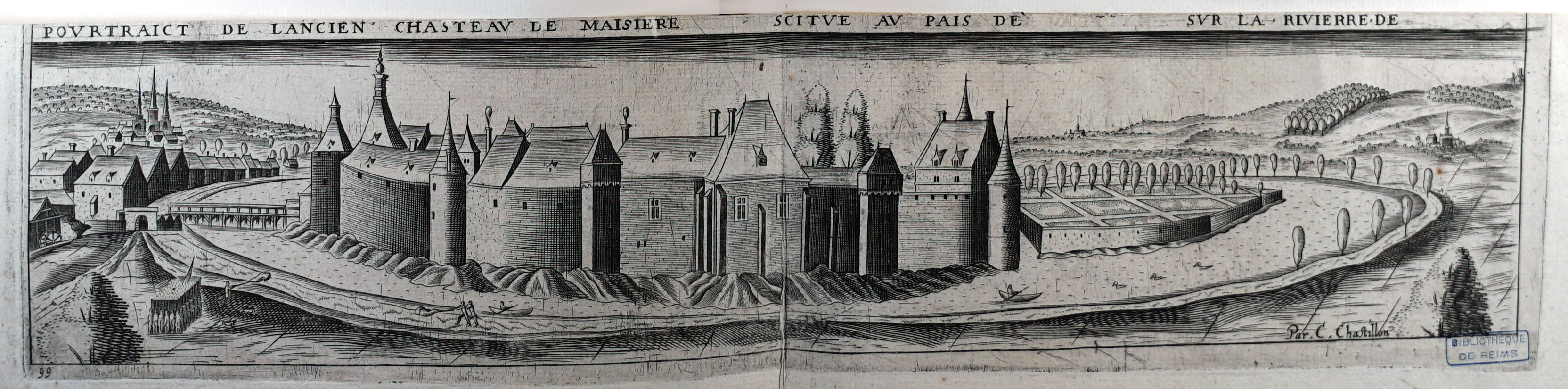
Le château de Mezières fin XVe-début XVIe siècle par Claude Chastillon.

Une église dédiée à Notre-Dame est construite de 1499 à 1611 et, en novembre 1571, y est célébré le mariage de Charles IX et d'Élisabeth d'Autriche. L'édifice devient basilique en 1946. Des restaurations sont entreprises ensuite avec notamment des vitraux de René Dürrbach, collaborateur de Pablo Picasso. Des restaurations sont effectuées sur le portique sud au cours des années 2010.
En 1521, Bayard défend la ville de Mézières contre les troupes impériales de Charles Quint.
Le siège de 1521 a eu une conséquence importante sur le développement de la ville. Il a, en effet, démontré l'importance de la place de Mézières pour la défense du royaume. La ville devient une citadelle enfermée dans un système de défense important entravant son développement. Lorsque Charles de Gonzague crée en 1606 la ville nouvelle de Charleville sur les terres de sa principauté souveraine d'Arches, cette ville de Mézières voit par contre sa population passer rapidement de 1 600 chefs de famille à 200.

### Arches et Charleville
L'existence de la petite cité d'Arches est bien antérieure à celle de la ville de Charleville, et même celle de Mézières : la localité est peuplée à partir de l'époque gallo-romaine, mais surtout au début de la dynastie carolingienne (avant 800). Les historiens se divisent quant à l'origine du nom Arches : l'existence d'un pont muni de plusieurs arches qui rejoignait la rive de l'actuel Mont-Olympe pourrait l'expliquer. Arches se situait au nord-ouest de l'actuelle place Ducale, à l'emplacement des rues Jean-Baptiste-Clément, Noël, Condé, Baron-Quinart, Daga, de l'Orme, d'Euskirchen (construite sur l'ancienne cour de Neuville) et la place de Condé.

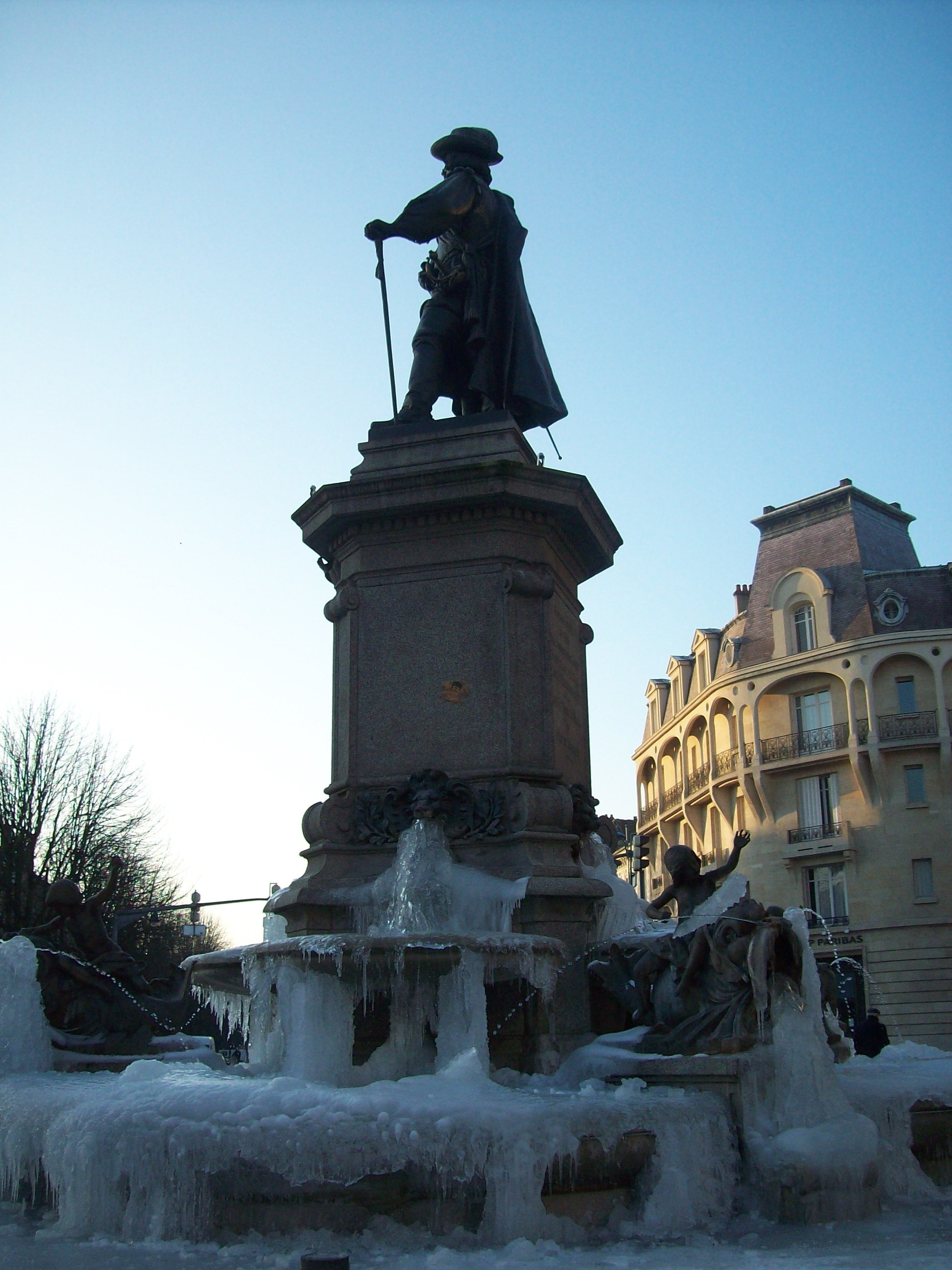
Fontaine de Charles de Gonzague.

Le 6 mai 1606, le jour même de ses 26 ans, Charles de Gonzague, duc de Nevers et de Rethel, décide la création de Charleville pour en faire la capitale de sa nouvelle principauté souveraine d'Arches, appuyée sur son duché de Rethel et sur l'antique comté de Castrice.

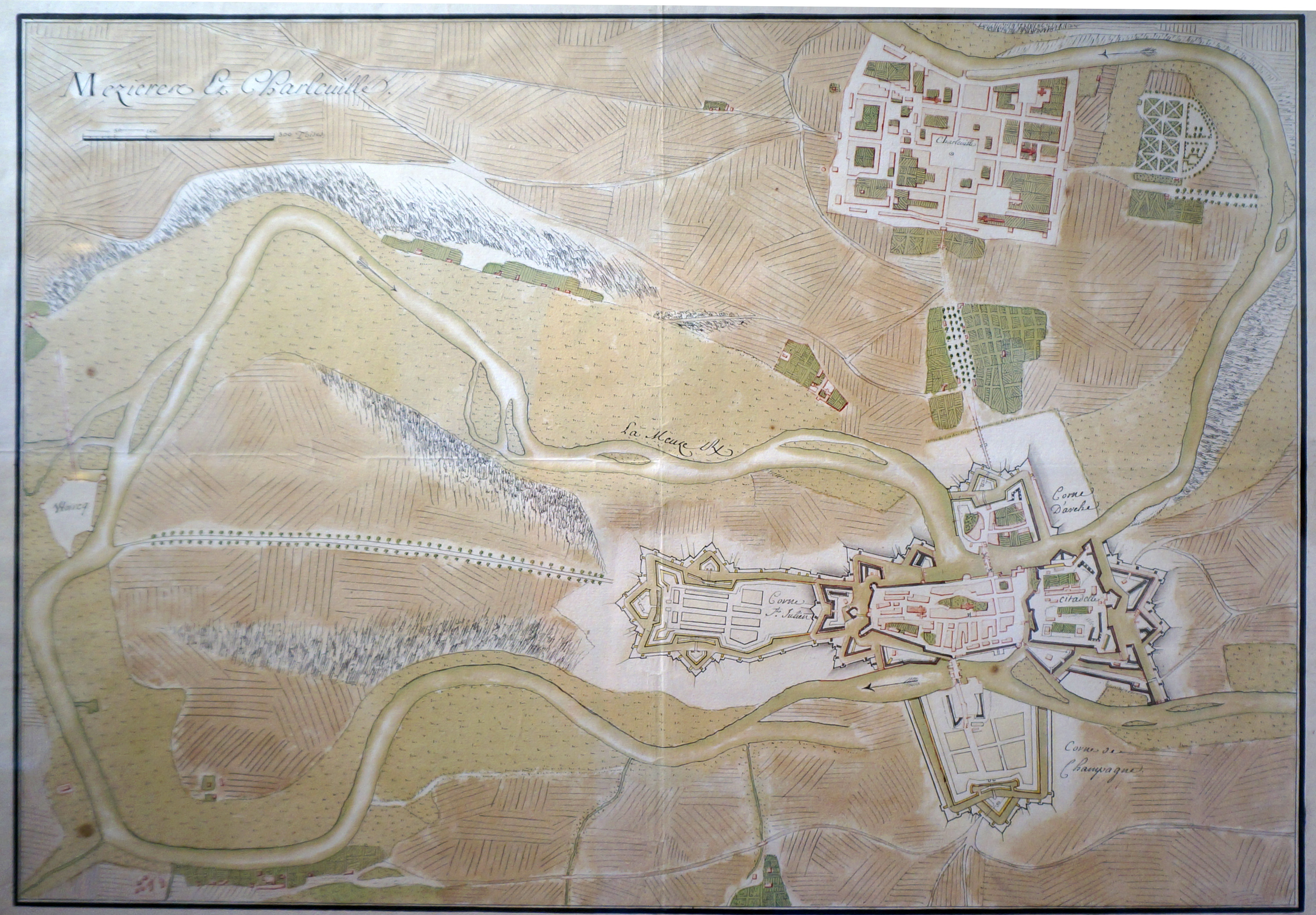
Plan de Charleville, en haut et de la citadelle de Mézières au XVIIIe siècle, (musée de l'Ardenne).

Le lieu choisi est situé à environ 45 km au nord de l'ancienne capitale Rethel, dans un double méandre de la Meuse. La citadelle de Mézières occupe déjà l'accès à la boucle la plus au sud, en rive gauche. La cité de Charleville se trouve un peu plus au nord dans le méandre suivant, à côté du hameau d'Arches ; une forteresse située au nord et en regard de Charleville, à l'emplacement même de l'ancienne Castrice, dans la deuxième boucle, en assure la défense.
L'intérêt de l'emplacement de la nouvelle cité est qu'elle se trouve sur le territoire de l'ancien comté de Castrice, dépendant du Saint-Empire romain germanique et donc libérée des règles économiques du royaume de France. Cependant, l'activité de Mézières est asphyxiée par le statut de ville de garnison et par la contrainte de commercer avec le royaume. Les négociants de Mézières qui s'installent à Charleville ont toute latitude pour commercer avec les villes au nord telles que Dinant, Charleroi, Namur et Liège et surtout ne sont pas soumis à la gabelle. Comme la petite localité d'Arches compte seulement 300 habitants, la création de la nouvelle ville ne rencontre pas de réelles contraintes urbanistiques.
Outre son désir d'afficher son rang de prince souverain, Charles de Gonzague, fervent catholique, entend faire de sa nouvelle capitale un bastion de la Contre-Réforme : la nouvelle cité ducale est ainsi destinée à rivaliser avec Sedan, autre capitale princière mais devenue fief protestant. Charles fait appel à l'architecte Clément II Métezeau, frère de Louis Métezeau, architecte de la place Royale (place des Vosges) à Paris. Les travaux commencent d'ailleurs par la place Ducale, très apparentée à la place des Vosges. Près de 35 ans seront nécessaires pour en faire une ville digne de ce nom.
La cité neuve, élevée selon un plan en damier dit plan hippodamien, construite en ardoises bleues, pierres de taille ocre, briques rouges, devient très vite le nouveau centre économique de l'Ardenne. Ces trois couleurs se retrouvent sur l'étendard de la ville (bleu, jaune, rouge).
|  | Charleville - Charleville blasonnait : « D'azur au dextrochère de carnation mouvant du flanc senestre d'une nuée d'argent, armé d'une épée haute d'argent à la garde d'or, entre deux rameaux, l'un à dextre de palmier, l'autre à senestre d'olivier, de sinople, la pointe de l'épée surmontée d'un soleil d'or. » Ce blason était celui de la Principauté d'Arches. |

### Charleville et Mézières

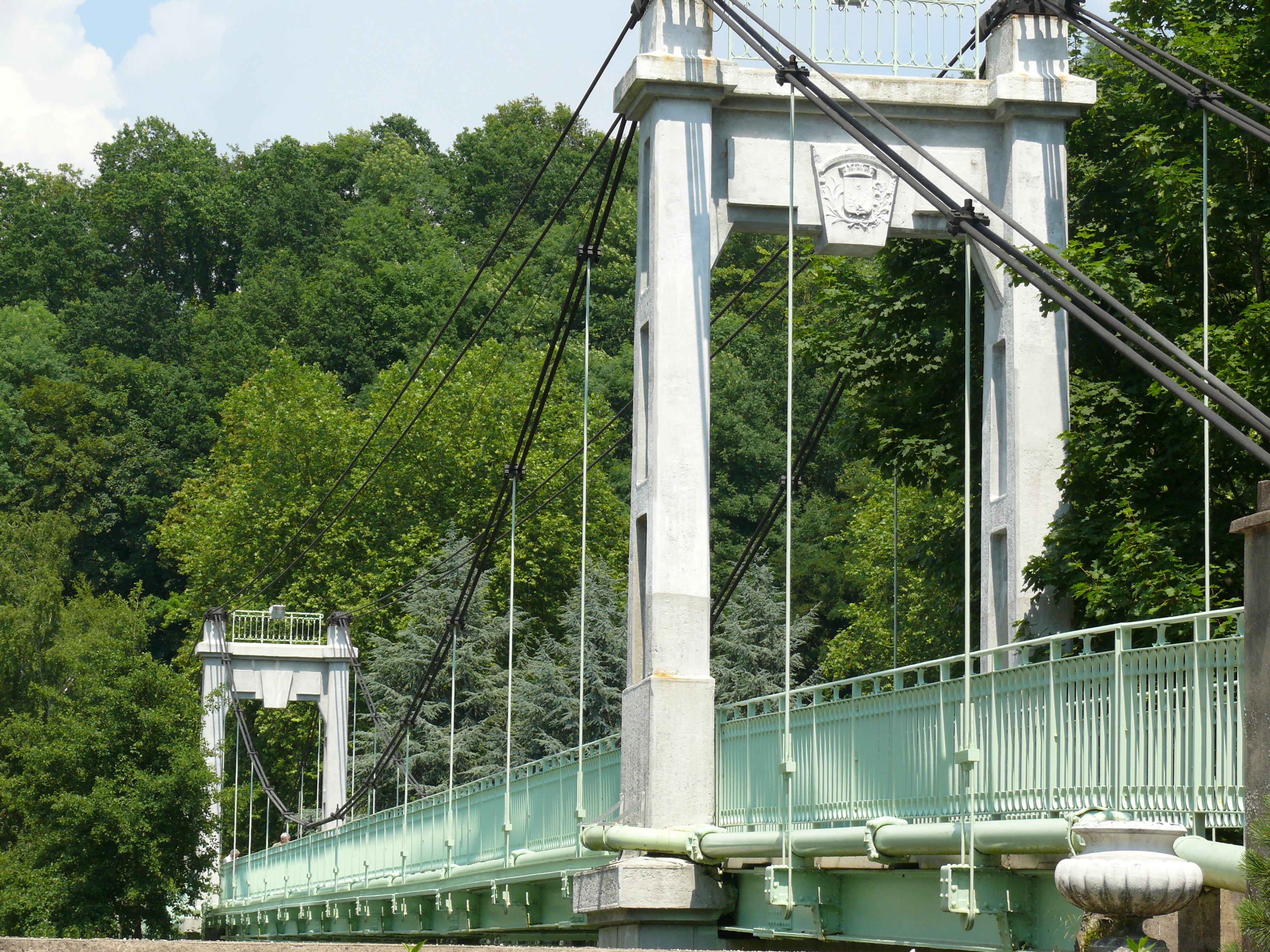
Passerelle du mont Olympe.

#### Le développement de Charleville
En 1608, Charles III déclare Charles-ville « capitale » de sa principauté souveraine d'Arches et cité monacale, ce qui lui permet d'étendre son influence dans le Nord de l'Europe.
En 1611, Charles III acquiert, des princes de Conti, le mont Castelet c'est-à-dire la colline qui fait face à Charleville et où se situait la cité gallo-romaine de Castrice. Il la renomme « Mont Olympe » et elle est, dans un premier temps, le symbole de la cité et de la principauté. Elle devient ultérieurement, après la destruction de la citadelle en 1686, en même temps que les fortifications de la cité, le village de Montcy-Saint-Pierre, aujourd'hui intégré à la ville.
Un nombre important d'édifices consacrés et de constructions civiles voient le jour :
- en 1612, la citadelle du mont Olympe dont les travaux dureront jusqu'en 1635 ;

- en 1616, un collège de jésuites ;

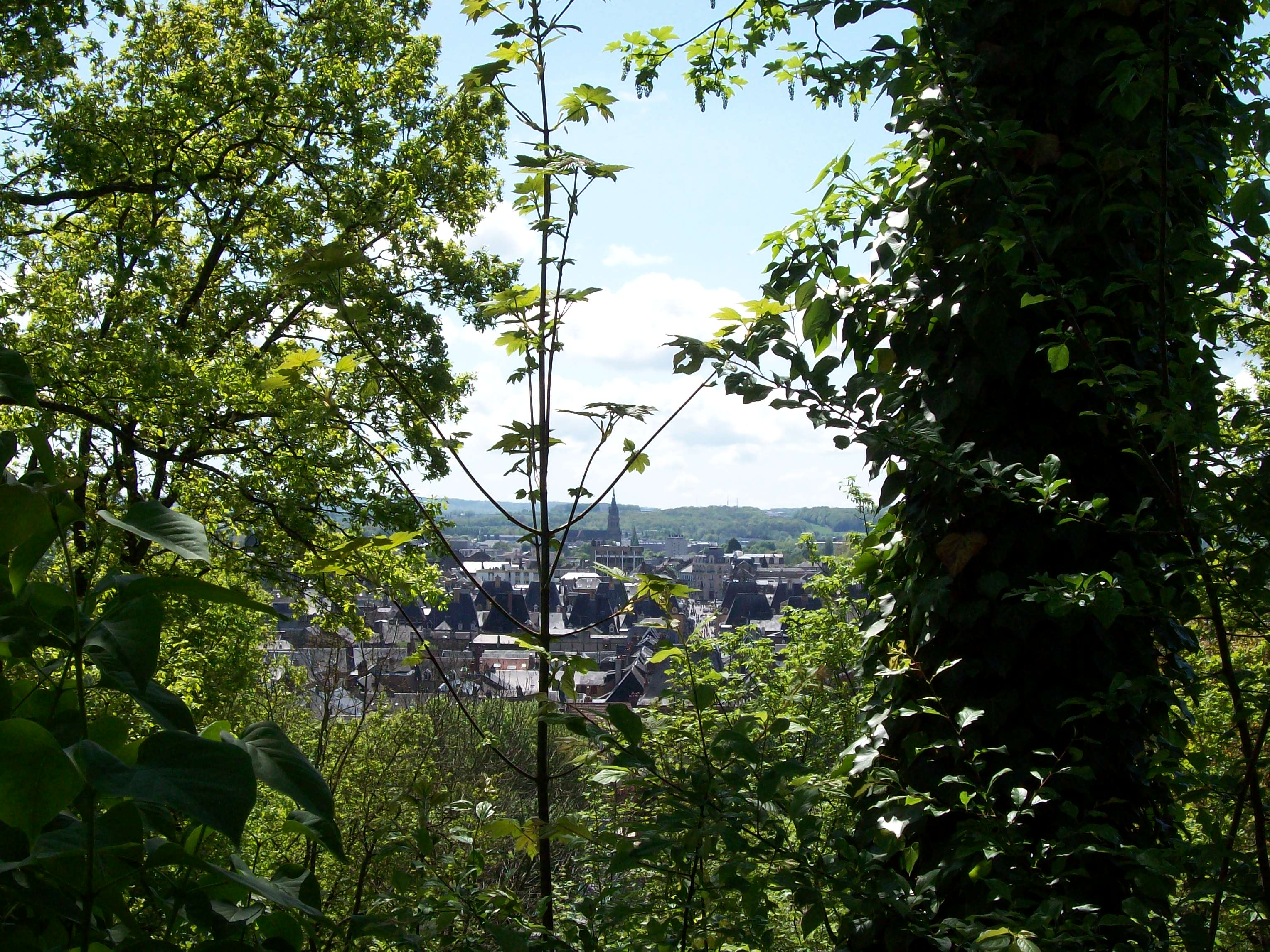
Charleville vue du mont Olympe.

- en 1620, un couvent de carmélites,
- en 1620 également, l'église des capucins ;
- en 1622, un couvent du Sépulcre ;
- en 1623, le grand prieuré de la Milice chrétienne qui sert d'hôpital ;
- en 1624, un pont qui relie la ville et le mont Olympe ;
- en 1626, un moulin banal ;
- en 1627, la chapelle du collège des jésuites.

En 1627, à la suite de l'extinction de la branche aînée des Gonzague à Mantoue, Charles part pour l'Italie. Il ne revient jamais à Charleville. À la suite de ce départ, les travaux du palais ducal sont interrompus. Il n'est jamais achevé.
L'existence d'une petite principauté souveraine à sa frontière nord est une épine dans le pied de la monarchie française qui n'a de cesse d'en réduire l'importance. Louis XIII achète le Mont-Olympe en 1629. L'atelier monétaire est fermé en 1656 et les fortifications bastionnées sont détruites en 1686.
Les successeurs de Charles ne s'intéressent que peu à leur principauté. Charles III n'y fait que de brefs séjours et Ferdinand-Charles n'y vient qu'une seule fois, pour en obtenir un soutien financier. À sa mort, en 1708, la principauté échoit à un prince français, Henri-Jules de Bourbon-Condé, prince de Condé.
Tout cela n'empêche pas Charleville de prospérer. En 1667 commence l'activité d'une grande manufacture d'armes qui en 1675 devient manufacture royale.
Le tsar Pierre Ier le Grand, lors de son tour d'Europe, est passé par Charleville.
En 1748, sur proposition de Nicolas de Chastillon, commandant de la citadelle de Charleville, au comte d'Argenson, secrétaire d’État à la Guerre, l'École royale du génie de Mézières est créée : cet établissement, essentiellement destiné aux jeunes gentilhommes, forme l'essentiel des ingénieurs militaires jusqu'au Premier Empire.

#### Révolution française
Les massacres de Septembre font une victime à Charleville : le commandant de la place est tué le 4 septembre 1792 par les volontaires du 3e bataillon de Seine-et-Oise, sur l’accusation de trahison.

#### XIXeetXXesiècles
La ville s'est surtout développée aux XIXe et XXe siècles grâce à l'industrie métallurgique (nombreuses petites usines et ateliers) ; les noms les plus connus étant certainement Adolphe Clément-Bayard, les établissements Deville (Charleville) et plus récemment Citroën. La ville accueillait l'étape du circuit de l'Est sur le terrain d'aviation de Villers-Semeuse.

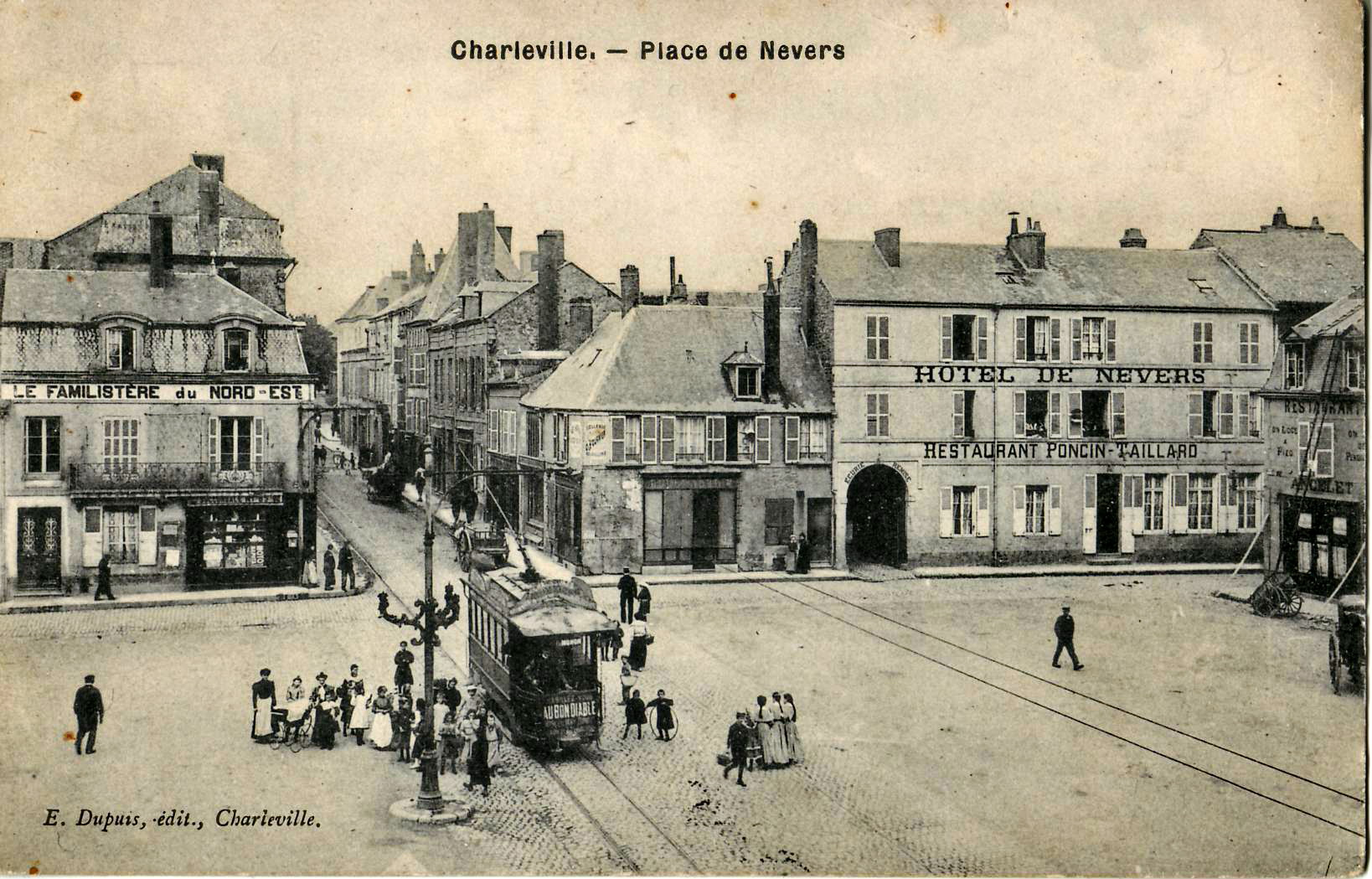
La ville a été desservie par le tramway de Charleville-Mézières de 1899 à 1914, puis, sous administration militaire allemande, jusqu'à la fin de la Première Guerre mondiale. On voit ici l'un de ces tramways place de Nevers à Charleville.

La ville a souffert lors de chaque conflit. Lors de la Guerre franco-allemande de 1870, elle a été le théâtre proche de la chute du Second Empire à Sedan. Lors de la Première Guerre mondiale, elle a abrité le quartier général du Kronprinz (prince héritier allemand) et a dû subir des bombardements notamment place de l'Hôtel-de-Ville à Mézières où la mairie et l'hôpital ont été détruits. Le nouvel hôtel de ville a été inauguré en 1933 par le président de la République Albert Lebrun, dont l'épouse était originaire de Mézières, en style Art déco et le nouvel hôpital s'est appelé Manchester en hommage à la ville britannique qui participa à sa construction, le lord maire de la ville avait d'ailleurs aussi participé à son inauguration la même année.
Lors de la Seconde Guerre mondiale, la ville étant presque vidée de ses habitants dès le début du conflit (ordre d'évacuation oblige), le quartier de la place de Nevers a brûlé pendant plusieurs jours sans que les pompiers interviennent ; il en est de même de la synagogue du XVIIIe siècle, bombardée.
En mai 1944, la ville est victime des bombardements américains. Le dimanche 7 mai, devant la basilique Notre-Dame-d'Espérance, toute une famille a été fauchée, ainsi que deux jeunes communiantes. Les habitations autour de la place de l'église sont touchées. Le jeudi 11, plusieurs immeubles sont anéantis et une famille de six personnes est ensevelie.
À chaque conflit mondial, la ville et sa région étaient déclarées « zone de peuplement » (1er conflit), littéralement colonie, ou « zone interdite » (2e conflit), ce qui ne facilita pas le ravitaillement et la circulation des biens et des personnes. Les Ardennes ont été, avec le Bas-Rhin, le seul département de France à appliquer l'ordre d'évacuation (chaque commune du département était jumelée avec une commune des Deux-Sèvres), durant lequel le train transportant la plupart des archives départementales a été bombardé.

Le drapeau des villes réunies après 1966.

En 1965, Mézières et Le Theux fusionnent, suivies en 1966 de Charleville, Etion, Montcy-Saint-Pierre et Mohon, pour former Charleville-Mézières, malgré l'intégration de Mohon à la ville réunie, la commune a conservé sa gare.

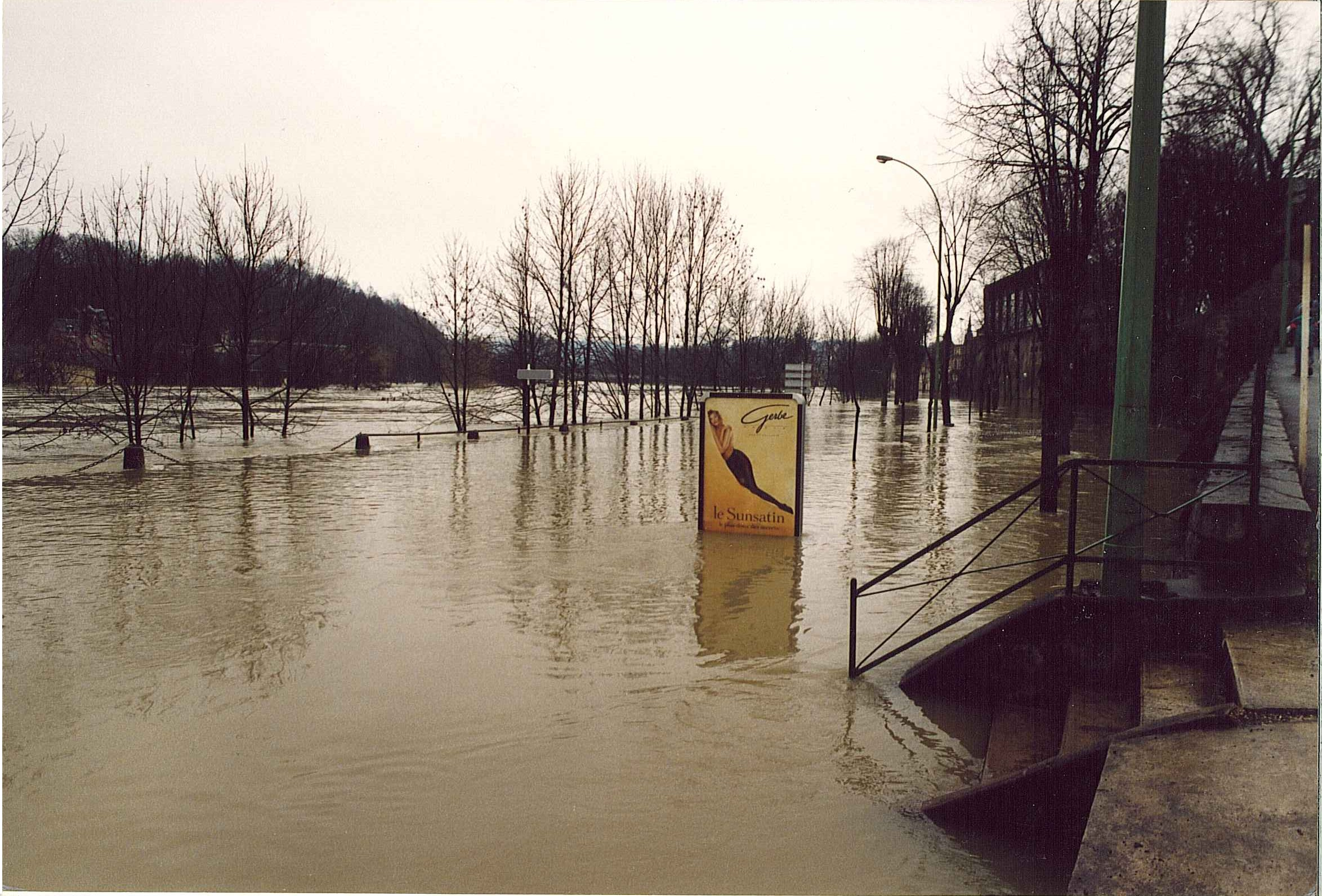
Les inondations de 1995.

En décembre 1993, la ville de Charleville-Mézières a subi de plein fouet des inondations du siècle, où l'eau de la Meuse est montée à plus de 5 mètres par rapport à sa cote normale. C'était sans compter de nouvelles inondations encore plus fortes un peu plus d'un an après, en janvier 1995, où les eaux ont atteint une cote de 6,50 mètres. Depuis, les communes de Charleville-Mézières et de Warcq, très touchées elles aussi, se sont unies en mettant en œuvre de grands travaux.

#### XXIesiècle
Depuis 2008, des travaux de ré-urbanisation sont déployés dans tous les quartiers de la ville. De nombreux changements sont prévus pour rendre la ville plus attrayante et pour augmenter le confort des habitants. De nombreuses maisons seront construites pour créer de nouvelles rues. La ville a annoncé la création d'un campus sur l'actuel site du Moulin-Leblanc au sud de la ville. Ce campus entre dans sa première phase de construction en 2017 et il est inauguré en septembre 2019. Il ne s'agit néanmoins que de la 1re étape d’une stratégie de long terme à l'horizon 2027 qui doit abriter 4 000 étudiants dans un premier temps.
En 2009, le festival des marionnettes est devenu un festival biennal.

## Politique et administration
La commune de Charleville-Mézières a été créée en 1966 par regroupement de cinq communes qui formaient une même agglomération : Charleville, Étion, Mézières (chef-lieu du département), Mohon et Montcy-Saint-Pierre. Une autre commune, Le Theux, avait déjà été rattachée à Mézières en 1965.

### Rattachements administratifs et électoraux

#### Rattachements administratifs
La commune est le chef-lieu de l'arrondissement de Charleville-Mézières et le chef-lieu du département des Ardennes.
Elle était le chef-lieu de 1800 à 1973 du canton de Charleville, année où sont créés les cantons de Charleville-La Houillère, de Charleville-Centre et de Nouzonville.
Il existait également jusqu'en 1973 le canton de Mézières, supprimé par le même décret qui a créé les cantons de Mézières-Centre-Ouest et de Mézières-Est.
Dans le cadre du redécoupage cantonal de 2014 en France, cette circonscription administrative territoriale a disparu, et le canton n'est plus qu'une circonscription électorale.

#### Rattachements électoraux
Pour les élections départementales, la commune est depuis 2014 le bureau centralisateur des quatre cantons suivants : Charleville-Mézières-1, Charleville-Mézières-2, Charleville-Mézières-3 et Charleville-Mézières-4
Pour l'élection des députés, elle fait partie pour partie de la première circonscription et pour le surplus de la deuxième circonscription des Ardennes.

### Intercommunalité
Le 1er janvier 2005, la communauté d’agglomération de Charleville-Mézières est créée sous le nom de Cœur d'Ardenne, et regroupe le chef-lieu et sept communes voisines pour un ensemble de plus de 75 000 habitants. Disposant de compétences propres et d’une autonomie budgétaire, la communauté d'agglomération a pour but le développement économique du bassin de vie et une plus grande cohérence dans l’aménagement du territoire. Le président de la communauté d’agglomération a été élu le 8 janvier de la même année par le conseil communautaire de cette nouvelle collectivité territoriale.
Le 1er janvier 2014, Cœur d'Ardenne a fusionné avec la communauté de communes du Pays sedanais, la communauté de communes des Balcons de Meuse et la communauté de communes du pays des Sources au Val de Bar pour former Ardenne Métropole. Cette nouvelle communauté d'agglomération, regroupe désormais 64 communes rassemblant 132 029 habitants au total, ce qui la place au sixième rang des agglomérations de la nouvelle région Grand-Est en nombre d'habitants.

### Tendances politiques et résultats
En 2014, la mairie carolo-macérienne, bastion socialiste depuis sa fusion en 1966, passe à droite. Le jeune maire LR Boris Ravignon sort alors vainqueur du second tour avec 54,94 % des voix face à ses concurrents mais avec une très forte abstention. Ses adversaires, le maire socialiste sortant Philippe Pailla et le candidat frontiste Guillaume Luczka obtiennent respectivement 33,88 % et 11,18 % des suffrages, un département qui avait placé François Fillon (73,06 %) loin devant Alain Juppé au second tour de la primaire de la droite.
Au premier tour des élections municipales de 2020 dans les Ardennes, la liste LR-UDI-LREM-MoDem conduite par le maire sortant Boris Ravignon obtient la majorité absolue des suffrages exprimés, avec 6 992 voix (77,61 %, 40 conseillers municipaux élus, dont 29 communautaires), devançant largement les listes conduites respectivement par, :
- Sylvain Dalla Rosa (PCF-PS-G.s, 1 103 voix, 12,24 %, 2 conseillers municipaux et communautaires élus) ;
- Christophe Dumont (EÉLV-LFI, 691 voix, 1 conseiller municipal et communautaire élu) ;
- Mink Takawe (LO, 222 voix, 2,46 %, pas d'élus)

lors d'un scrutin marqué par la pandémie de Covid-19 en France où 68,26 % des électeurs se sont abstenus.
Récapitulatif des résultats électoraux sur les 10 dernières années
| Scrutin             | 1er tour | 1er tour | 1er tour | 1er tour | 1er tour | 1er tour | 1er tour | 1er tour | 1er tour | 1er tour | 1er tour | 1er tour | 2d tour     | 2d tour     | 2d tour     | 2d tour     | 2d tour     | 2d tour     | 2d tour     | 2d tour     | 2d tour     |
| Scrutin             | 1er      | 1er      | %        | 2e       | 2e       | %        | 3e       | 3e       | %        | 4e       | 4e       | %        | 1er         | 1er         | %           | 2e          | 2e          | %           | 3e          | 3e          | %           |
| ------------------- | -------- | -------- | -------- | -------- | -------- | -------- | -------- | -------- | -------- | -------- | -------- | -------- | ----------- | ----------- | ----------- | ----------- | ----------- | ----------- | ----------- | ----------- | ----------- |
| Municipales 2014    |          | UMP      | 46,72    |          | PS       | 30,42    |          | FN       | 15,87    |          | EXG      | 3,05     |             | UMP         | 54,94       |             | PS          | 33,88       |             | FN          | 11,18       |
| Européennes 2014    |          | FN       | 24,88    |          | UMP      | 24,31    |          | PS       | 16,17    |          | UDI      | 9,39     | Tour unique | Tour unique | Tour unique | Tour unique | Tour unique | Tour unique | Tour unique | Tour unique | Tour unique |
| Régionales 2015     |          | FN       | 30,05    |          | LR       | 28,82    |          | PS       | 19,66    |          | EELV     | 5,95     |             | LR          | 48,84       |             | FN          | 30,03       |             | DVG         | 21,12       |
| Présidentielle 2017 |          | FN       | 24,38    |          | LFI      | 22,04    |          | EM       | 21,97    |          | LR       | 16,43    |             | LREM        | 62,95       |             | FN          | 37,05       | Pas de 3e   | Pas de 3e   | Pas de 3e   |
| Européennes 2019    |          | RN       | 28,67    |          | LREM     | 19,73    |          | EELV     | 11,22    |          | LR       | 7,55     | Tour unique | Tour unique | Tour unique | Tour unique | Tour unique | Tour unique | Tour unique | Tour unique | Tour unique |
| Municipales 2020    |          | LR       | 77,61    |          | DVG      | 12,24    |          | EELV     | 7,67     |          | EXG      | 2,46     | Tour unique | Tour unique | Tour unique | Tour unique | Tour unique | Tour unique | Tour unique | Tour unique | Tour unique |
| Présidentielle 2022 |          | RN       | 25,79    |          | LREM     | 25,52    |          | LFI      | 25,18    |          | REC      | 6,43     |             | LREM        | 56,14       |             | RN          | 43,86       | Pas de 3e   | Pas de 3e   | Pas de 3e   |
| Européennes 2024    |          | RN       | 34       |          | RE       | 13,6     |          | PS       | 12,9     |          | LFI      | 12,4     | Tour unique | Tour unique | Tour unique | Tour unique | Tour unique | Tour unique | Tour unique | Tour unique | Tour unique |

### Le conseil municipal
Le conseil municipal est issu des élections municipales de 2020, donnant une large majorité au maire sortant, Boris Ravignon.
|                           |       |       |      |
| Maire                     |       |       |      |
| Boris Ravigon (LR)        |       |       |      |
| Nuance                    | Sigle | Sigle | Élus |
| Majorité (40 sièges)      |       |       |      |
| Divers droite             |       | DVD   | 20   |
| Les Républicains          |       | LR    | 10   |
| Renaissance               |       | RE    | 4    |
| Horizons                  |       | HOR   | 2    |
| Mouvement démocrate       |       | MoDem | 1    |
| Divers gauche             |       | DVG   | 1    |
| Opposition (3 sièges)     |       |       |      |
| Parti communiste francais |       | PCF   | 1    |
| Génération.s              |       | G.s   | 1    |
| Les Écologistes           |       | EÉLV  | 1    |

### Liste des maires
| Période | Période    | Identité             | Étiquette                                       | Qualité |
| ------- | ---------- | -------------------- | ----------------------------------------------- | --- |
| 1870    |            | Gaston de Béthune    | Siégait à droite.                               | Ancien officier de cavalerie, propriétaire Président du conseil général des Ardennes Député des Ardennes (1871 → 1876) Commandant de la garde nationale de Mézières (1848 → ?) |
|         |            | Jean-Baptiste Migeon | Monarchiste (a soutenu la monarchie de Juillet) | Maître de forges et homme politique Député du Haut-Rhin |
| 1878    | 1903       | Charles Millaret     |                                                 | Agent voyer en chef des Ardennes Conseiller général de Mézières (1880 → 1892)                                                                                                  |
| 1919    | Après 1922 | Henri Roussel.       |                                                 | |
| 1929    | 1944       | Lucien Bridoux       | Rad                                             | Médecin Conseiller général de Mézières (1943 → 1945) |
| 1944    | 1959       | Raymond Hanus        | SFIO                                            | Comptable à l'Est électrique puis à EDF Résistant Président de la FNDIRP des Ardennes                                                                                          |
| 1959    | 1966       | René Miquel          | SFIO                                            | Instituteur, directeur d'école Syndicaliste Résistant |

| Période    | Période    | Identité                                 | Étiquette       | Qualité |
| ---------- | ---------- | ---------------------------------------- | --------------- | --- |
| 1804       |            | Jean Nicolas Forest                      |                 | Notaire Député (1815) |
| 1830       | 1849       | Nicolas Sébastien Stévenin (1789-1849)   |                 | Notaire Conseiller général de Charleville (1842 → 1848) |
|            | 1870       | Guillaume Adolphe Lechanteur (1800-1877) |                 | |
| 26/08/1870 | 15/01/1871 | Gustave Gailly                           |                 | Industriel |
| 15/01/1871 |            | Jules Millart                            |                 | |
| 1879       | 1891       | Émile Corneau                            | Gauche radicale | Industriel Député (1880-1893) |
| 1892       | 1904       | Edmond Bouchez-Leheutre                  | Rép. opp.       | Avocat |
| 1904       | 1912       | Émile Autier                             |                 | Négociant |
| 1912       | 1919       | Edmond Bouchez-Leheutre                  | Rép. opp.       | Avocat |
| 1919       | 1925       | Gaspard Vassal.                          |                 | Médecin, industriel |
| 1925       | 1940       | Charles Boutet                           | SFIO            | Journaliste, rédacteur politique au Socialiste Ardennais Conseiller général de Charleville (1910 → 1940) Député des Ardennes (1928 → 1936)                                                              |
| 1941       | 1941       | Louis Faure                              |                 | Industriel Maire nommé par le gouvernement de Vichy Démissionnaire |
| 1941       | 1944       | Pierre Manil                             |                 | Avocat Maire nommé par le gouvernement de Vichy |
| 1944       | 1959       | Jacques Bozzi                            | SFIO            | Professeur de philosophie Député des Ardennes (1945 → 1946) Sénateur des Ardennes (1948 → 1955) Conseiller général de Charleville (1945 → 1958) Président du Conseil général des Ardennes (1945 → 1955) |
| 1959       | 1966       | André Lebon                              | SFIO            | Intendant universitaire |

| Période        | Période                        | Identité        | Étiquette   | Qualité |
| -------------- | ------------------------------ | --------------- | ----------- | --- |
| 1966           | 1977                           | André Lebon     | PS          | Intendant universitaire Député des Ardennes (1967 → 1978) Conseiller général de Charleville (1964 → 1973) Conseiller général de Charleville-Centre (1973 → 1976) |
| 1977           | 1980                           | Jean Delautre   | PS          | Conseiller général de Charleville-La Houillère (1973 → 1980) Décédé en fonction |
| 1980           | 1998                           | Roger Mas       | PS puis DVG | Député des Ardennes (1981 → 1993) Conseiller général de Mézières-Est (1976 → 1982) |
| 1998           | 2001                           | Louis Auboin    | DVG         | |
| 2001           | 30 septembre 2013,             | Claudine Ledoux | PS          | Députée des Ardennes (1re circ.) (1997 → 2002) Conseillère régionale de Champagne-Ardenne (2004 → 2015) Vice-présidente du conseil régional de Champagne-Ardenne (2004 → 2013) Conseillère générale de Mézières-Est (1998 → 2001) Démissionnaire à la suite de sa nomination comme ambassadrice |
| 7 octobre 2013 | avril 2014                     | Philippe Pailla | PS          | |
| avril 2014     | En cours (au 7 septembre 2022) | Boris Ravignon  | LR puis SE  | Énarque, inspecteur des finances Conseiller général de Charleville-La Houillère (2008 → 2015) Président de la CA Ardenne Métropole (2014 → ) Réélu pour le mandat 2020-2026 |

### Jumelages
Charleville est jumelée avec de nombreuses villes comme Nevers dans la Nièvre et Mantoue en Italie, deux villes dont Charles Gonzague était duc.
| Ville | Ville      | Pays | Pays      |
| ----- | ---------- | ---- | --------- |
|       | Dülmen     |      | Allemagne |
|       | Euskirchen |      | Allemagne |
|       | Iida       |      | Japon     |
|       | Mantoue    |      | Italie    |
|       | Nevers     |      | France    |
|       | Nordhausen |      | Allemagne |

- Tolosa (Espagne)

Dans le cadre des activités culturelles sur le thème de Rimbaud, des liens forts ont été tissés avec Harar en Éthiopie.
- Harar (Éthiopie)

## Population et société

### Classement démographique
Selon les données de l’Insee, la population de la ville de Charleville-Mézières s'établit à 49 975 habitants au recensement de la population du 1er janvier 2009 (population municipale).
Avec une superficie communale de 3 144 hectares, la densité de population s'élève à 1 618 habitants par km², ce qui en fait la ville la plus densément peuplée du département des Ardennes.
En 2008, l’unité urbaine de Charleville-Mézières, qui s'étend sur huit communes, regroupe 61 899 habitants et se classe au 1er rang départemental, et son aire urbaine, incluant les communes périurbaines situées dans la zone d’influence forte de la ville, rassemble 106 747 habitants.
Ces différentes données font de Charleville-Mézières non seulement la ville la plus peuplée du département des Ardennes, où elle devance Sedan, la deuxième ville du département, mais également l'aire urbaine où elle occupe le premier rang, regroupant plus du tiers de la population départementale avec une proportion de 37,6 % en 2008.
Au niveau régional, elle occupe invariablement la troisième place en Champagne-Ardenne aussi bien au niveau de la ville intra-muros où elle se classe après Reims et Troyes mais avant Châlons-en-Champagne, la capitale régionale, qu'au plan de son unité urbaine et de son aire urbaine.

### Évolution démographique
L'évolution du nombre d'habitants est connue à travers les recensements de la population effectués dans la commune depuis 1793. Pour les communes de plus de 10 000 habitants les recensements ont lieu chaque année à la suite d'une enquête par sondage auprès d'un échantillon d'adresses représentant 8 % de leurs logements, contrairement aux autres communes qui ont un recensement réel tous les cinq ans,.

En 2022, la commune comptait 45 634 habitants, en évolution de −2,24 % par rapport à 2016 (Ardennes : −2,97 %, France hors Mayotte : +2,11 %).
| 1793  | 1800  | 1806  | 1821  | 1831  | 1836  | 1841  | 1846  | 1851  |
| ----- | ----- | ----- | ----- | ----- | ----- | ----- | ----- | ----- |
| 7 240 | 7 724 | 8 430 | 8 320 | 7 773 | 8 878 | 9 875 | 9 353 | 9 162 |

| 1866   | 1872   | 1876   | 1881   | 1886   | 1891   | 1896   | 1901   | 1906   |
| ------ | ------ | ------ | ------ | ------ | ------ | ------ | ------ | ------ |
| 11 244 | 12 676 | 13 759 | 16 185 | 16 906 | 17 390 | 17 805 | 18 772 | 20 702 |

| 1911   | 1921   | 1926   | 1931   | 1936   | 1946   | 1954   | 1962   | 1968   |
| ------ | ------ | ------ | ------ | ------ | ------ | ------ | ------ | ------ |
| 22 654 | 21 689 | 22 634 | 22 708 | 22 557 | 20 193 | 22 536 | 24 668 | 55 543 |

| 1975   | 1982   | 1990   | 1999   | 2006   | 2011   | 2016   | 2021   | 2022   |
| ------ | ------ | ------ | ------ | ------ | ------ | ------ | ------ | ------ |
| 60 176 | 58 667 | 57 008 | 55 490 | 51 997 | 49 433 | 46 682 | 46 398 | 45 634 |

L'évolution très forte entre 1962 et 1968 n'est pas anormale et est essentiellement due à la fusion en octobre 1966 de Charleville avec Mézières et différentes communes, pour devenir Charleville-Mézières.

### Pyramide des âges
En 2021, le taux de personnes d'un âge inférieur à 30 ans s'élève à 35,4 %, soit au-dessus de la moyenne départementale (32,7 %). À l'inverse, le taux de personnes d'âge supérieur à 60 ans est de 29,1 % la même année, alors qu'il est de 29,2 % au niveau départemental.
En 2021, la commune comptait 21 963 hommes pour 24 435 femmes, soit un taux de 52,66 % de femmes, légèrement supérieur au taux départemental (51,15 %).
Les pyramides des âges de la commune et du département s'établissent comme suit :
| Hommes | Classe d’âge | Femmes |
| ------ | ------------ | ------ |
| 0,7    | 90 ou +      | 2,0    |
| 7,5    | 75-89 ans    | 11,7   |
| 16,4   | 60-74 ans    | 19,5   |
| 18,6   | 45-59 ans    | 18,5   |
| 17,1   | 30-44 ans    | 16,8   |
| 21,6   | 15-29 ans    | 16,1   |
| 18,1   | 0-14 ans     | 15,4   |

| Hommes | Classe d’âge | Femmes |
| ------ | ------------ | ------ |
| 0,6    | 90 ou +      | 1,9    |
| 7,1    | 75-89 ans    | 10,1   |
| 19     | 60-74 ans    | 19,5   |
| 21     | 45-59 ans    | 20,3   |
| 17,5   | 30-44 ans    | 17,3   |
| 16,6   | 15-29 ans    | 14,2   |
| 18     | 0-14 ans     | 16,6   |

### Enseignement
La ville dispose de 23 écoles primaires, 12 groupes scolaires (maternelle et primaire confondues), ainsi que de 3 écoles privées (maternelles et primaire confondues).
En ce qui concerne les collèges, ils sont au nombre de 8 pour les collèges publics et de 2 pour les collèges privés.
Charleville-Mézières compte plusieurs lycées :
- Le lycée Chanzy. Le lycée de Charleville a été aménagé en 1876 dans les anciennes écuries impériales à la suite de l’incendie du collège de la place du Saint-Sépulcre. En 1893, un agrandissement a été nécessaire pour accueillir le premier lycée d'État du département des Ardennes baptisé « lycée Chanzy » par décret du président Sadi Carnot. Pendant la Première Guerre mondiale, les bâtiments ont été utilisés à des fins d’infirmerie et de prison par les troupes d’occupation. Pendant toute la durée de la Seconde Guerre mondiale le lycée a été occupé par les soldats allemands, puis par les prisonniers français[62]. La moyenne de réussite au bac en 2006 toutes sections confondues s'élève à 91,6 %[63] ;
- Le Lycée Madame de Sévigné créé en 1882 comme lycée de jeunes filles. À la suite d'un incendie en 1967, le lycée Madame de Sévigné est reconstruit par l'architecte Jean Faugeron, qui venait de bâtir le pavillon français de l'exposition universelle de Montréal. Il conçoit une barre à structure poteaux/poutres en béton armé de deux étages, couverte d'un toit plat. En 2008, s'ajoute un bâtiment réalisé par l'agence Thiénot-Ballan-Zulaica qui reprend l'esthétique de celui de Jean Faugeron. Ce bâtiment est aussi labellisé architecture contemporaine remarquable (ACR) depuis les années 2011[64] ;
- Le lycée François-Bazin. Il forme de nombreux élèves à différents BTS, de nombreuses séries de génie, les spécialités restent la plasturgie et la fonderie, etc.
- Le lycée professionnel des métiers du bâtiment Charles de Gonzague, anciennement Armand-Malaise (du nom d'un instituteur, chef de la résistance dans les Ardennes pendant la Seconde Guerre mondiale). Lycée ouvert en septembre 1961 (sous le nom du lycée du Bois-Fortant à l'époque puis sous le nom Armand-Malaise en 1981).
- Autres lycées : lycée d’enseignement professionnel d’Étion, lycée Monge, lycée privé Saint-Paul (issu de la fusion des lycées privés Notre-Dame et Saint-Remi).

Charleville-Mézières, reconnue capitale mondiale de la marionnette avec son Festival mondial des théâtres de marionnettes, accueille également un centre international important de formation et de recherche dans le domaine de la marionnette : l'Institut international de la marionnette, situé place Winston-Churchill juste à côté du Musée de l'Ardenne. Il a été créé en 1981. Partie intégrante de l’Institut, l'École nationale supérieure des arts de la marionnette (ESNAM), fondée en 1987, accueille des étudiants du monde entier pour les former au métier de comédien-marionnettiste (DNSPC, diplôme national supérieur professionnel de comédien, spécialité acteur-marionnettiste).

### Enseignement supérieur

#### Campus Sup Ardenne

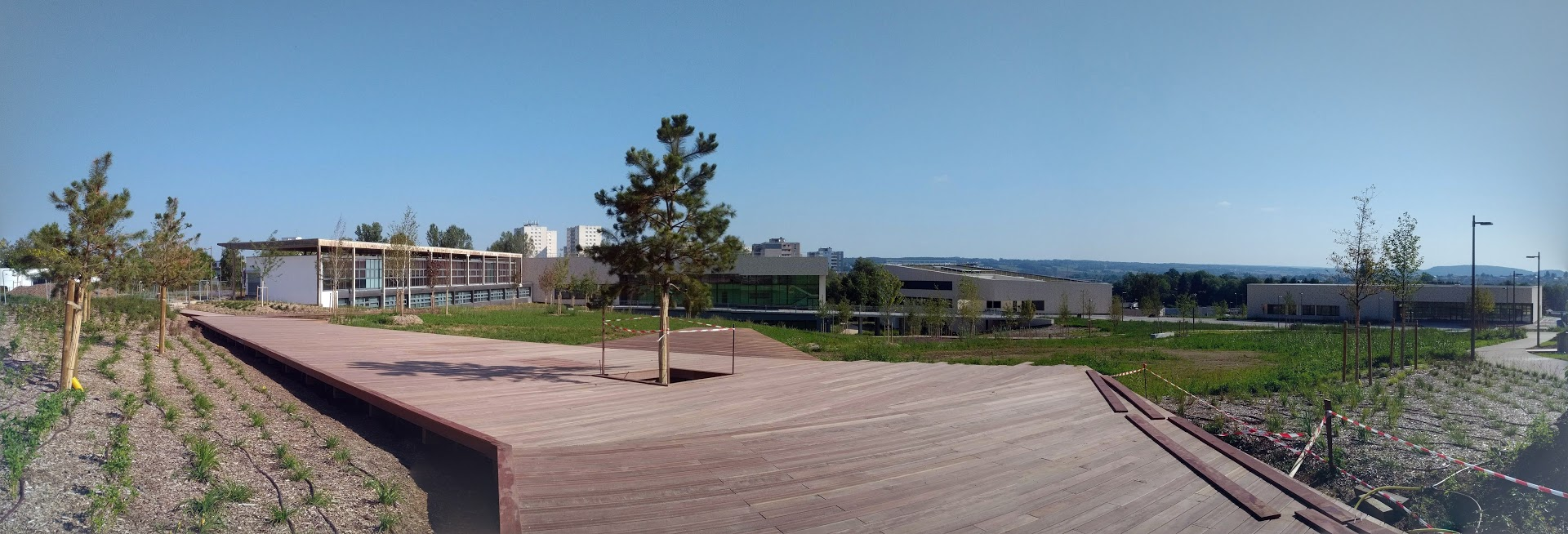
Panorama du Campus Sup Ardenne.

Charleville-Mézières dispose également de plusieurs antennes de l'Université de Reims-Champagne-Ardenne (URCA) et d'une école de commerce du Pôle formation de la CCI des Ardennes regroupées sur le Campus Sup Ardenne :
- une antenne de l'Institut national supérieur du professorat et de l'éducation (INSPE) ;
- d'une antenne de l'Institut universitaire de technologie de Reims-Châlons-Charleville (3 diplômes universitaires de technologie (DUT), 4 licences professionnelles, 375 étudiants en 2019 sur le site de l'IUT à Charleville) ;
- d'une école d'ingénieurs en sciences industrielles et numérique (EiSINe) — anciennement institut de formation technique supérieure (IFTS)[67] — de l'Université de Reims-Champagne-Ardenne (URCA).

Charleville-Mézières dispose aussi d'un centre régional d'innovation et de transfert de technologie (CRITT) : CRITT-MDTS, créé en 1984, qui est un centre de recherche et d'expertise, spécialisé dans les matériaux, dépôts et traitements de surface).
Le centre de formation de la CCI Ardennes à Charleville-Mézières dispose également de plusieurs écoles de commerce (EGC, ISCEE, Nogoventis), et d'une formation de développeur web et application mobile : Simplon.

#### Autres centres d'enseignement supérieur
Charleville-Mézières dispose aussi d'un Institut de formation en soins infirmiers (IFSI) et d'un Institut de formation d'aides-soignants (IFAS).
En 2009, l'organisme de gestion de l'établissement d'enseignement supérieur privé Institut Supérieur International de Leadership (INSIL), vient établir son siège à Charleville-Mézières. L'institut est actif dans le domaine des formations diplômantes en direction. Les cours sont dispensés principalement en enseignement à distance, à des élèves résidant dans le monde entier. Depuis 2021 l'INSIL assure également l'égide de l'école Jean-Paré qui est une entité d'enseignement supérieur d'artisanat d'art, hautement spécialisée, puisqu'active spécifiquement dans les formations préparant aux métiers de malletier en conception et fabrication de malles, et de conservation-restauration de malles de voyage antiques. Jean-Paré est jumelée à l'école Nicolas Gilbert de Belgique, formant ainsi la binationale École des Malletiers Paré & Gilbert.

### Sports
La commune de Charleville-Mézières dispose de deux équipes de basket.
L'Étoile de Charleville-Mézières évolue en Nationale masculine 1. La ville compte également une équipe féminine : les Flammes Carolo basket, équipe de ligue féminine qui est l'une des cinq meilleures de l'hexagone et qui dispute régulièrement la coupe d'Europe. Ces clubs jouent tous les deux dans l'enceinte flambant neuve de l'Aréna (3 000 places) depuis la saison 2015-2016.

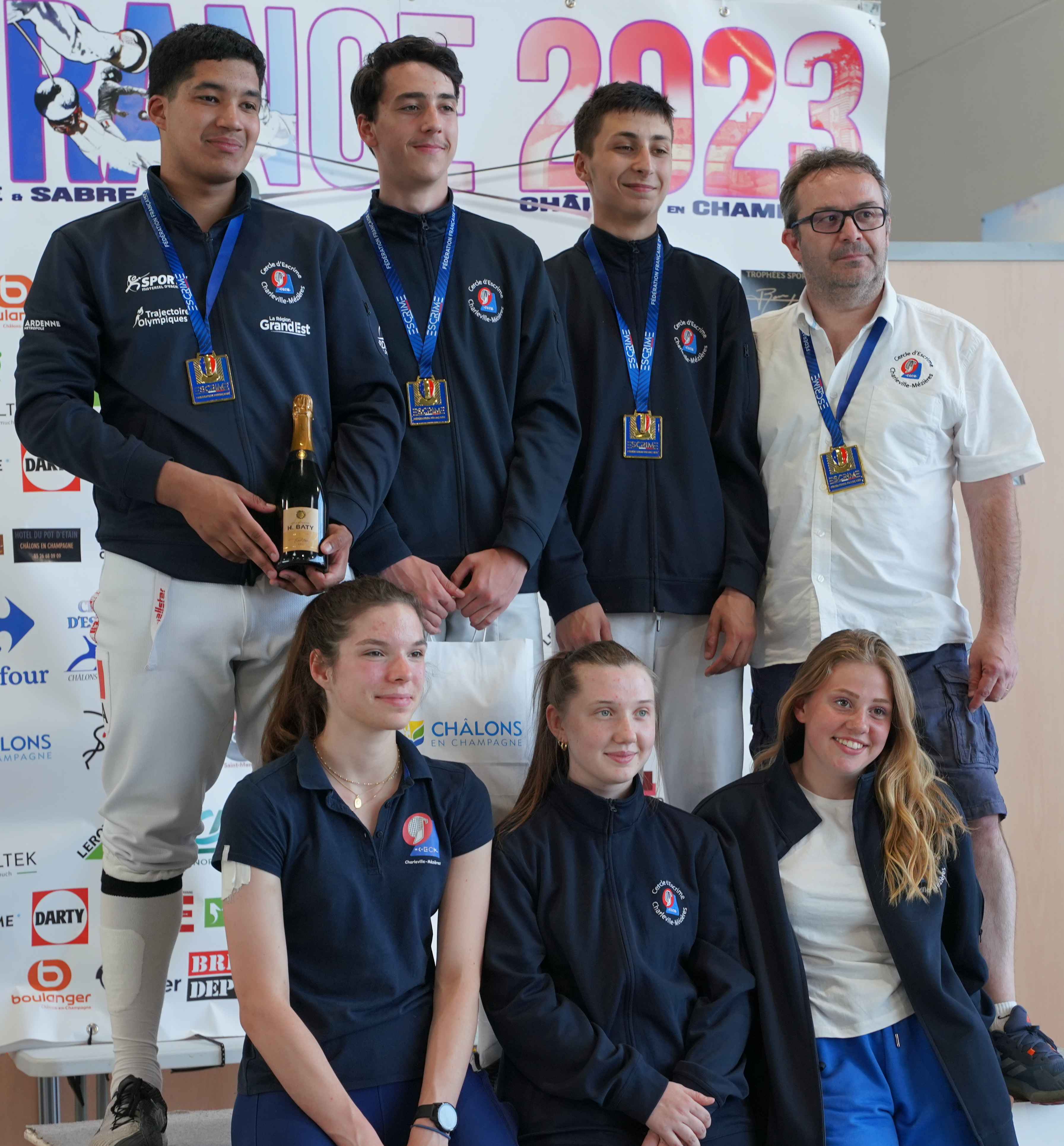
Équipes d'escrime de Charleville.

De même elle dispose d'un club de canoë-kayak : Charleville-Mézières Canoë-Kayak, qui depuis plusieurs années évoluent dans le haut niveau.
En football l'Olympique Charleville Neufmanil Aiglemont (anciennement Olympique football club Charleville) a eu aussi son heure de gloire : en 1936 il atteint la finale de la Coupe de France alors qu'il évoluait en division 2. Il est battu par le RC Paris sur le score de 1-0. L'Olympique était encore en division 2 dans les années 1990, avant d'être rétrogradé en National. Après sa liquidation judiciaire, un nouveau club a été fondé, portant le même nom ; il évolue en Division d'Honneur lors de la saison 2016-2017. Depuis 2018, le club s'appelle Olympique Charleville Neufmanil Aiglemont, réduit sous l'acronyme OCNA.
En gymnastique, le club de la Jeanne d'Arc a été champion de France à Saint-Étienne en 2009 et a terminé en troisième place en 2010 à Limoges.
Avec les Wildboars Charleville Mézières, la ville compte un club permettant la découverte ou la pratique du football américain.
La ville compte plusieurs piscines dont le centre aquatique du Mont-Olympe. Charleville a été élue ville la plus sportive de France par le journal L'Équipe en 2004.
Entre 2001 et 2009, la ville a accueilli le critérium international de la route.
Depuis septembre 2015, le roller hockey est de retour dans la ville de Charleville-Mézières, avec une équipe senior engagé en Nationale 4. Ils terminent la saison 2015-2016 à une très honorable 4e place ex æquo avec le 3e.
Charleville-Mézières est également la ville du patinage de vitesse (également appelé le short track). La cité Carolo compte deux prestigieux patineurs de renommée mondiale, Véronique Pierron et Ludovic Mathieu sélectionneur de l'équipe de France.

### Santé
La commune de Charleville-Mézières dispose d'un centre hospitalier (qui est l'un des établissements les plus importants de la région) ayant en 2018 une capacité de 722 lits et places, dont :
- Médecine : 375
- Chirurgie : 101
- Gynéco-obstétrique : 63
- Long séjour : 65
- Hébergement : 118

### Médias

#### Presse locale
- L'Ardennais : journal local quotidien du département. Il appartient au Groupe Rossel.
- L'Union : journal régional quotidien. Son siège est à Reims et paraît dans les départements de la Marne, des Ardennes et de l'Aisne. Lui aussi appartient au Groupe Rossel.

#### Radios locales
- RVM (Radio Val de Meuse) (88.6 FM) : radio locale commerciale des Ardennes. Ses studios sont situés cours Aristide-Briand à Charleville-Mézières. Elle émet aussi à Sedan sur 105.3, à Monthermé sur 101.5 et à Revin sur 107.1[76].
- Radio Bouton (90.6 FM) : radio associative de Boutancourt[77]. Elle est implantée dans un centre médico-éducatif.
- Radio 8 (91.2 FM) : L'autre radio commerciale des Ardennes. Ses studios sont à Sedan (98.6 FM), sur le quai de la Régente. Elle émet aussi à Rethel sur 93.3 et à Vouziers sur 91.6[78].
- RCF Reims-Ardennes (94.6 FM) : radio locale chrétienne du diocèse de Reims. Elle possède un studio carolomacérien dans la Maison Jules-Bihéry[79].
- Contact FM (96.6 FM) : radio régionale commerciale du Nord-Pas-de-Calais. Elle appartient au Groupe La Voix.
- Ici Champagne-Ardenne (100.9 FM) : radio locale publique de la région. Ses studios sont à Reims.
- Champagne FM (102.2 FM) : radio régionale commerciale. Elle émet des Ardennes à Saint-Dizier, dans la Haute-Marne. Ses studios sont à Reims et elle appartient au Groupe La Voix.

#### Télévision
France 3 Champagne-Ardenne est présente à Charleville grâce à un bureau local situé au 34 rue de la Porte-de-Bourgogne. Elle émet grâce aux sites TDF de la Pointe à Sury qui diffuse tous les mutliplexes TNT et du chemin de la République à Montcy-Notre-Dame qui les diffuse tous sauf le multiplex R3 (Canal+, LCI...).

## Économie
- Métallurgie
- Construction mécanique
- Agroalimentaire
- Tertiaire

Charleville-Mézières est le siège de l’Agence nationale des titres sécurisés.
Les principaux employeurs publics de la ville sont le centre hospitalier Manchester et la municipalité. Dans le secteur privé on retrouve les usines Hanons Systems / Visteon et les bailleurs sociaux.
La ville possède une antenne de la Chambre de commerce et d'industrie des Ardennes qui gère l’aérodrome de la ville situé à Belval.
En 2010, le revenu fiscal médian par ménage était de 20 776 €, ce qui plaçait Charleville-Mézières au 29 461e rang parmi les 31 525 communes de plus de 39 ménages en métropole.

## Lieux et patrimoine

### Patrimoine civil

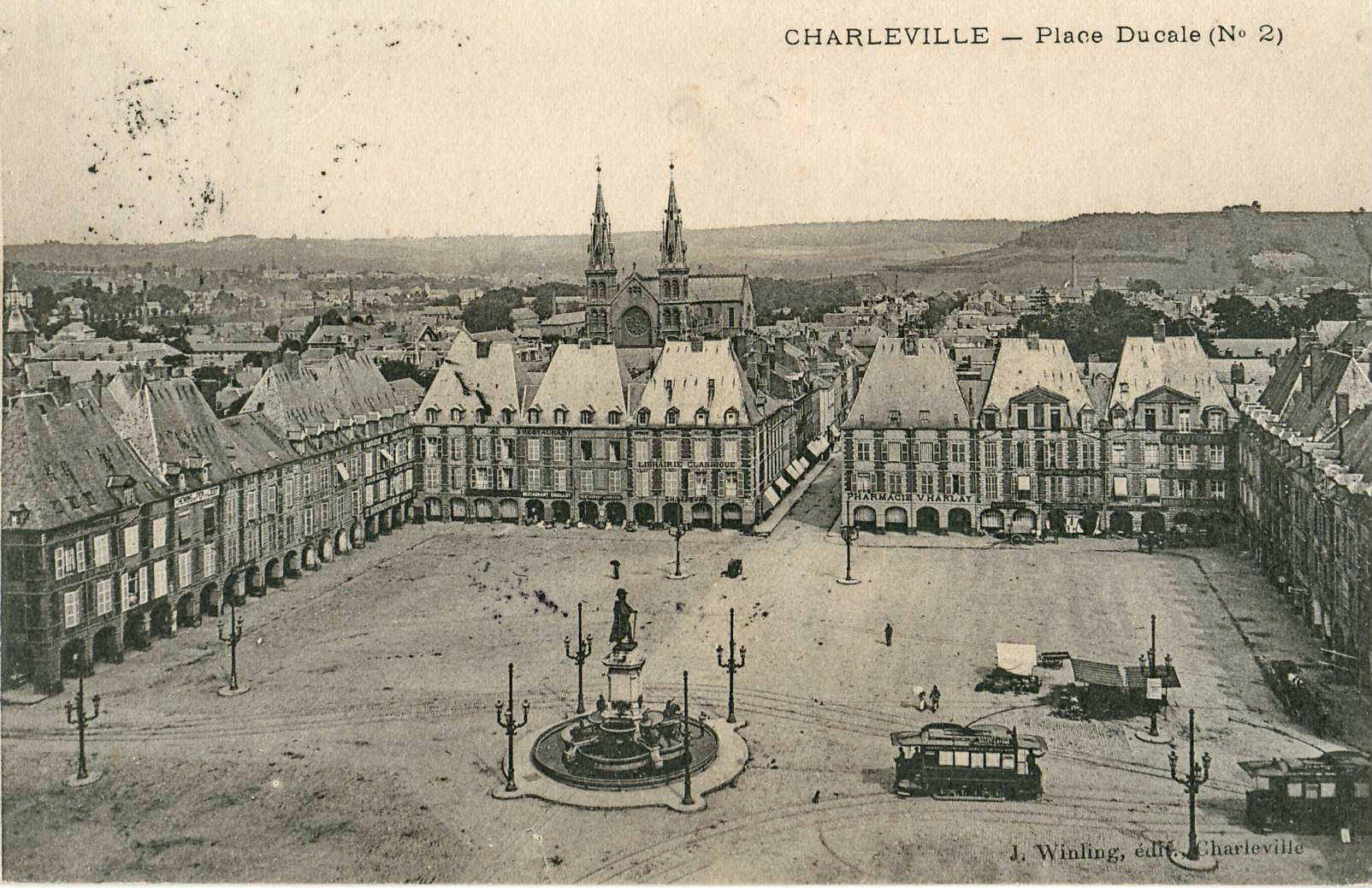
La place Ducale au début du XXe siècle.

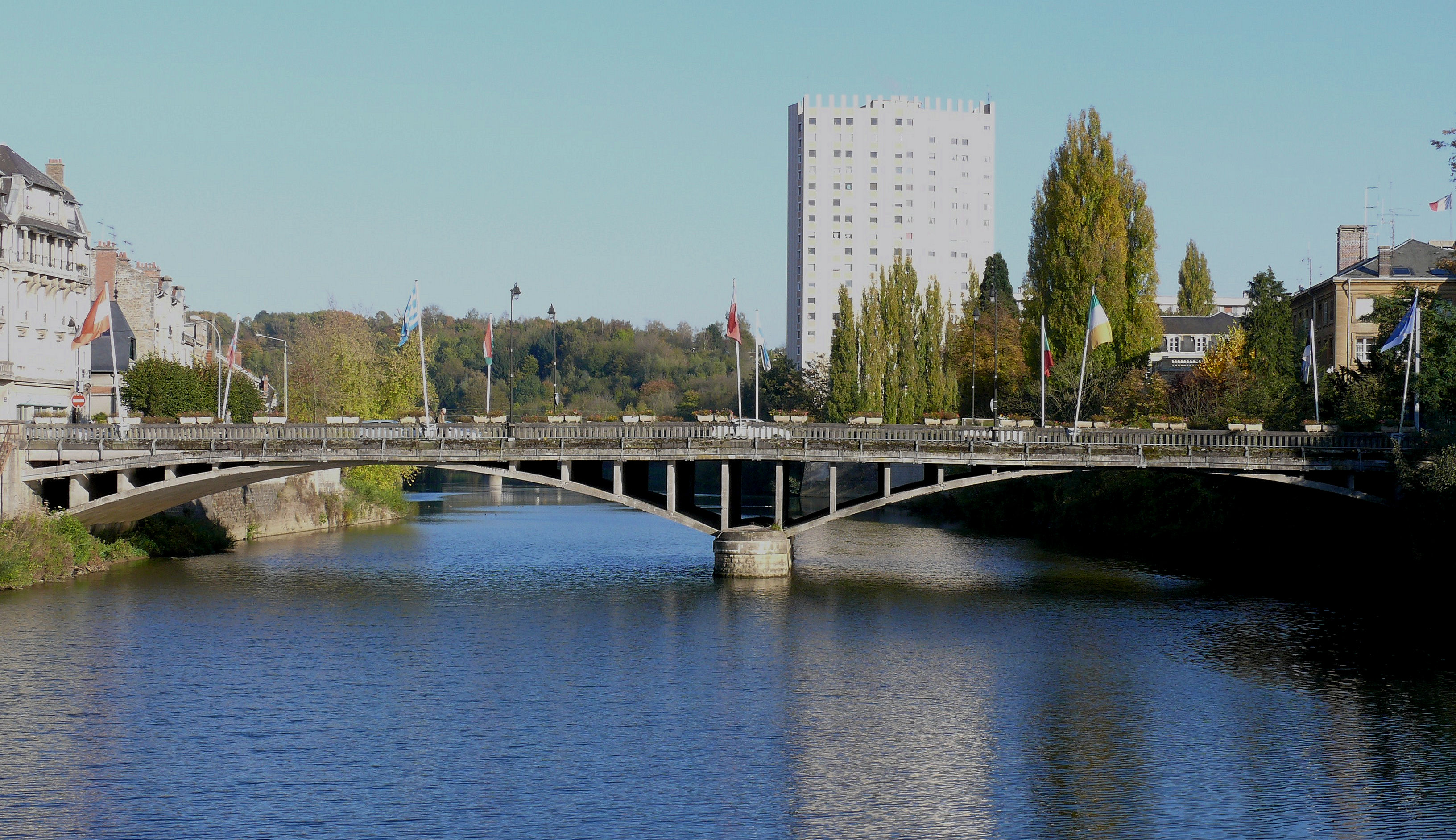
Pont d'Arches.

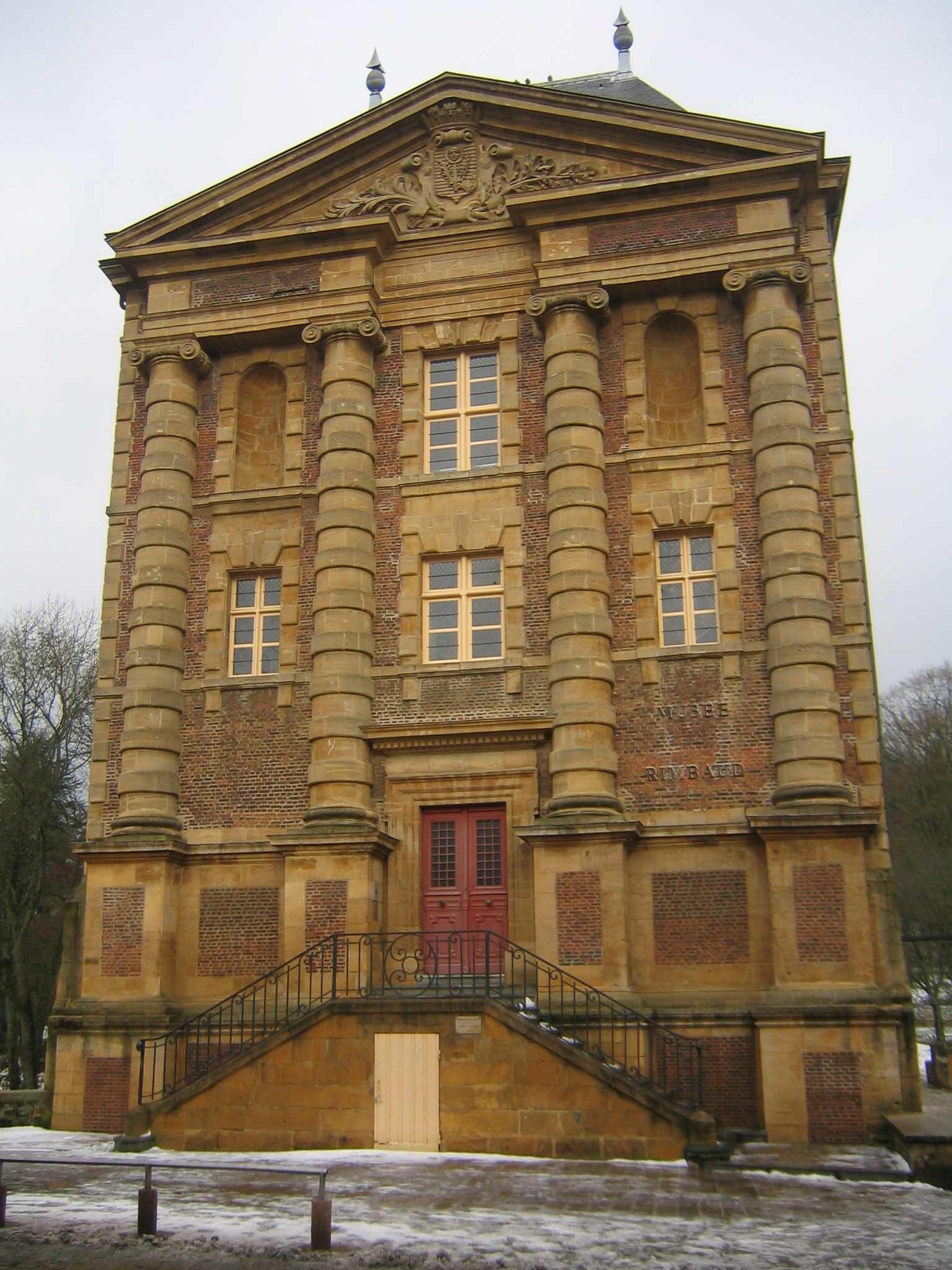
Le Vieux Moulin ou musée Rimbaud.

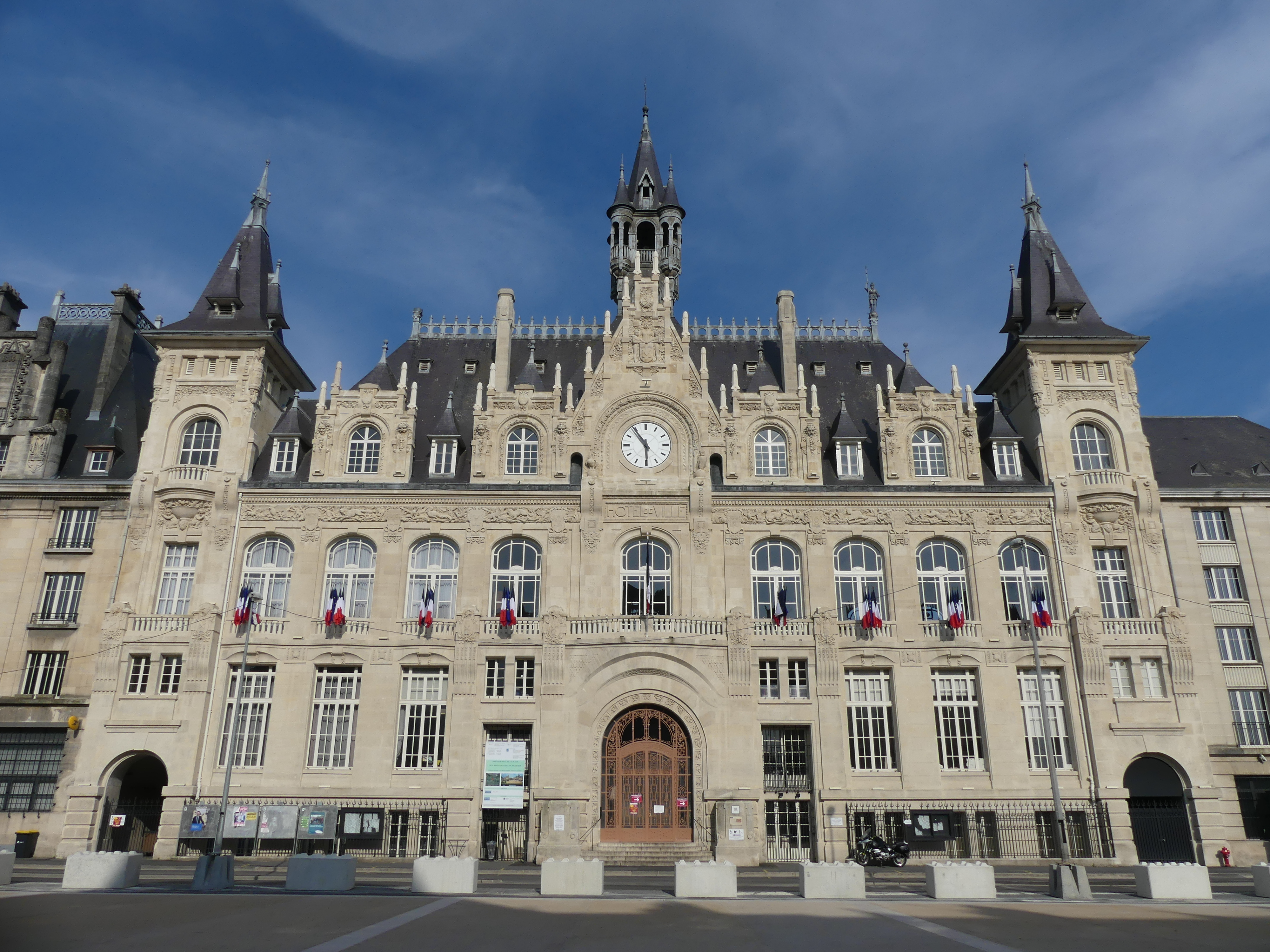
Hôtel de Ville de Mézières.

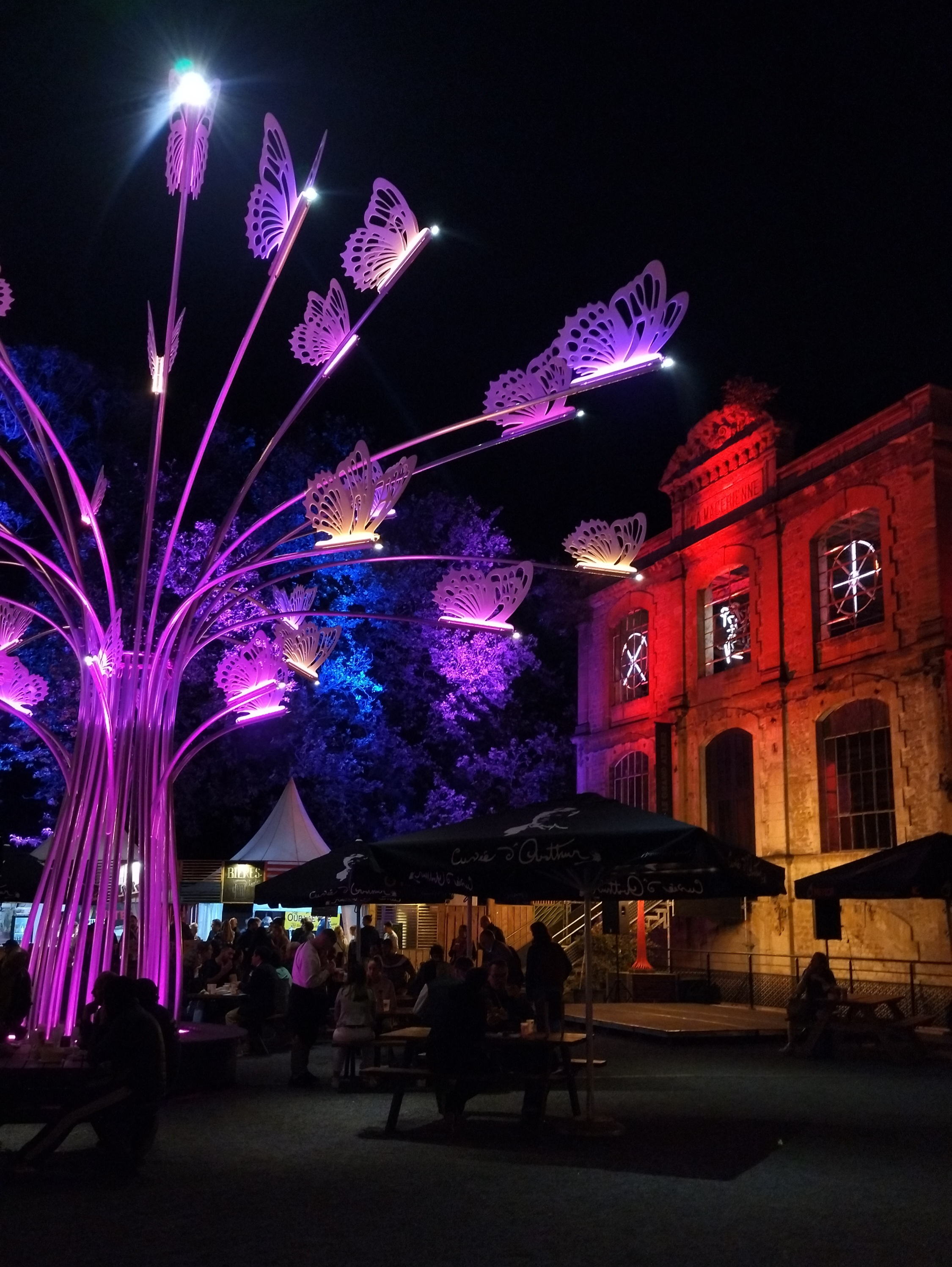
La Macérienne pendant le festival de la Face B.

- La place Ducale, située au centre de la ville de Charleville, a été créée en 1606 par Clément II Métezeau sur ordre du duc Charles Ier de Mantoue. Tous les bâtiments de cette place sont symétriques, les toits détruits pendant la guerre par des bombardements ont été reconstruits ou sont en reconstruction pour retrouver une symétrie quasi parfaite.
- L'actuelle préfecture des Ardennes (ancien palais des Tournelles, érigé par la famille Gonzague) occupe les bâtiments de l'École royale du génie de Mézières qui a formé presque tous les ingénieurs militaires sous l'Ancien Régime.
- Le Vieux moulin dont la construction a été décidée en 1626 par le duc Charles de Gonzague. Il a été édifié par le maçon Claude Briau sur les plans de l'architecte Claude II Métezeau. Il a été mis en service en 1627. L'élévation monumentale, exceptionnelle pour un moulin, était due à la volonté de faire de sa façade le pendant de la porte de France. Son élévation importante a été nécessitée par la différence de niveaux entre la place Ducale et la Meuse. En effet l'architecte a voulu que les deux bâtiments se répondent pour un visiteur depuis la place Ducale. À l'origine deux roues hydrauliques étaient placées dans le coursier pour entraîner les meules. Le moulin a brûlé en 1754. Il est vendu comme bien national à la Révolution. Le reprofilage de la Meuse en 1876 a entraîné l'arrêt du moulin en 1887. Il a été transformé en musée municipal consacré à Arthur Rimbaud par l'architecte Petitfils, en 1969[82].
- L'Hôtel de ville est violemment bombardé le 10 et 11 novembre 1918. La ville est rasée à 50 %. Après la Grande guerre, la municipalité décide de dégager un îlot pour aménager une place sur laquelle serait construit le nouvel hôtel de ville. L'hôtel de ville (quartier de Mézières) de style néo-gothique (1933) est composé de deux corps de bâtiment se faisant face et séparés par une large place, l'un constituant l'hôtel de ville proprement dit et l'autre constituant des habitations pour l'harmonie de l'ensemble. La construction du nouvel hôtel de ville est décidée le 28 décembre 1923. Le projet retenu le 25 février 1925 est celui des architectes Marie-Eugène Chifflot (1872-1956), second Grand prix de Rome d'architecture en 1902 et R. Colle qui avaient auparavant réalisé le nouvel immeuble communal. Le projet adopte un style néo-gothique avec beffroi, tourelles et pinacles. Le 9 octobre 1927, André Tardieu, ministre des Travaux publics, est à Mézières pour inaugurer le monument aux morts, le pont de la Victoire et poser la première pierre de l'hôtel de ville. La construction est achevée en 1930. Le 16 juillet 1933, le président de la République, Albert Lebrun, est à Mézières où il inaugure l'hôtel de ville, l'hôpital et le groupe scolaire Manchester. Il y est reçu par le préfet Scamaroni, le maire et président des anciens combattants et le lord-maire de Manchester, cité britannique marraine de guerre de Mézières.
- L'Usine La Macérienne : une ancienne usine construite sur les plans des ateliers Eiffage Métal (anciennement Eiffel constructions métalliques), au cœur de la ville, en bas des remparts de Mézières et à proximité de la Meuse. Inscrite aux monuments historiques[83].
- La place Jacques-Félix, ancienne place de l'Agriculture. C'est en ce lieu qu'Arthur Rimbaud étudia dans le collège du Saint-Sépulcre où se trouve aujourd'hui la bibliothèque municipale transformée en 2008 en médiathèque. Une statue honore cet élève un peu particulier devant l'entrée du collège portant son nom à deux pas de là. À son époque, un dôme dominait l'ensemble du collège mais, victime d'un effondrement au début du XXe siècle, il ne fut jamais reconstruit.
- Le palais de justice. Les anciens locaux du palais de justice de Mézières devenus vétustes, la construction d'un nouveau bâtiment pour le tribunal et la cour d’Assises est décidée en 1952 par le Conseil départemental des Ardennes et le ministère de la justice. Financé au tiers par la Direction des dommages de guerre du ministère de la construction, le palais de justice est confié au cabinet Dupré-Harmel en 1960, selon un programme défini par le Ministère de la justice. Ce bâtiment est aussi labellisé ACR depuis les années 2011[84].
- Les anciennes usines de Corneau-Deville de 1932. L'architecture de l’usine retrace bien par ses façades sur rue l'aventure de cette société, issue des familles Corneau et Deville[85], puisque l'on aperçoit en effet le siège social, les bureaux, les salles d'expositions avec en arrière les ateliers, les entrepôts. Au sein des Ardennes, il s'agit d'un ensemble architectural industriel de qualité qui présente également un intérêt du point de vue de l'histoire sociale et économique locale. Les bâtiments de l'usine, des sheds aux bureaux et à la salle d'exposition, reflètent toutes les activités utiles au fonctionnement de l'entreprise. Ce bâtiment est labellisé ACR depuis 2015[86].
- L'établissement administratif d'Électricité de France (EDF) a été construit à la demande d'EDF en 1962 par l'architecte André Wogenscky. L'édifice est une barre de deux étages sur un rez-de-chaussée surélevé, en béton armé à structure poteaux/poutres. La façade est ouverte de larges baies vitrées aux allèges de couleur sombre. De celle-ci se détache trois lignes de cellules carrées en béton servant de brise-soleil et protégeant la façade des intempéries. Ces horizontales créent un jeu de vides et de pleins sur la façade. Certains aménagements des espaces intérieurs, distribués sans contrainte de structure, ont été dessinés par la sculptrice Marta Pan, épouse de Wogenscky (poignées de portes par exemple). Ce bâtiment porte le label ACR depuis 2000[87].

### Édifices religieux

#### Catholique
- La basilique Notre-Dame-d'Espérance, à Mézières place de la Basilique Monument historique depuis 1910, est de style gothique flamboyant et Renaissance. Commencée en 1499, Charles IX, roi de France, y épousa Élisabeth d'Autriche en 1570. La basilique abrite de nombreux objets intéressants : la statue de la Vierge noire, les orgues, les vitraux de René Dürrbach et les inscriptions de toutes les époques laissées sur le mur à droite du grand porche[88]. Dégradée par le temps, elle fait l'objet depuis peu d'une campagne de restauration.
- L'église Saint-Jean-Bosco, à Mézières rue de Warcq (Manchester).
- L'église Saint-Rémi, à Charleville rue de L'Église est de style néo-roman. Elle constitue en volume la deuxième église de la ville. Construite en 1860, elle est située à deux pas de la place Ducale et de la place Jacques-Felix ancienne place de l'Agriculture construite sous la direction de l'architecte Jean François Racine, architecte diocésain, qui mourut avant son achèvement.
- L'église Sainte-Jeanne-d'Arc due à l'architecte Pierre Chirol, à Charleville rue Jeanne-d'Arc à La Houillère est labellisée ACR depuis 2010[89].
- L'église du Sacré-Cœur, à Charleville rue Dubois-Crancé.
- L'église Saint-Rémi à Charleville quartier Bel-Air, rue de Nouzonville.
- L'église Saint-Martin à Étion, place d'Étion.
- L'église Saint-Lié de Mohon, à Mohon place Mohon remarquable pour ses boiseries du Moyen Âge et par son style architectural.
- L'église Saint-Pierre à Montcy-Saint-Pierre, rue Jules-Ferry.
- La chapelle Saint-Maxime à Le Theux, rue Ambroise-Croizat.
- Chapelle du centre de santé et de rééducation fonctionnelle, à Mézières rue de Savigny-Pré (Manchester).
- Chapelle de l'hôpital, à Mézières avenue de Manchester.
- Chapelle du lycée Chanzy, à Charleville rue du Gymnase.
- Chapelle Saint-Walfroy de la Fraternité Sacerdotale Saint Pie X à Charleville 20 rue de Clèves.
- Ancienne collégiale Saint-Pierre de Mézières. Son emplacement est incertain (détruite).
- Église paroissiale Saint-Edmond de la Ronde-Couture[90].

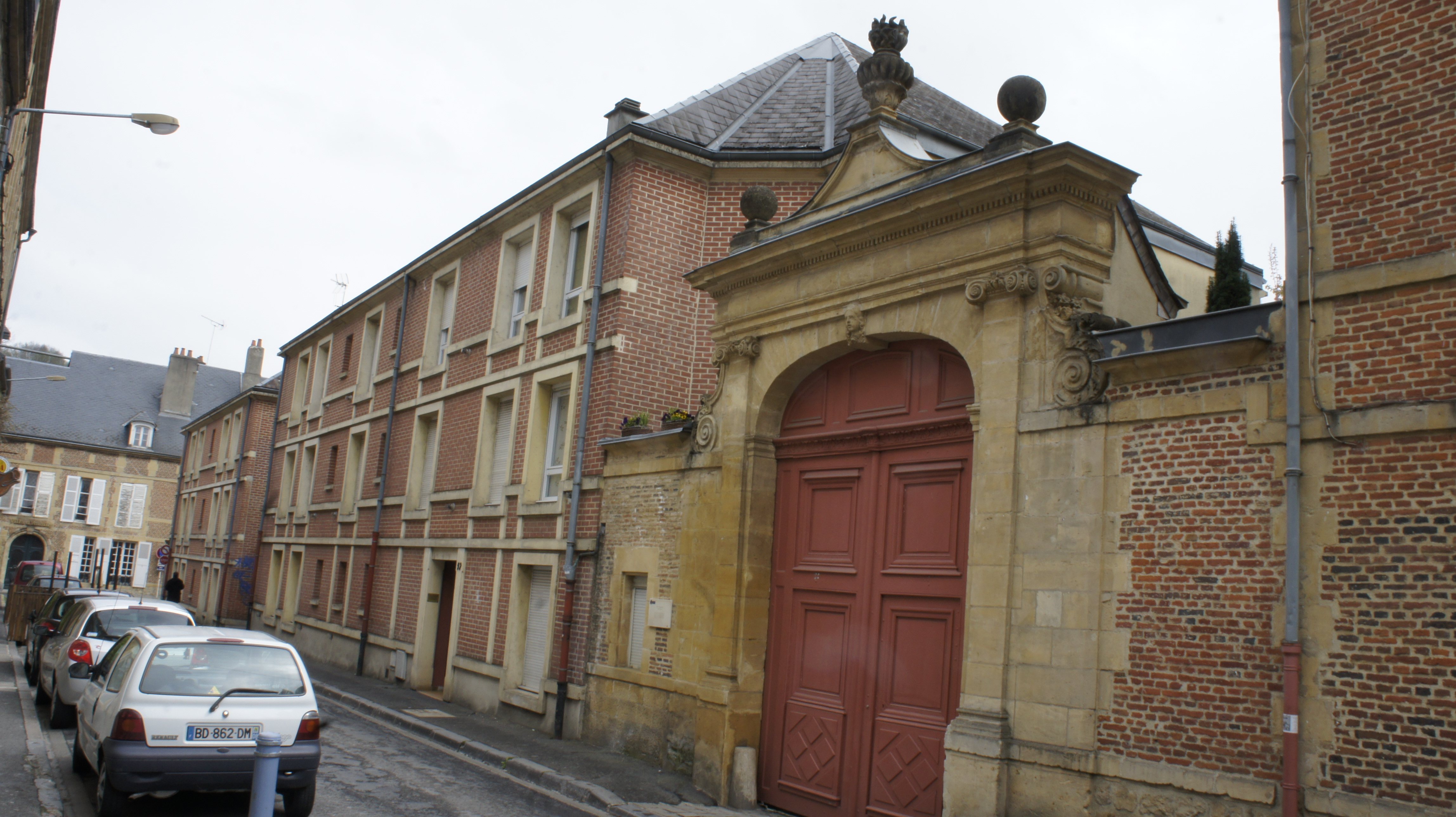
Porte charretière style Louis XV (XVIIIe siècle).
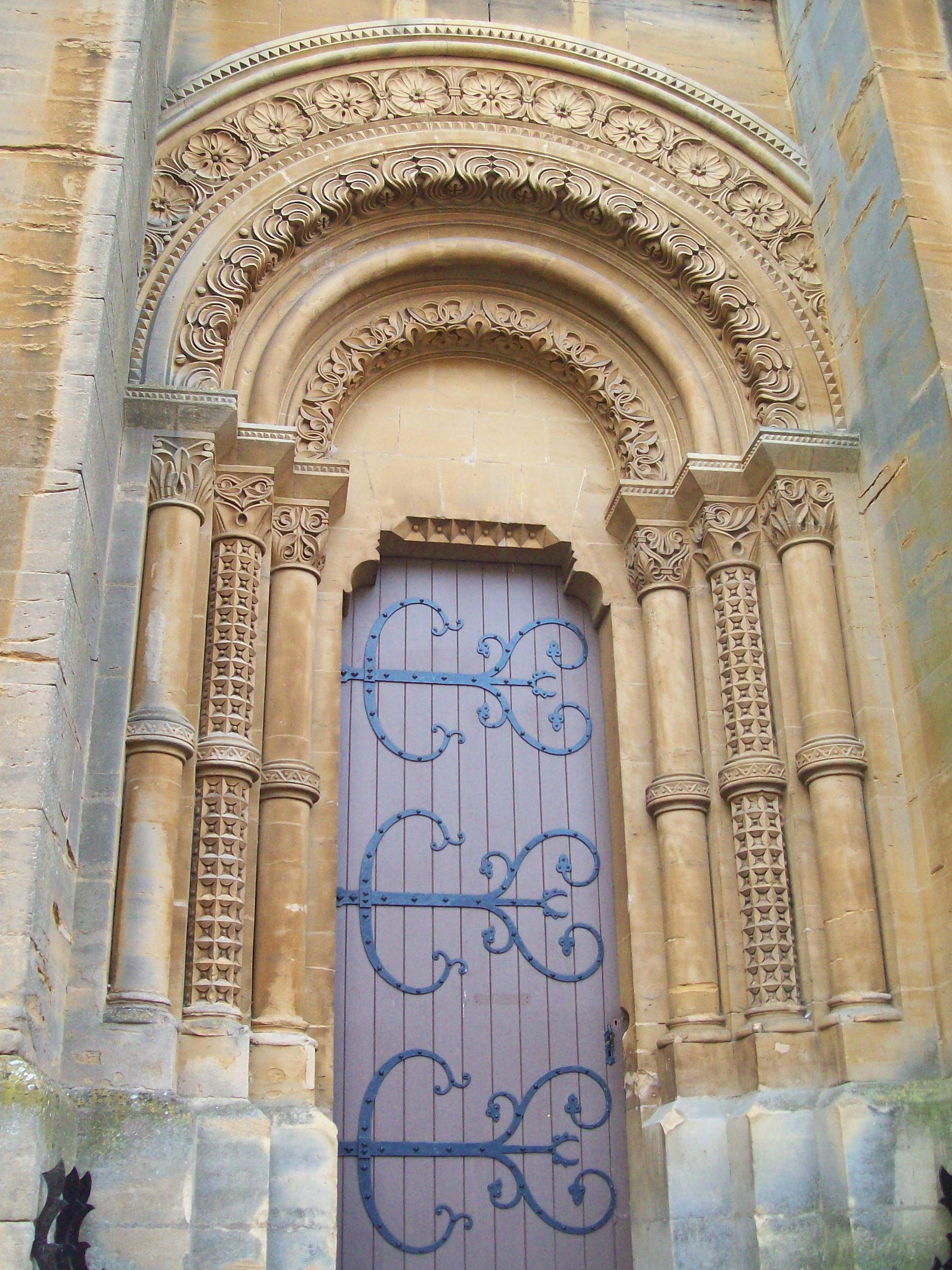
Détail du porche de Saint-Rémi.
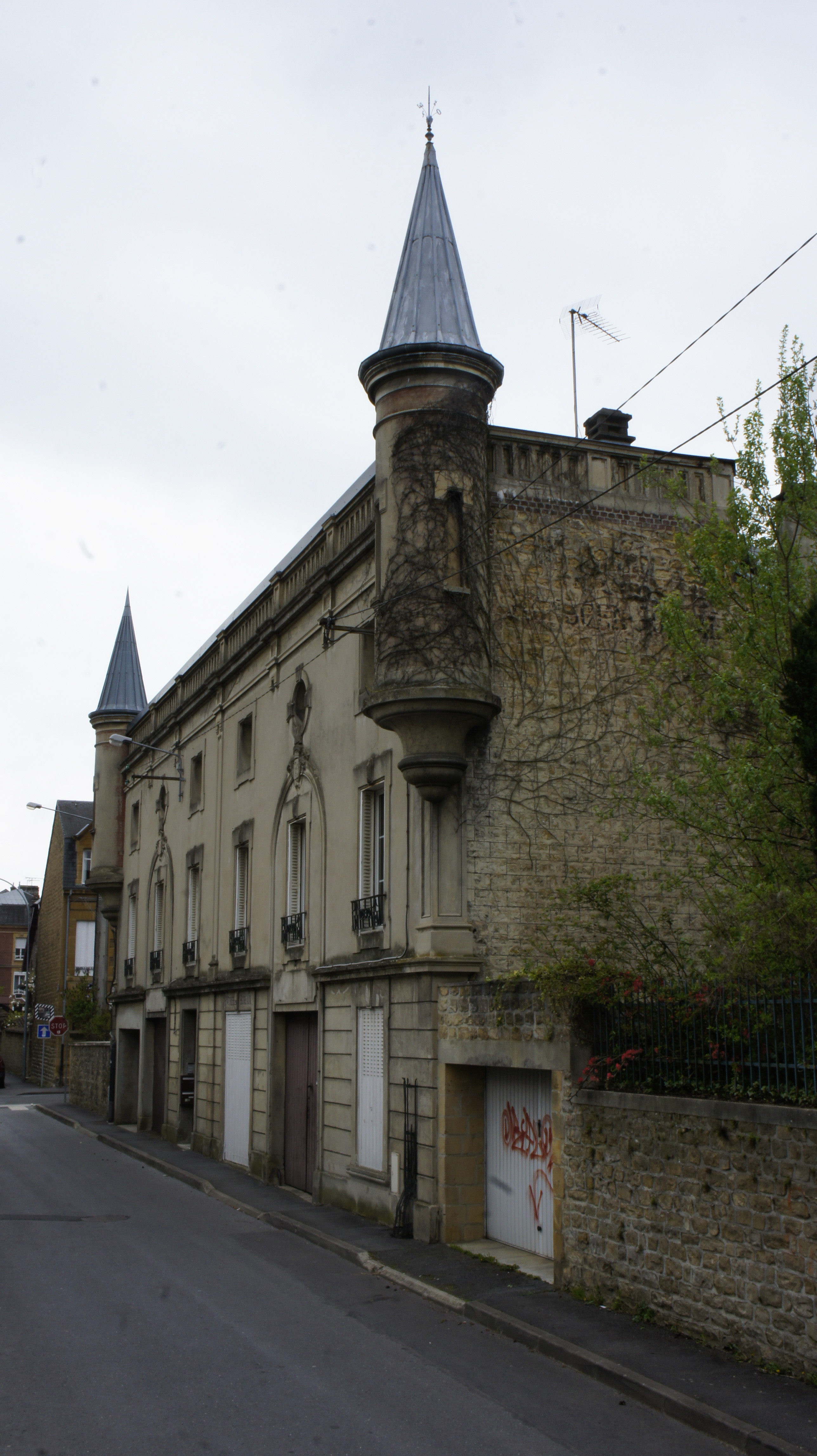
Brasserie Dewé, inscrite MH.
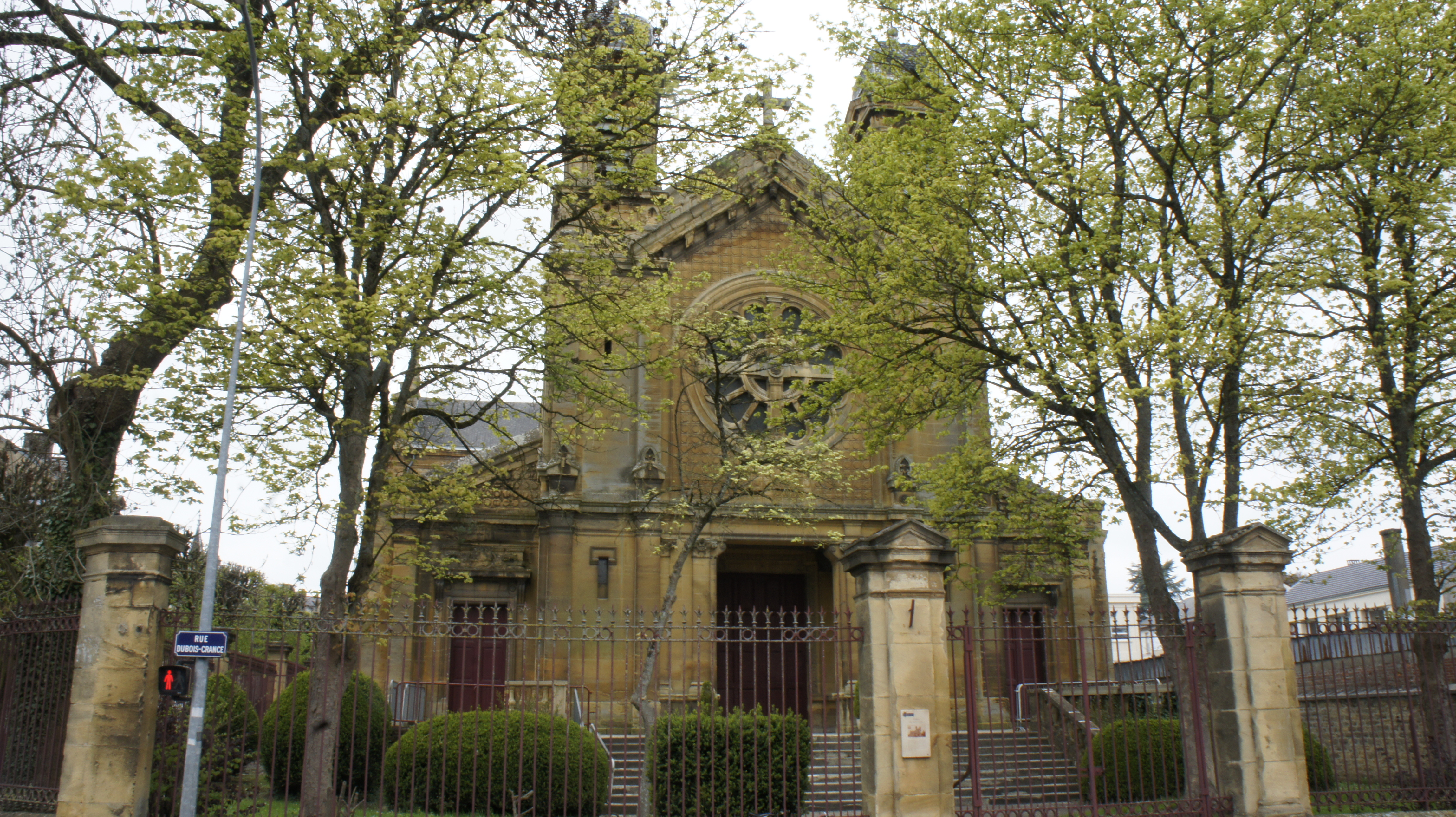
Église du Sacré-Cœur à Charleville.

#### Judaïsme
- L'ancienne synagogue construite en 1630 mais très peu utilisée a été détruite en 1940 pendant les combats de la percée allemande, par une bombe incendiaire. Elle se trouvait à Charleville, au 10 rue Hippolyte Taine (jadis rue des juifs) et n'a pas été reconstruite.

#### Protestant
- Le temple protestant de Charleville, avenue Charles-de-Gaulle[91].
- L'église évangélique Mission Chrétienne, rue de Warcq.
- Le Centre évangélique protestant, rue du Faubourg-de-Pierre.
- L'église évangélique La Mission, place Marceau.
- L'église évangélique baptiste, rue Albert-Poulain.

#### Témoins de Jéhovah
- La salle du royaume, ruelle du Pré-du-Sart.

### Patrimoine culturel

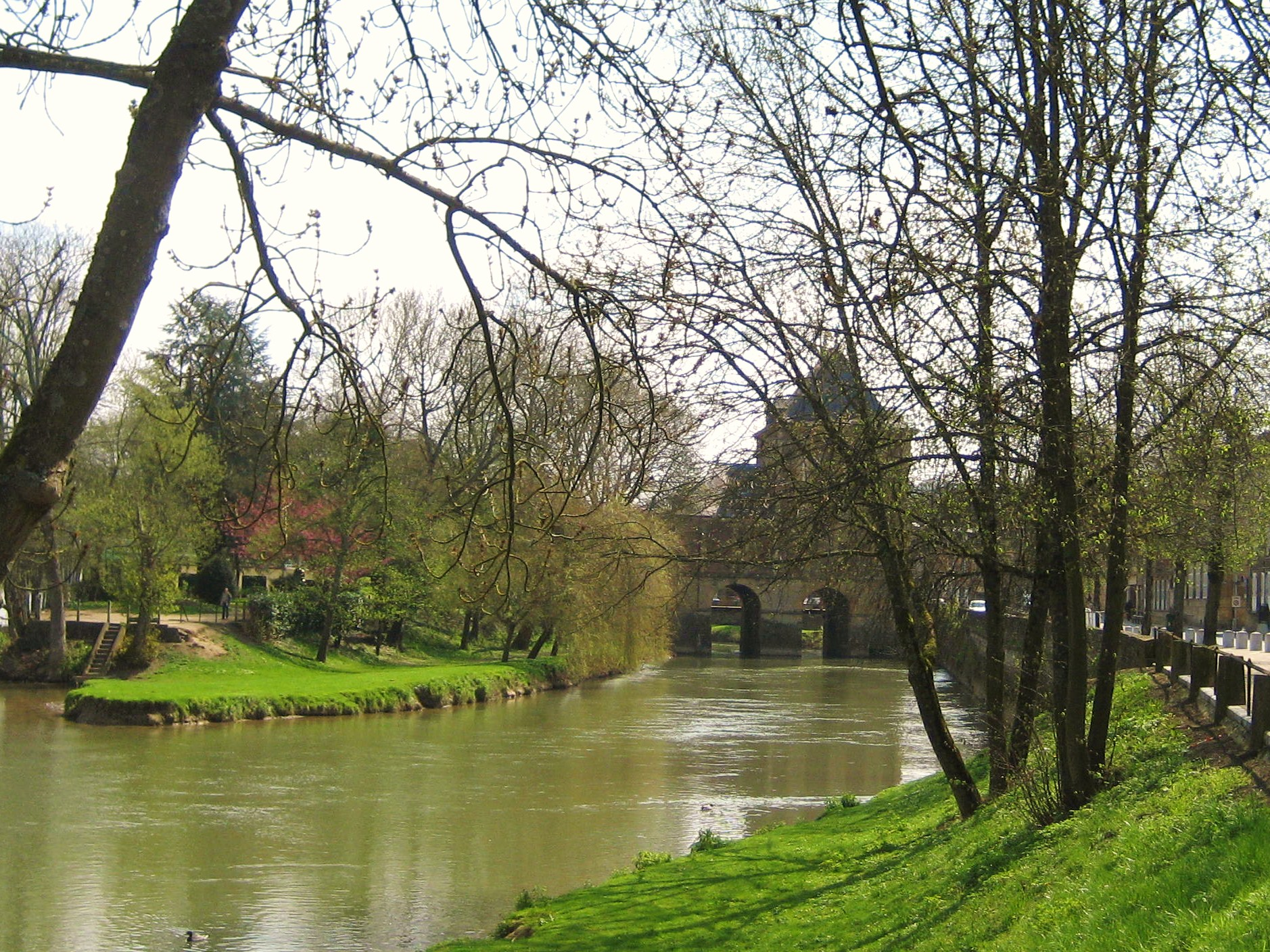
Le Vieux Moulin sur la Meuse à Charleville.

- Le musée Rimbaud est situé dans le Vieux Moulin, sur la Meuse. On y voit de nombreux originaux tels que le sonnet Voyelles.
- Le musée de l'Ardenne est situé entre la place Ducale et la place Winston-Churchill. Il réunit des collections historiques et de nombreuses œuvres archéologiques, des pièces d'artisanat local. Il accueille également des expositions temporaires, comme celle qui fut consacrée en 2005 à Madeleine Rebérioux, organisée par la Ligue des droits de l'homme. Un jeu de société imaginé et conçu par des élèves du lycée Monge et retraçant un parcours à travers la ville, est présenté à l'accueil.
- Le Grand Marionnettiste n'est pas à proprement parler un musée mais représente une attraction incontournable de Charleville-Mézières. Situé sur la place Winston-Churchill, cet automate de 10 mètres de haut, réalisé par Jacques Monestier[92], présente chaque jour de 10 h à 21 h la vie des Quatre fils Aymon. Tous les samedis à 21 h 15, les douze tableaux que composent la légende sont présentés au public. Une visite au musée de l'Ardenne fait entrevoir les coulisses de cet automate et les noms des donateurs sont gravés sur de grandes plaques apposées sur l'automate.
- La Maison des Ailleurs est située dans la maison où habita Arthur Rimbaud avec sa famille. On peut y suivre les voyages du poète à travers des textes et des images projetés sur les murs et le sol.
- Le théâtre municipal est construit entre 1835 et 1839 par l'architecte Louis Clément Labarre de Raillicourt. Six statues de muses ornaient à l'origine la façade de cette ancienne salle à l'italienne. Inscrit à l'inventaire des monuments historiques, l'édifice a subi des aménagements de mise en conformité au début des années 1960.

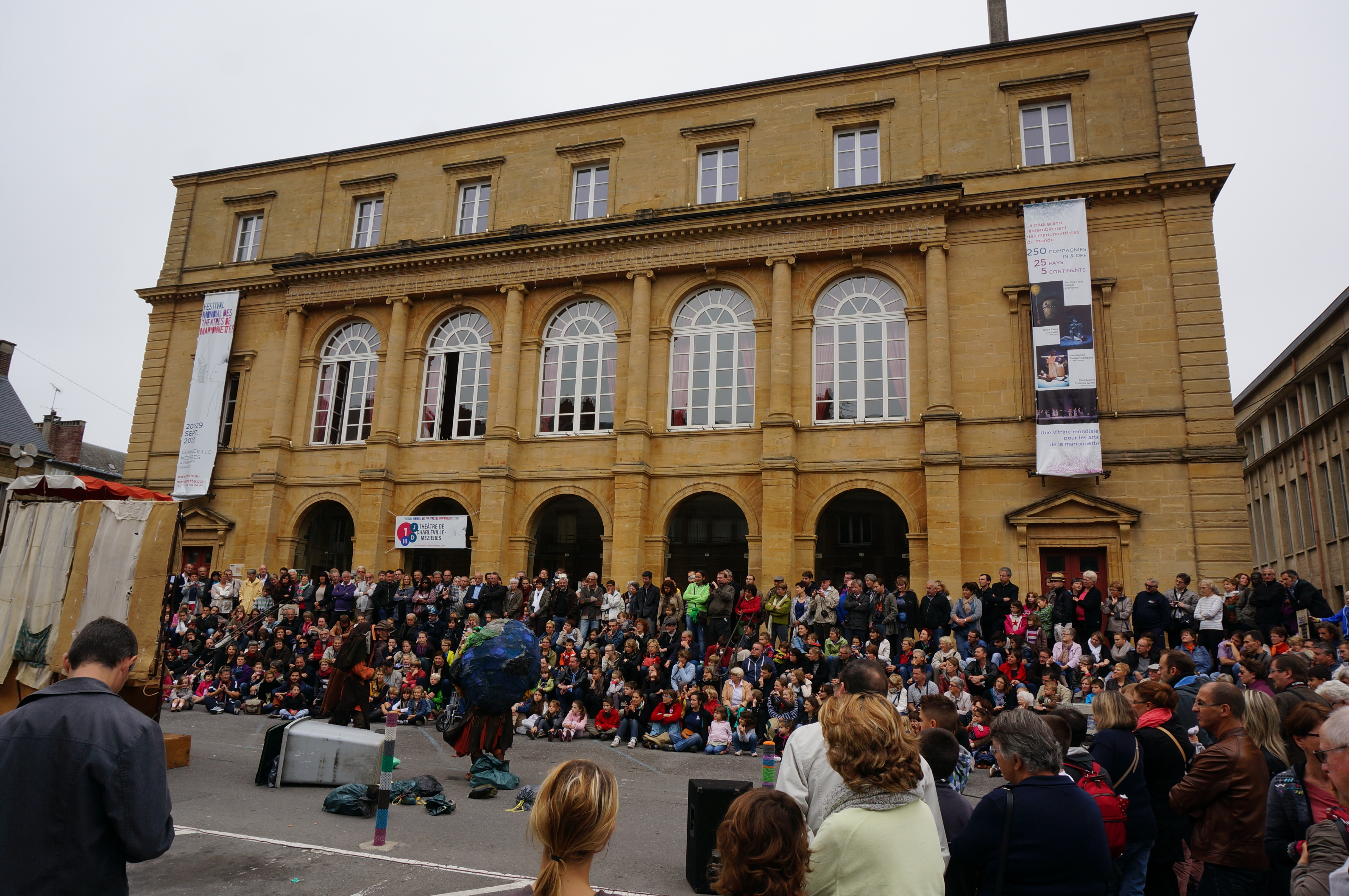
Le théâtre.
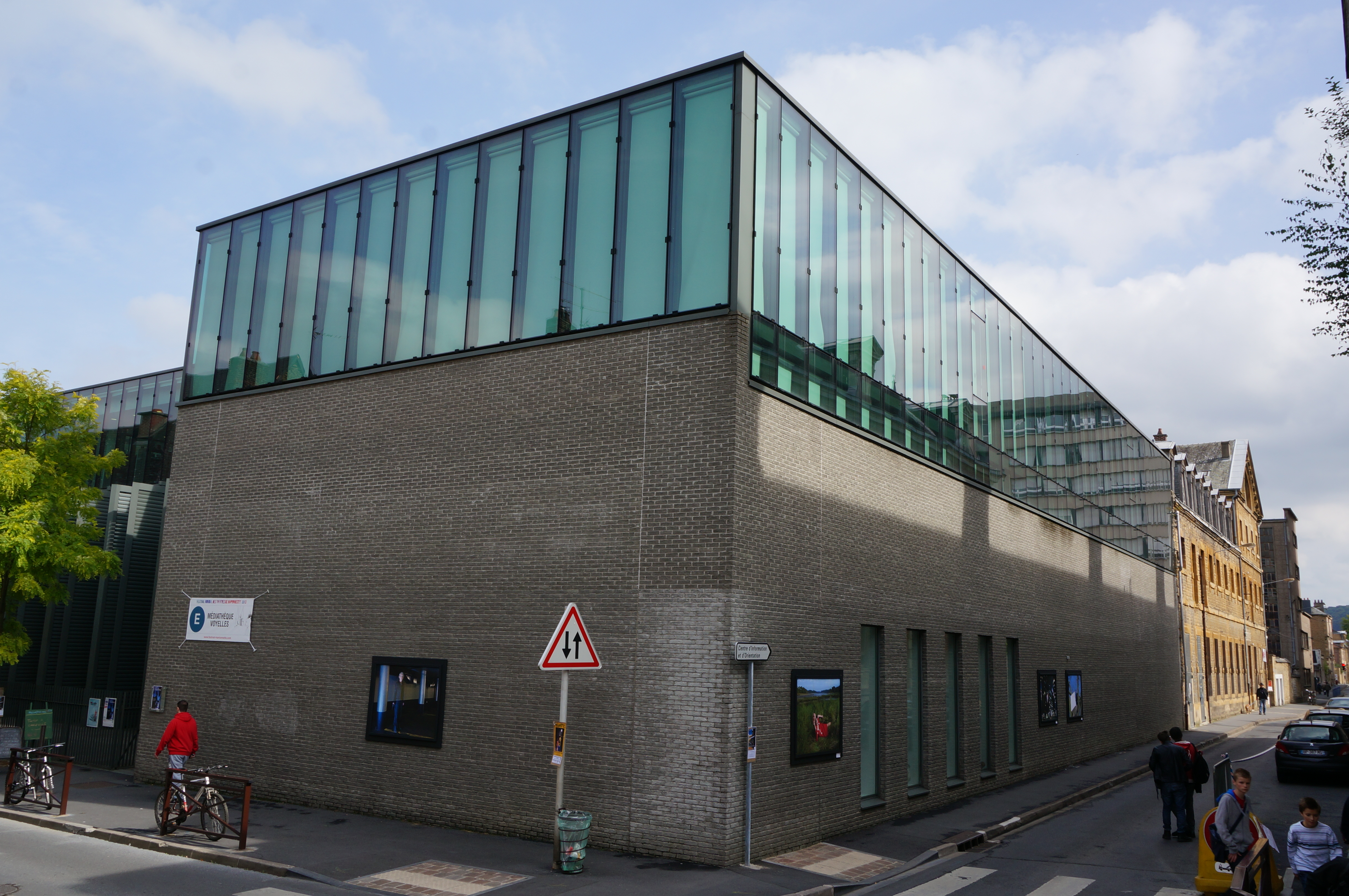
La médiathèque.
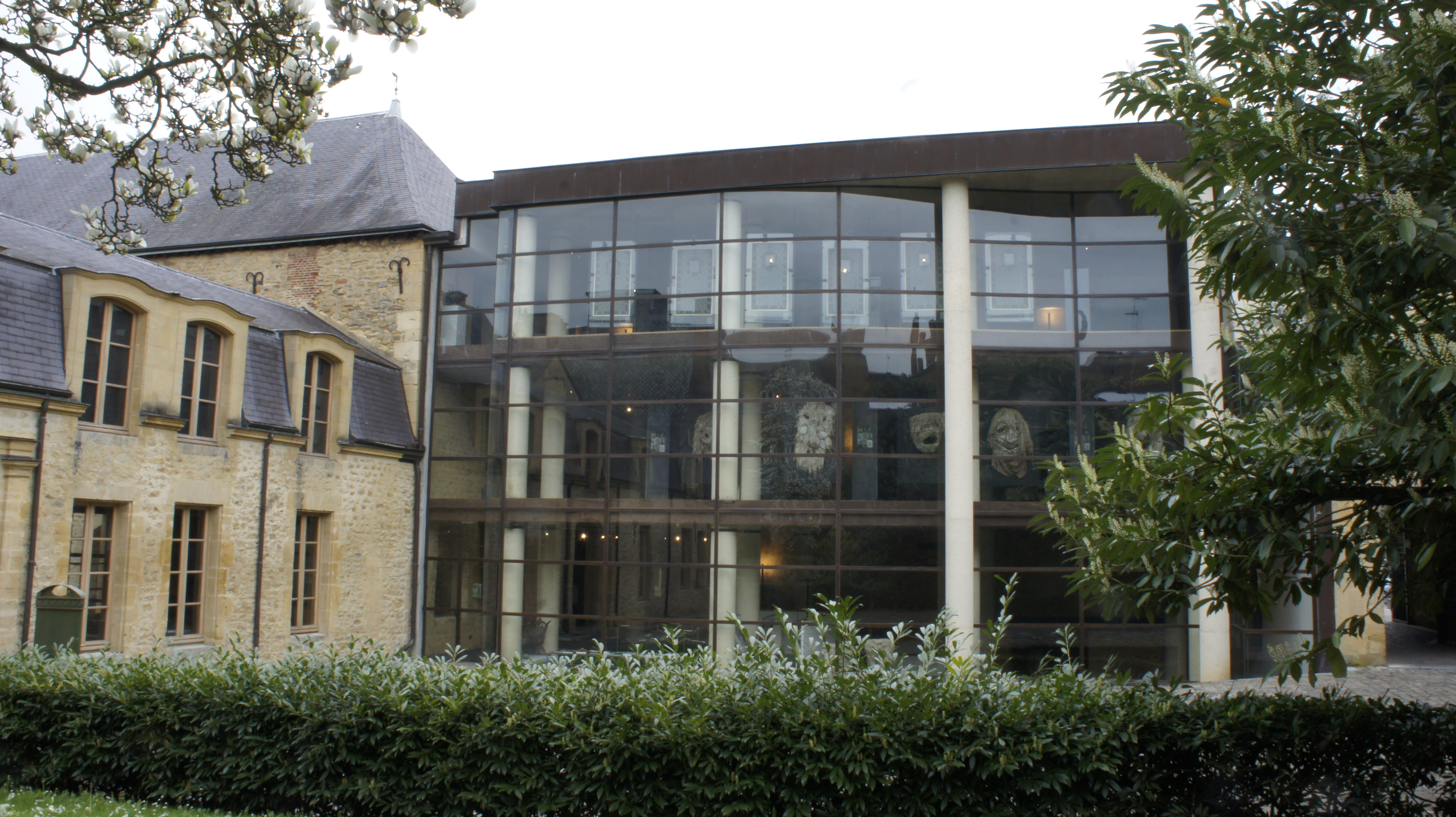
Le musée de l'Ardenne.
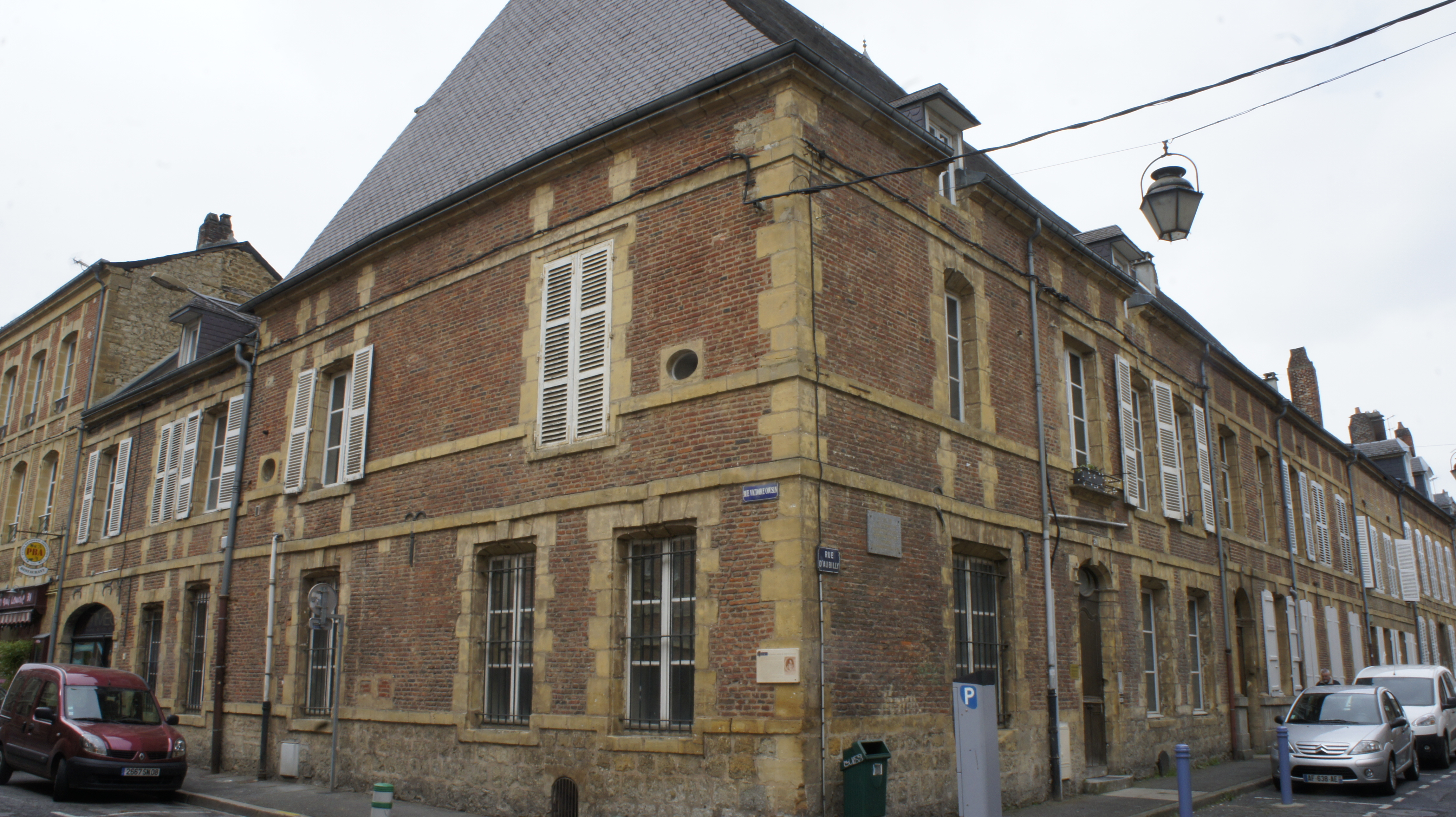
La maison natale de Dubois-Crancé.
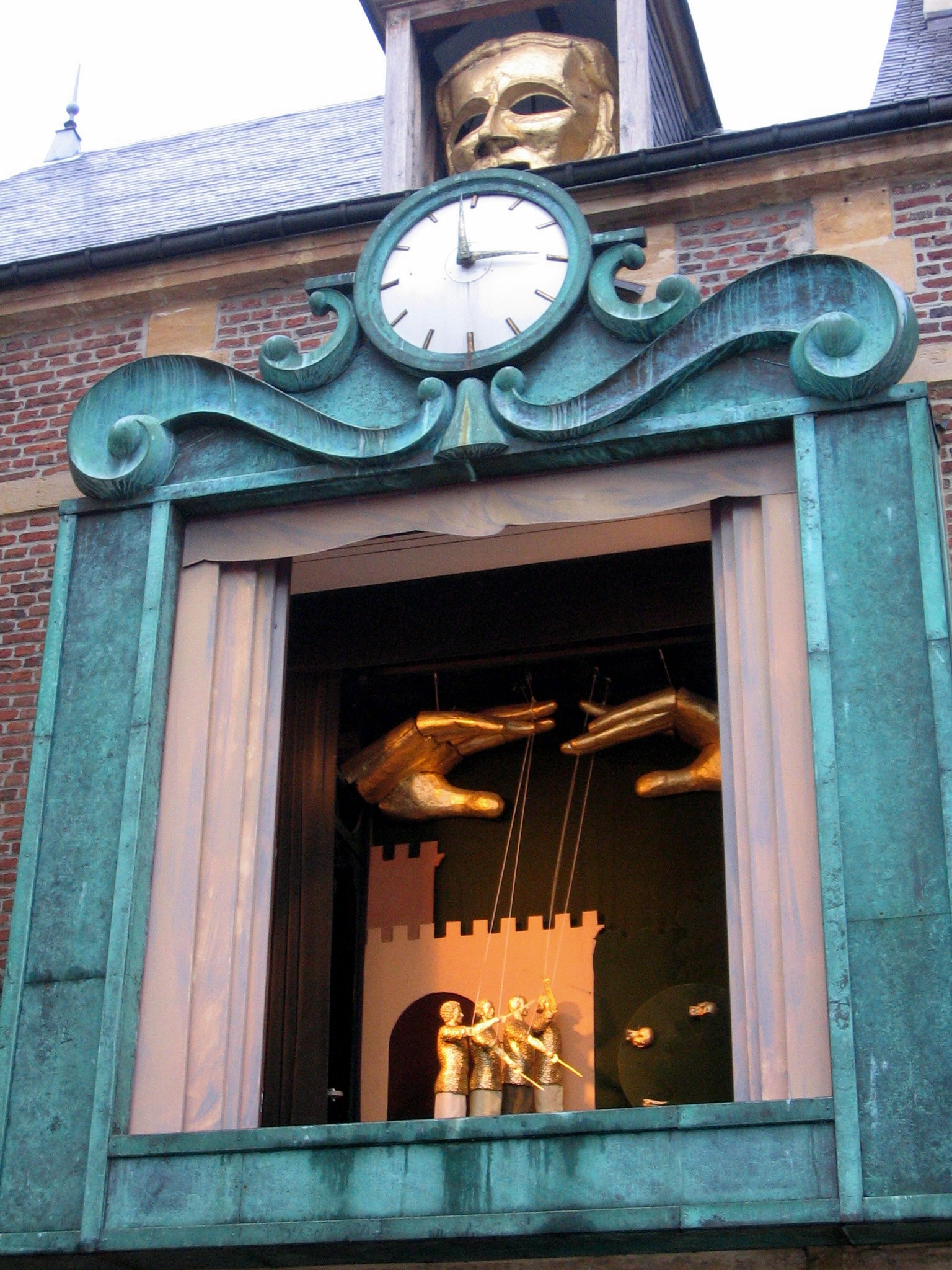
Le Grand Marionnettiste.

### Espaces verts
- Mont Olympe : colline faisant historiquement face à Charleville, de l'autre côté de la Meuse, aujourd'hui incluse dans la ville, ancien lieu fortifié devenu un espace vert et un lieu touristique, avec notamment à ses pieds le port fluvial, le centre aquatique et le camping de Charleville-Mézières. Une petite anecdote locale, le Mont-Olympe est prononcé "Mont'Olympe", en faisant la liaison orale, par la grande majorité des Carolomacériens et Ardennais.
- Île du Vieux Moulin : petite île sur la Meuse marquant la jonction entre Charleville et le Mont Olympe, rélié par une passerelle piétonne. Située derrière le Musée Arthur Rimbaud (ancien Vieux Moulin), l'île est aménagée en parc arboré et se dote d'un belvédère sur la Meuse, d'un quai d'amarrage et d'une terrasse qui laisse place à une guinguette en été. L'île accueille également le festival de bière et musique Karlsstadt en juin.
- Parc Pierquin : parc inséré en plein centre-ville, où l'on trouve plusieurs arbres remarquables et le châlet Pierquin, ancienne propriété de Louis Pierquin.
- Square Cardot : jardin botanique de style Renaissance sur les hauteurs de la ville fondé par Jules Cardot, scientifique ardennais spécialisé en bryologie.
- Square Winston Churchill : place arborée du centre-ville à deux pas de la Place Ducale. On y trouve le Grand Marionnettiste et le monument aux morts de Charleville.
- Square de la Gare : square verdoyant devant la gare agrémenté de sculptures et d'un kiosque de musique fréquenté par Arthur Rimbaud.
- Square Bayard : également appelé Square Mialaret, parc arboré inséré entre les remparts de Mézières et la Meuse, bordé à l'ouest par l'usine La Macérienne.
- Plaine de la Macérienne : grande étendue située derrière la Macérienne, au pied des remparts de Mézières et en bordure de Meuse. Le festival musical du Cabaret Vert y prend place en août.
- Parc de la Vieille Meuse : parc sur les bords de Meuse avec aire de jeux et terrains de pétanque. Il accueille le deuxième camping du Cabaret Vert en août.
- Parc Collignon : parc agrémenté d'un plan d'eau situé en plein cœur du quartier de La Houillère.
- La réserve naturelle régionale de la côte de Bois-en-Val : réserve naturelle sur les coteaux de la Meuse, surplombés par le plateau de Berthaucourt qui domine l'est de la ville.
- Le Parc animalier de Charleville-Mézières : parc forestier avec de vastes enclos où l'on peut observer diverses espèces de la faune locale. Le parc, situé près du village de Saint-Laurent, s'étend sur les communes d'Aiglemont, Charleville-Mézières et La Grandville. L'entrée est gratuite.

### Manifestations culturelles et festivités
Les manifestations les plus notoires sont :
- Le Festival mondial des théâtres de marionnettes : la ville accueille, tous les deux ans, un festival mondialement célèbre, consacré aux marionnettes. La bi-annualisation du festival est décidée en 2009. La vingtième édition de ce festival, devenue une référence mondiale, s'est déroulée en 2019[93],[94].
- Le Cabaret Vert : créé en 2005, il s'agit d'un festival rock ayant lieu tous les ans sur l'espace du stade Bayard. En 2006, s'y sont produits Dionysos, Babylon Circus, les Wampas, Eths, HF Thiéfaine, parmi une vingtaine d'artistes. En 2007, plus de 20 000 festivaliers s'y étaient rendus. Durant l'année 2009, les Deftones ont été présent pour leur unique date en France. Dans les années 2010, le festival prend encore de l'ampleur, comptant 100 000 participants en 2019, avec une affiche musicale éclectique, un rendez-vous de dessinateurs de BD, des exigences environnementales, et une fidélité à un ancrage local pour les différents stands[95],[96].
- Les Ailleurs poétiques ou Biennale des Ailleurs : rencontres internationales de poésie dont l'objectif est de promouvoir une authentique transdisciplinarité, en croisant les différentes formes d’art avec la poésie contemporaine et celle d’Arthur Rimbaud comme points de convergence[97].
- Le Festival des enfants du cinéma : tous les ans, en début d'année, a lieu un festival consacré au cinéma et plus particulièrement aux enfants et adolescents jouant au cinéma. Ouvert à tous, ce festival a pour but de faire découvrir un autre cinéma loin des super-productions hollywoodiennes. L'édition 2020 fêtait les 30 ans du festival[98].

### Manifestations sportives
- Le Critérium international de la route : La ville a accueilli la célèbre course cycliste. La course se déroulait sur un week-end, en trois étapes, dont une dans la vallée de la Meuse, l'étape de côtes. Le dimanche après-midi se déroulait généralement le contre-la-montre dans Charleville. L'Allemand Jens Voigt a remporté les éditions 2007, 2008 et 2009.
- Le Sedan-Charleville est une course pédestre réunissant 3000 coureurs dont l'arrivée est située au stade du Petit-Bois. La centième édition s'est déroulée en 2006. La course est la plus ancienne épreuve de « ville à ville » en France.

### Personnalités liées à la commune

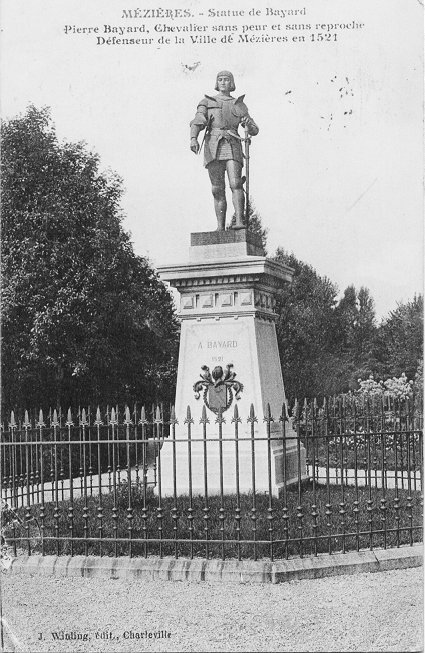
Statue du chevalier Bayard.

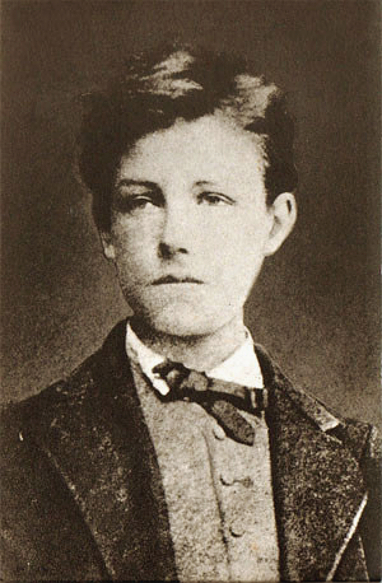
Arthur Rimbaud.

- Le chevalier Bayard (v.1475-1524) a défendu la citadelle de Mézières en 1521 face aux troupes de Charles Quint. En 2005, la maire de la ville, a inauguré une reproduction à l'identique de la statue de Bayard, prise par l'armée allemande pendant la Première Guerre mondiale, reprise à l'armistice de 1918 et fondue par les troupes du troisième Reich. Cette statue est l'œuvre du sculpteur ardennais Aristide Croisy.
- Charles Ier de Gonzague (1580-1637), duc de Nevers et de Rethel fondateur de la ville de Charleville ; il deviendra duc de Mantoue et de Montferrat en 1627.
- Jean-François Millet de La Mambre (1736-1815), né à Sedan, député du tiers état du bailliage de Sedan aux États généraux de 1789, juge à Charleville et mort à Mézières.
- Gaspard Monge (1746-1818), mathématicien, a enseigné la stéréotomie, la chimie et les mathématiques à l’École royale du génie de Mézières durant la fin du XVIIIe siècle. Une rue et un lycée portent son nom.
- Edmond-Louis-Alexis Dubois-Crancé (1747-1814), homme politique et général de la Révolution, né à Charleville.
- Adrien Pierre Barthélemy Cochelet (1753-1804), né à Charleville, député de la principauté d'Arches aux États généraux de 1789.
- Jean Nicolas Pierre Hachette (1769-1834), mathématicien français né à Mézières.
- Félix Savart (1791-1841), né à Mézières.
- Louis Tirman (1837-1899), président du conseil général des Ardennes de 1893 à 1898, sénateur de 1892 à 1898 et gouverneur général de l'Algérie de 1881 à 1891, est né à Mézières.
- Arthur Rimbaud (1854-1891), poète né à Charleville, au 12 rue Napoléon, devenue par la suite « rue Thiers », puis enfin renommée « rue Bérégovoy ». Deux espaces lui sont consacrés quai Arthur-Rimbaud : La Maison des Ailleurs et le Musée Rimbaud.
- Auguste Vaillant (1861-1894), anarchiste et criminel guillotiné le 5 février 1894 à Paris.
- Léontine Le Leuch (1872-1968), agent secret français et résistante, fut arrêtée par les Allemands dans sa maison de Charleville le 6 septembre 1915 et condamnée à mort.
- Étienne Riché (1883-1934), homme politique et banquier, deux fois sous-secrétaire d'État et député des Ardennes, né à Charleville.
- Raymond Jubert (1889-1917), avocat né à Charleville. Son nom est inscrit au Panthéon parmi les 560 écrivains morts pour la France.
- Jean-Paul Vaillant (1897-1970), écrivain, critique et fondateur de la revue ardennaise de littérature et d'art La Grive, est mort à Charleville-Mézières.
- Thérèse Laloz (1898-1925), athlète française, spécialiste de la course de demi-fond et footballeuse internationale.
- Olivier Brochard (né en 1967), footballeur et entraîneur français, est né à Charleville-Mézières.

### Autres personnalités
Parmi les autres personnalités liées à Charleville-Mézières, on peut citer :
- Jean Bienaise (1601-1681), chirurgien, né à Mézières.
- Louis Dufour de Longuerue (1651 ou 1652-1733), archéologue, linguiste et historien, spécialiste de géographie ancienne, abbé, né à Charleville.
- Jean Louis Christophe Régnier (1742-1802), général de brigade de la Révolution française.
- Anne Pérard (1743-1829), femme de lettres, née dans cette ville.
- Jean Nicolas de Monard (1750-1831), général de brigade de la Révolution et de l'Empire, né dans la ville.
- Jean-Baptiste Nouvion (1753-1825), général de brigade de la Révolution française, est né à Mézières.
- Alexis Joseph Vermon (1754-1832), homme politique, député des Ardennes à la Convention.
- Jean-Baptiste Saviot (1770-1830), général de brigade de la Révolution et de l'Empire, né dans cette ville.
- Claude-Raphaël Duvivier (1771-1821), ingénieur des Ponts et Chaussées, bâtisseur de la ville de La Roche-sur-Yon, naquit à Charleville.
- Jean-Baptiste Couvelet (1772-1830), peintre miniaturiste, né à Charleville et mort à Mézières, professeur de dessin à l'École centrale de dessin de Charleville.
- Jean-François Gérard (1772-1857), dessinateur et artiste peintre en miniatures, né à Mézières.
- Jean-François Nicolas Joseph Maucomble (1776-1850), général de la Révolution et de l'Empire dont le nom est inscrit sur l’arc de triomphe de l'Étoile, est né dans cette ville.
- Jean-Baptiste Louis Morin (1776-1814), général de la Révolution et de l'Empire, né dans cette ville.
- Jean Gaspard Hulot (1780-1854), militaire né à Charleville.
- François Joseph Noizet (1792-1885), général et homme de lettres, connu pour ses travaux sur le magnétisme animal, est mort à Charleville.
- Louis Joseph Demaison-Henriot (1796-1856), maire de Reims de 1837 à 1838, né et mort dans cette ville.
- Louis Eugène Regnault (1800-1889), homme d'église, évêque de Chartres, est né à Charleville.
- Adolphe-Hippolyte Couveley (1802-1867), peintre et premier conservateur du musée du Havre, né à Charleville.
- Natalis de Wailly (1805-1886), historien, archiviste et bibliothécaire, est né à Mézières.
- Alexandre Teulet (1807-1866), historien et archiviste, y est né.
- Élizé de Montagnac (1808-1882), industriel qui inventa notamment une nouvelle étoffe, le velours Montagnac, député des Ardennesy est mort.
- Léon Renier (1809-1885), historien spécialiste d'épigraphie latine, y est né.
- Jules François Riché (1815-1888), homme politique sous Napoléon III, sénateur, membre du Conseil d’État, y est né et inhumé.
- Jean Augustin Sénemaud (1820-1887), archiviste et historien, est mort à Mézières.
- Apollonie Sabatier (1822-1890), peintre, demi-mondaine et salonnière, est née à Mézières.
- Gustave Gailly (1825-1910), industriel, homme politique, né et mort à Charleville où il fut juge au tribunal de commerce, maire, député, sénateur. Un buste honore sa mémoire dans le parc de la Gare.
- Armand Cattier (1830-1892), sculpteur né à Charleville.
- Henri Dunaime (1855-1926), homme politique, député et président du conseil général des Ardennes, est né à Charleville.
- Jules Cardot (1860-1934), botaniste, qui y vécut et y mourut. Son herbier bryologique et sa bibliothèque furent presque entièrement détruits pendant les bombardements de Charleville de la Première Guerre mondiale.
- Paul Place-Canton (1862-1908), peintre officiel de la Marine en 1904[99], y est né.
- Louis Gérardin (1862-1907), industriel métallurgiste et cofondateur de la Compagnie française des métaux, né à Charleville.
- Charles Boutet (1865-1943), maire de Charleville, député.
- Edmond Hannotin (1874-1965), magistrat et homme politique, y est né.
- Jacques Bozzi (1883-1961), professeur de philosophie, maire de Charleville (1944-1959), conseiller général, député, sénateur.
- Marcelle Sauvageot (1900-1934), professeur agrégée de littérature, écrivain, est née à Charleville.
- Jean Deville (1901-1972), peintre et graveur, né à Charleville.
- Luc Étienne (1908-1984), écrivain, fait ses études au lycée Chanzy de Charleville.
- André Lebon (1910-1994), instituteur puis intendant de lycée, maire de Charleville puis de Charleville-Mézières (1959-1977), conseiller général, conseiller régional, député.
- Élisabeth Prévost (1911-1996), voyageuse, écrivaine et inspiratrice de Blaise Cendrars, née à Charleville.
- Jean Delautre (1922-1980), professeur puis censeur, maire de Charleville-Mézières (1977-1980), conseiller général et régional[100].
- Mario David (1927-1996), acteur dans Le gendarme se marie, Oscar ou Les Cinq Dernières Minutes, y est né.
- Roger Mas (1931-2009), maître d’éducation physique, puis assistant départemental Jeunesse et Sports, maire de Charleville-Mézières (1980-1998), conseiller général, député.
- Daniel Labille (1932-2022), évêque de Soissons puis de Créteil, mort à Charleville[101]
- Arlette Farge (1941-), historienne, née à Charleville.
- Pierre Dubois (1945-), auteur, scénariste de bande dessinée, écrivain, conteur et conférencier, y est né.
- Éric Sleziak, sculpteur, auteur de Woinic, le plus grand sanglier en sculpture du monde[102].
- François Leclère (1950-2015), compositeur, né à Mézières.
- Philippe Mathot (1952-), député des Ardennes, né à Charleville.
- Daniel Casanave (1963-), auteur de bande dessinée, écrivain et scénographe français né à Charleville.
- Isabelle Collet, (1969 - ), enseignante et chercheuse.
- Xavier Noiret-Thomé (1971-), artiste peintre, y est né.
- Daphnée Bravard, agent sportif, une des rares femmes à exercer ce métier dans le football, y est née.
- Pierre Cordier (1972-), député des Ardennes, y est né.
- Audrey Sauret (1976-), ancienne joueuse de basket, reconvertie manager et consultante sur BeIn Sports.
- Théophile Kouamouo (1977-), journaliste français d'origine camerounaise.
- Frédéric Leclercq (1978-), bassiste du groupe de « power metal » Dragonforce, y est né.
- Jérémy Ferrari (1985-), humoriste s'inscrivant dans le registre de l'humour noir, comédien, auteur et producteur, y est né.
- Fishbach (1991-), chanteuse qui a grandi à Charleville-Mézières d’où sont originaires ses parents.
- Xavier Vaution, journaliste sportif et chef de la rubrique Basket sur BeIn Sports[103].
- Brice Laménie, chercheur associé au CNRS, ayant vécu et travaillé à Charleville-Mézières[104].

### Héraldique
| Blason de Charleville-Mézières | Blason  | D'azur au dextrochère de carnation mouvant du flanc senestre d'une nuée d'argent, armé d'une épée haute d'argent à la garde d'or, entre deux rameaux, l'un en bande à dextre de palmier, l'autre en barre à senestre d'olivier, de sinople, la pointe de l'épée surmontée d'un soleil d'or, au chef cousu de gueules à deux râteaux d'or. |
| Blason de Charleville-Mézières | Détails | Le statut officiel du blason reste à déterminer. |

### Charleville-Mézières dans la culture
- 1969 : quelques scènes du film Les Patates, de Claude Autant-Lara, avec notamment Pierre Perret, sont tournées en ville.
- 1985 : Charleville-Mézières, chanson de Nacash Latino.
- 2006 : Praline (moyen-métrage documentaire) de Jean-Hugues Berrou.
- 2015 : quelques scènes du film The Program, de Stephen Frears, sur la chute de Lance Armstrong, sont tournées place Ducale.
- 2019 : plusieurs scènes de la série télévisée La Guerre des mondes sont tournées dans la ville.

## Labels et distinctions

Ville d'Art et d'Histoire.

### Labels
- Ville en poésie depuis 2012[105], du Printemps des poètes
- Villes et Pays d'art et d'histoire depuis 2013[106], du ministère de la Culture
- Villes et Villages Fleuris (3 fleurs), du Concours des villes et villages fleuris[107]
- Ville prudente depuis 2018, de l'association Prévention routière[108]
- Terre de Jeux 2024 depuis 2019, des Jeux olympiques de Paris 2024[109]
- Cités éducatives depuis 2021, de l'Agence nationale de la cohésion des territoires (ANCT) et du ministère chargé de la Ville[110]
- Ville amie des aînés (3 étoiles) depuis 2023[111]

### Distinctions
- Croix de guerre 1914-1918[réf. nécessaire]
- Croix de guerre 1939-1945[réf. nécessaire]